# Histoire des femmes
 (janvier 2016).
Si vous disposez d'ouvrages ou d'articles de référence ou si vous connaissez des sites web de qualité traitant du thème abordé ici, merci de compléter l'article en donnant les références utiles à sa vérifiabilité et en les liant à la section « Notes et références ».
 (2016).
 (août 2018).
- Si vous ne connaissez pas le sujet, laissez ce bandeau (vous pouvez alors contacter les auteurs).
- Si vous supprimez le contenu mis en cause (vous pouvez préalablement contacter les auteurs),

argumentez précisément cette suppression dans la page de discussion
(un manque de référence n'est pas un argument ; une recherche réelle de référence doit avoir été effectuée, être formellement documentée).

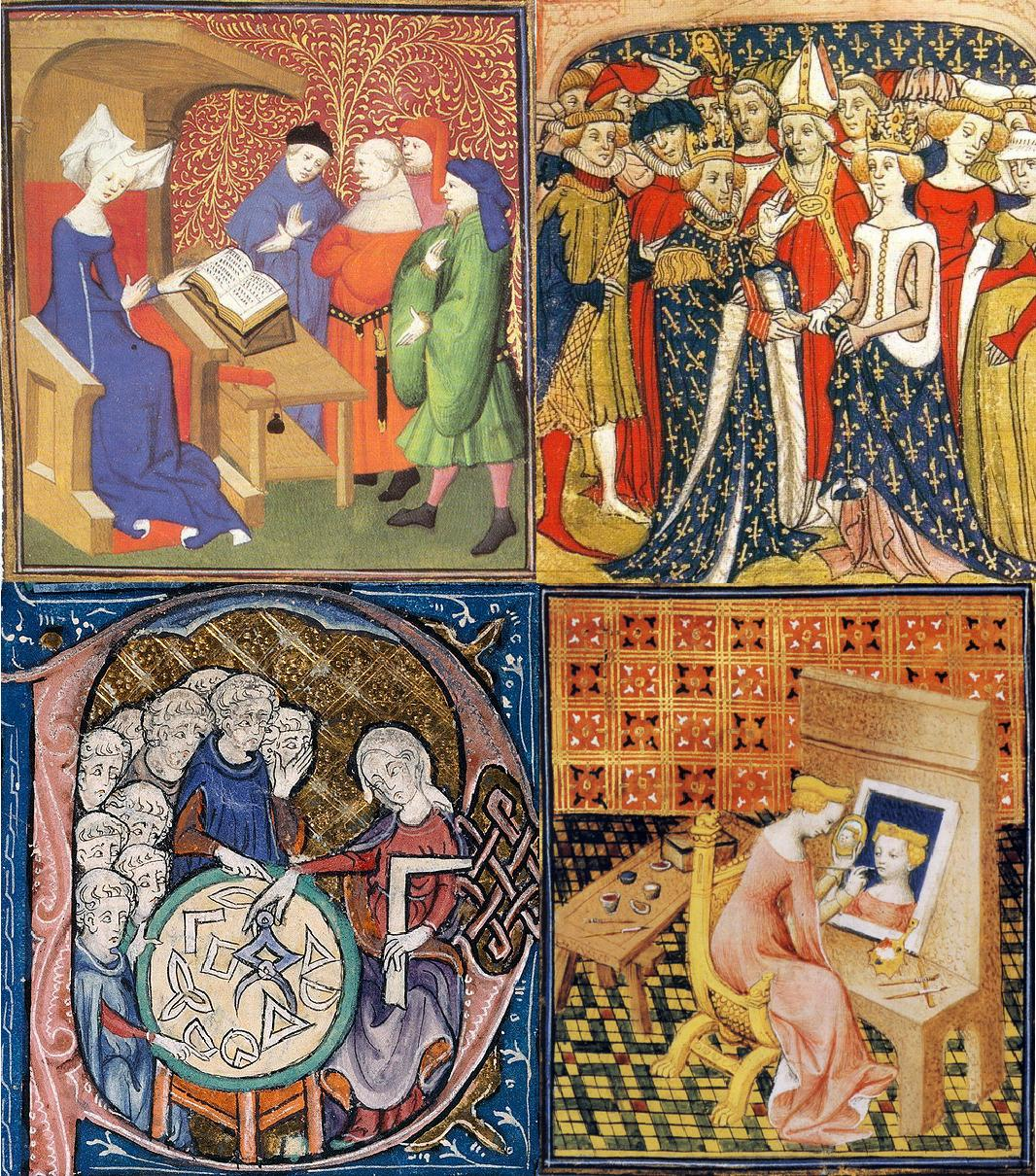
Différentes activités des femmes au Moyen Âge, en Europe.

L’histoire des femmes est une branche de l'histoire consacrée à l'étude des femmes en tant que groupe social, apparue dans les années 1970 et étroitement liée aux luttes féministes. En effet, de nombreux auteurs constatent l'absence d'« historicité » des études sur les femmes,, et analysent cette lacune comme un processus volontaire de déshistoricisation, comme si la condition féminine ne dépendait que d'invariants réels et historiques. L'histoire des femmes devrait donc s'appuyer sur ce que le sociologue et philosophe français Pierre Bourdieu (1930-2002) appelle une « reconstitution de l'histoire du travail historique de déshistoricisation ».
L'historiographie de l’histoire des femmes est, quant à elle, l’étude de la place de la femme dans l'histoire en tant que discipline — l'historiographie étant l'étude de la manière d'écrire l'histoire. Les femmes y sont étudiées dans leur rapport aux hommes, à la famille, à la société, etc., ainsi que l’évolution de ces rapports.
Dans la perspective féministe, jusqu'au milieu du XXe siècle, les sociétés occidentales accordent un traitement favorisant les hommes et assujettissant les femmes, tant au point de vue du droit que des usages et coutumes. En effet, les traditions accordent une importance particulière au rôle social de femme au foyer, qui doit se consacrer aux tâches ménagères, à la reproduction et à l'éducation des enfants, même si ce rôle de femme au foyer n'exclut pas l'exercice d'une profession, notamment depuis la révolution industrielle au XIXe siècle. La dévalorisation implicite de ce rôle de « femme traditionnelle » est récente, liée au poids grandissant pris par la sphère économique dans le monde.
L'idée de l'égalité des sexes ne s'impose ainsi que récemment, mais les femmes ont su bien avant tenter de s'affranchir des contraintes et différences qui leur sont imposées. On ne saurait cependant parler d'une évolution continue de la condition féminine vers l'émancipation, car son histoire est ponctuée par d'importants retours en arrière, y compris lors des périodes révolutionnaires. Ainsi, la Réforme protestante (création du Protestantisme, qui débute au XVIe siècle, en Europe, et est aussi suivi d'une Réforme catholique), dans le domaine religieux, mais aussi la Révolution française (à partir de 1789) et les socialismes, malgré leurs prétentions émancipatrices, tenteront souvent de les renvoyer au foyer. C'est ce décalage qui explique selon la sociologue française Andrée Michel (1920-2022) la naissance du féminisme[citation nécessaire].

## Préhistoire

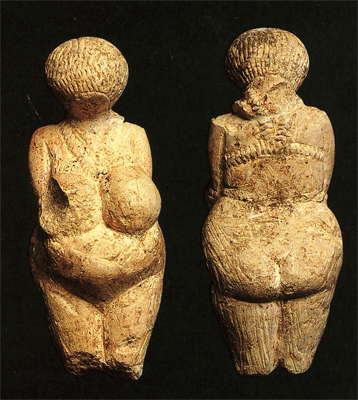
Vénus de Kostienki, statuette du Paléolithique supérieur appartenant à la culture du Gravettien. Retrouvée en Russie en 1983.

L'étude de la préhistoire a débuté vers les années 1860, en Europe de l'Ouest ; les archéologues sont alors en majorité des hommes, issus d'une société ayant des préjugés sexistes marqués, patriarcale et fortement puritaine,,. Leurs regards sur leurs découvertes et leurs interprétations, empreints de cette culture ont été repris par la suite et ont influencé les interprétations sur nombre de découvertes ultérieures,,. La représentation des humains préhistoriques évoque souvent un patriarcat au sein duquel les femmes sont malmenées. Par ailleurs, dans les premières décennies de cette discipline, nombre de scientifiques ont cherché à établir des mesures et classer les êtres humains selon des catégories hiérarchisées (selon une « race », selon le sexe…). Enfin, une partie des interprétations des archéologues concernant les sociétés préhistoriques de chasseurs-cueilleurs a été basée sur des recherches anthropologiques sur des sociétés de chasseurs-cueilleurs de leur époque, alors que rien n'indique qu'il n'y aurait eu aucun changement dans les sociétés durant une période de 10 000 ans. Dans les années 1950, quelques préhistoriennes proposent d'autres interprétations et dans les années 1970 naît l'archéologie du genre. Dans les années 1980, l'utilisation de l'ADN — lorsqu'il peut être trouvé malgré le grand âge des restes — permet de connaître le sexe d'une personne à partir d'un élément de squelette. Toutefois, la préhistorienne et archéologue du genre française Marylène Patou-Mathis souligne en 2021 qu'il n'y a pas de preuve trouvée qui permettrait d'affirmer ou infirmer qu'il y ait eu une forme de sexisme au cours de la préhistoire. Ainsi, si pendant des décennies, la présence d'armes dans la tombe d'un squelette était vue comme indiquant qu'il était masculin, des recherches, aidées par des techniques nouvelles, ont permis de relativiser ce schéma de pensée : certains squelettes enterrés avec des armes appartenaient en réalité à des femmes. Il en est allé de même pour l'interprétation du sexe de certains squelettes : les plus robustes étaient désignés comme masculins, alors que de nouvelles recherches ont montré que certains ont été ceux de femmes. C'est le cas de l'homme de Menton, découvert en 1872, réétudié et renommé en 2016 la Dame du Cavillon,. De plus, la préhistoire couvre un temps long et différents lieux géographiques, et concerne donc des sociétés préhistoriques qui ont aussi été culturellement différentes les unes des autres. Marylène Patou-Mathis indique qu'au Paléolithique, les indices tendent à montrer qu'il y a une relative égalité entre femmes et hommes, mais, au cours du Néolithique, cela change,. Les premières modifications dans les sociétés semblent être d'abord une hiérarchisation socio-économique entre personnes riches et personnes pauvres, ce que semblent indiquer les tombes. La période voit la naissance de l'agriculture, ce qui engendre d'importants changements dans la vision du monde et la société. Marylène Patou-Mathys souligne cependant qu'« il ne faut pas tomber dans le défaut inverse qui consisterait à calquer notre vision féministe actuelle sur cette époque-là », en rapprochant deux sociétés, celle considérée dans la préhistoire et la nôtre, très dissemblables, ce qui serait un biais méthodologique. Elle explique aussi que les relations entre les personnes ont pu être très différentes de ce que nous connaissons, et que la notion de genre (même si le terme est anachronique) a pu être autre que binaire comme nous la connaissons dans la société occidentale moderne. L'historienne dénonce par ailleurs le fait que les interprétations aient pu être biaisées par une vision européocentriste. En 2020, le paléoanthropologue français Pascal Picq indique lui aussi que les disciplines liées à l'histoire et l'évolution des êtres humains ont globalement peu considéré les femmes au sein de celles-ci.
Au début du XXIe siècle, en 2018, une tombe de chasseuse préhistorique est trouvée au Pérou : elle est datée de 9 000 ans auparavant,,, (ou de 9 000 ans avant notre ère) et semble témoigner de la grande importance accordée à la personne enterrée là. À la suite de cette découverte, l'anthropologue américain Randall Haas et des confrères ont réexaminé 27 tombes découvertes en Amérique de chasseurs enterrés avec des armes : il y en a 11 qui sont des tombes de femmes,. Selon ce chercheur, il y a 10 000 ans, les femmes ont peut-être composé entre un tiers et la moitié des effectifs de chasseurs de gros gibier sur les terres américaines,,. Cependant, quel que soit le sexe biologique de la personne inhumée, la présence d'armes auprès d'elle n'indique pas forcément que c'étaient les siennes.
Selon des études féministes, inspirées par les travaux de Marija Gimbutas, les sociétés de la préhistoire auraient connu des formes de pouvoir matriarcal, fondées sur le culte de la « Grande Déesse »[réf. nécessaire]. Ce sont les femmes qui auraient ainsi soi-disant inventé l'agriculture[réf. nécessaire]. Pourtant, elles auraient pâti de la seconde révolution néolithique, à l'origine de la sédentarisation, mais aussi de la guerre livrée à la nature et aux autres peuples[réf. nécessaire]. Surtout, les envahisseurs indo-européens auraient porté un coup fatal au matriarcat[réf. nécessaire]. La philosophe, historienne des sciences et paléontologue française Claudine Cohen (1951-) remarque cependant que le culte de la mère peut exister dans des sociétés misogynes, et que rien ne permet vraiment de dire « ce qui dans les rares vestiges de la préhistoire ressortit à l'activité de l'un ou l'autre sexe »[réf. nécessaire]. L'anthropologue Françoise Héritier (1933-2017) a travaillé sur ce point. En 2021, Marylène Patou-Mathis explique qu'il y a peu de chances qu'il y ait eu un matriarcat au sein des sociétés paléolithiques, mais qu'il n'y a pas d'indices permettant d'affirmer qu'il y ait eu un système patriarcal ; elle émet toutefois l'hypothèse d'une possible matrilinéarité dans certaines sociétés du Paléolithique.

## Antiquité méditerranéenne

### Égypte

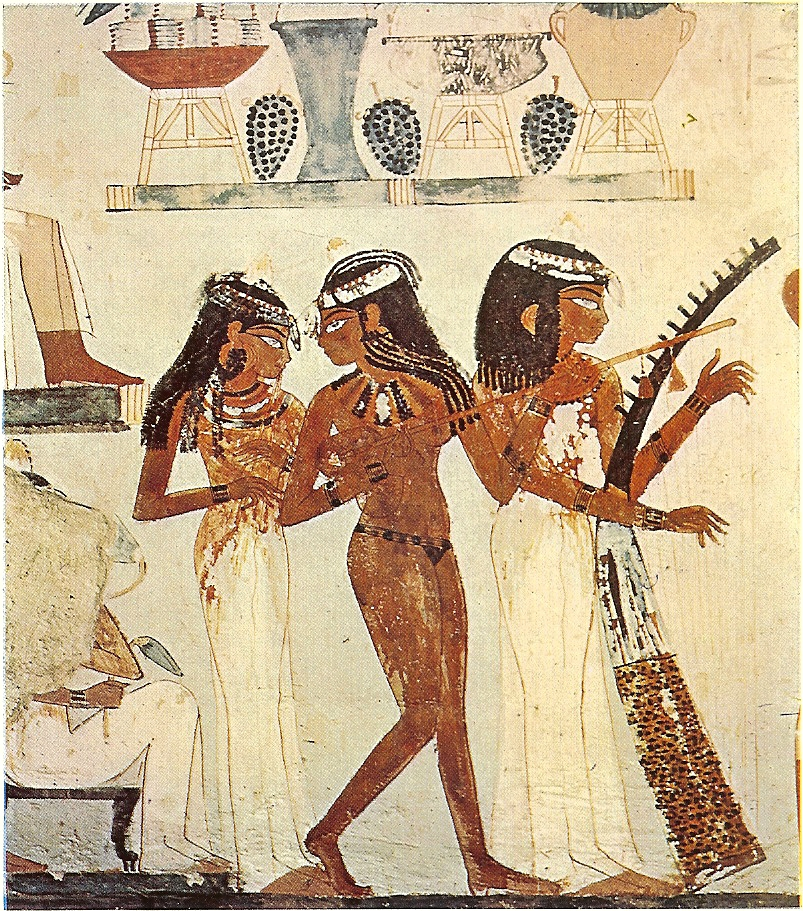
Les trois musiciennes, Tombe de Nakht, Thèbes, Égypte antique.

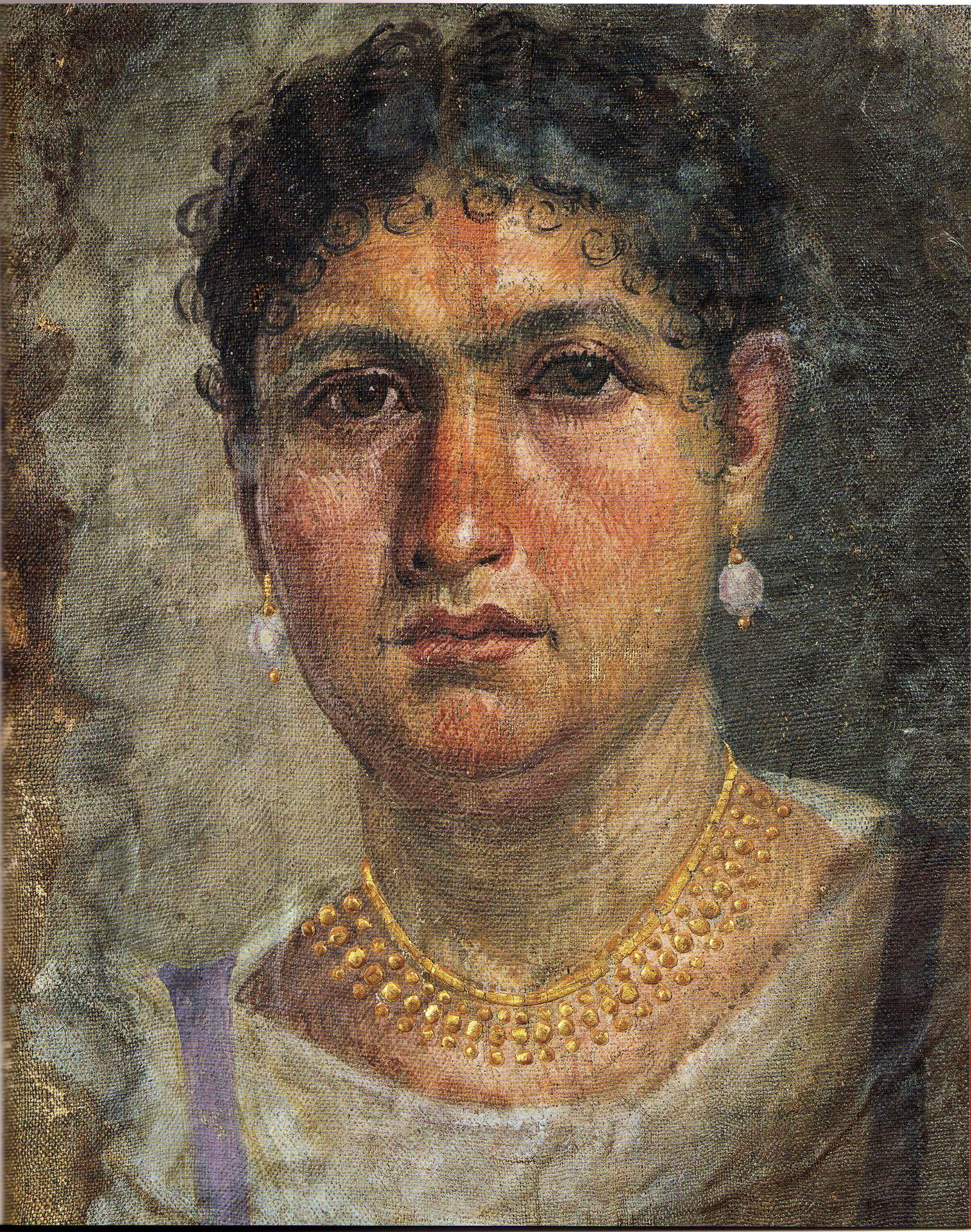
Aline, portrait funéraire du Fayoum.

On n'a que peu d'informations sur la vie quotidienne des femmes et de leur statut dans l'Égypte ancienne. Comme dans toutes les civilisations antiques, il y eut quelques souveraines ou régentes qui parvinrent à régner, telles Nitocris ou Hatchepsout. Certaines semblent avoir joué un certain rôle politique à côté du pharaon, comme Néfertiti, qui disparait de la scène assez mystérieusement. La vie de la Grande épouse royale, telle celle de Néfertari ou Isisnofret, épouses de Ramsès II, est assez bien connue, mais leur rôle politique était limité à la représentation. En général, leur fonction se limitait à assurer une descendance et à gérer les activités du Harem Royal.
- Les mariages étaient arrangés le plus souvent par le père de l'épouse et le prétendant.
- Le pharaon a un harem, et peut épouser sœurs et filles ; toutefois, l'homme égyptien est monogame et ces pratiques incestueuses ne lui sont pas autorisées[18].
- Les femmes étaient strictement astreintes à la monogamie, l'adultère étant sévèrement réprouvé. Seul le rôle de mère était valorisé, et l'exercice de toute profession constituait une forme de déchéance sociale, à l'exception de fonctions religieuses ou honorifiques[18].
- Tous les textes de référence d'époque en notre possession sont rédigés par des hommes. En effet, les femmes sont exclues de l'apprentissage systématique de l'écriture, et donc de toutes les pratiques administratives (gestion, législation, vie politique). Ces textes accordent le droit au divorce, y compris sur demande de l'épouse, et en cas de divorce ou veuvage, la femme reçoit une aide sociale. En cas de répudiation, il est même prévu qu'on lui verse une pension, mais toutes ces mesures laissent aussi entrevoir combien toute femme, en Égypte ancienne, demeure strictement dépendante des hommes, ne pouvant de toute façon pas avoir d'autonomie professionnelle et financière sans être renvoyée à la marge[18].
- Les cas de pharaons femmes sont rares. Seulement 6 sur 3 000 ans d'Histoire, et la majorité d'entre elles sont à cette place dans des contextes de crises de succession. La plus célèbre d'entre elles, Hatchepsout, se fit même représenter en homme[18] !

### Perse

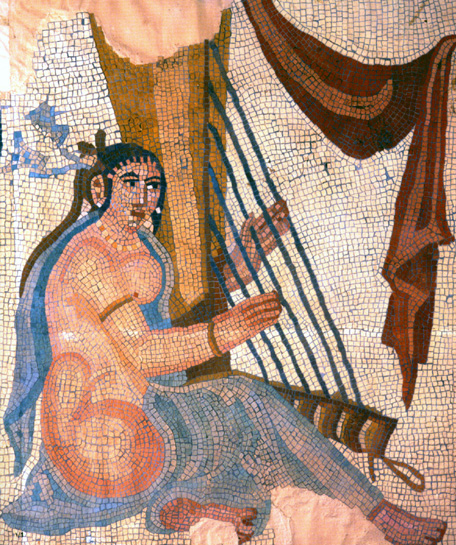
Une mosaïque de l’ère Sassanide déterrée à Bishapur. Certaines mosaïques représentaient des femmes dévêtues. Celle-ci est conservée au Louvre.

Il est un fait indiscutable qu’à Persépolis, où la pierre conserve l’Histoire de la Perse antique, que les femmes sont absentes. Une grande partie de Persépolis et plus particulièrement les intérieurs ayant été détruits par Alexandre le Grand et par le temps, certains chercheurs pensent qu’il est possible que certaines de ces parties aient pu représenter des femmes. Cependant, il y a de nombreux autres exemples de pierres ayant préservé la figure de femmes de la Perse antique.
D’un autre côté, les femmes ont joué un rôle important dans la vie quotidienne sous la dynastie Achéménide. Elles travaillaient au côté des hommes dans les ateliers et y recevaient le même salaire qu’eux[source insuffisante]. Les femmes de haute naissance avaient même une influence sur les affaires de l'État. Les femmes membres de la famille royale possédaient leurs propres domaines, et nombre de documents parvenus jusqu’à nous témoignent de leur implication dans la gestion des affaires : des lettres sur l’acheminement du grain, du vin, et des animaux jusqu’au palais depuis des possessions lointaines. Par exemple, les seules limites à l’autorité de la reine douairière étaient fixées par le souverain lui-même. De telles coutumes persistèrent jusqu’à l’empire sassanide, avec moins d’importance cependant. Purandokht, qui était la fille du roi Khosrau II gouverna l’empire perse durant presque deux ans avant d’abdiquer. À cette époque, le plus haut rang féminin était tenu par la mère du roi, puis la mère du prince héritier et enfin les filles et sœurs du roi.
Les femmes qui n'étaient pas de condition noble disposaient d'une certaine indépendance économique: elles avaient le droit de travailler (certains métiers étaient autorisés aux deux sexes et d'autres étaient réservés), de posséder des propriétés et de les vendre et étaient elles aussi obligées de payer des impôts. Des découvertes archéologiques ont même montré l'existence de femmes qui étaient chef d'entreprises ou de certaines autres qui avaient atteint des postes militaires de haut rang.
Les historiens[réf. nécessaire] pensent que c’est en fait Cyrus le Grand qui, dix siècles avant l’Islam, a établi la coutume de couvrir les femmes afin de protéger leur chasteté. D’après cette théorie, le voile est ainsi passé des Achéménides aux Séleucides. Ceux-ci l’ont, à leur tour, transmis aux Byzantins d’où les conquérants arabes l’ont adopté, le répandant à travers le monde arabe. Cela dit, le voile est omniprésent dans le monde méditerranéen : les femmes grecques mariées se doivent de porter un voile sur leurs cheveux, la Bible impose la même obligation aux épouses légitimes. La chevelure visible est le signe des prostituées (cf Marie-Madeleine lavant avec ses cheveux, instrument de son péché et de sa rédemption, les pieds du Christ).[réf. nécessaire]

### Peuple Étrusque
Dans la société étrusque, les femmes jouent un rôle considérable dans l'aristocratie, et ont des droits politiques et administratifs au même titre que les hommes. Leur vie sociale est épanouie, aux côtés des hommes, mais elles gardent la charge de la maison et des enfants.
Malgré la relative égalité des femmes et des hommes dans l'aristocratie, il n'y a pas de données historiques permettant de voir une pareille égalité dans les classes moins aisées.

### Grèce

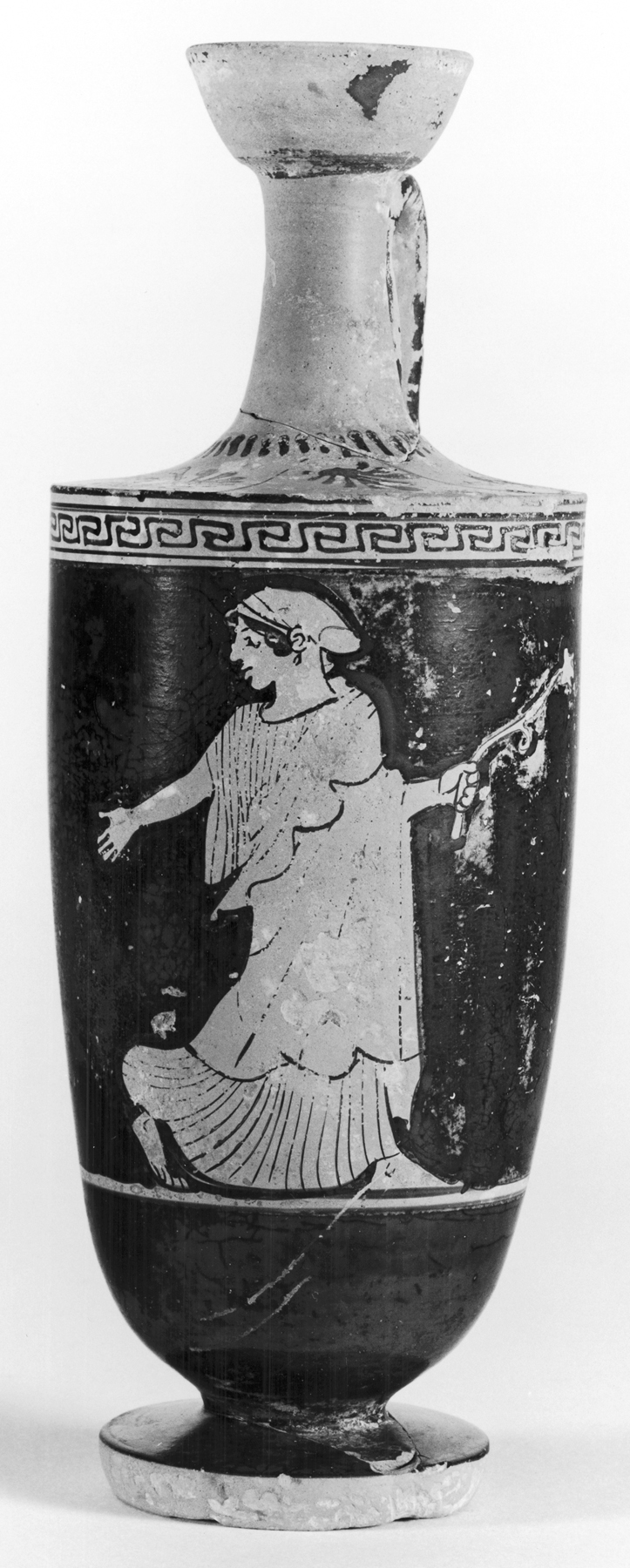
Vase de l'Antiquité grecque représentant une femme.

### Rome
Les femmes d'Étrurie furent certainement celles qui, dans l'Antiquité, eurent relativement le plus de liberté, et le statut le moins contraignant. Cela était très mal vu des Grecs et des Romains avant que l'Étrurie ne devienne province romaine. Les Romaines étaient juridiquement assimilées à d'éternelles mineures et soumises toute leur vie durant à l'autorité d'un tuteur, leur père puis leur mari. La patria potesta qui donne droit de vie ou de mort au pater familias sur tous les membres de sa famille fut réduite au IIe siècle av. J.-C. puis supprimée au IIe siècle. Les Romaines jouirent d'un statut moins draconien que les Grecques. Elles avaient par exemple libre accès aux stades, théâtres et autres lieux publics. La liberté de mœurs qu'elles eurent à l'époque impériale reflète davantage l'oisiveté dont bénéficiaient les femmes de l'aristocratie qu'une liberté du point de vue juridique ; le divorce existait mais avait un autre sens qu'aujourd'hui. Au IIe siècle, l'empereur Marc Aurèle délivre la femme romaine de l'institution de la manus, qui en faisait jusque-là une mineure perpétuelle. Sans jouir de droit politique, elle peut désormais divorcer et se remarier, et elle a droit à la même part de l'héritage paternel que ses frères. Des appellations comme celle de « matrone » ou « domina » sont l'indice d'un statut social sans commune mesure avec celui de la femme grecque, enfermée dans le gynécée.[réf. nécessaire]

## Afrique et Proche-Orient

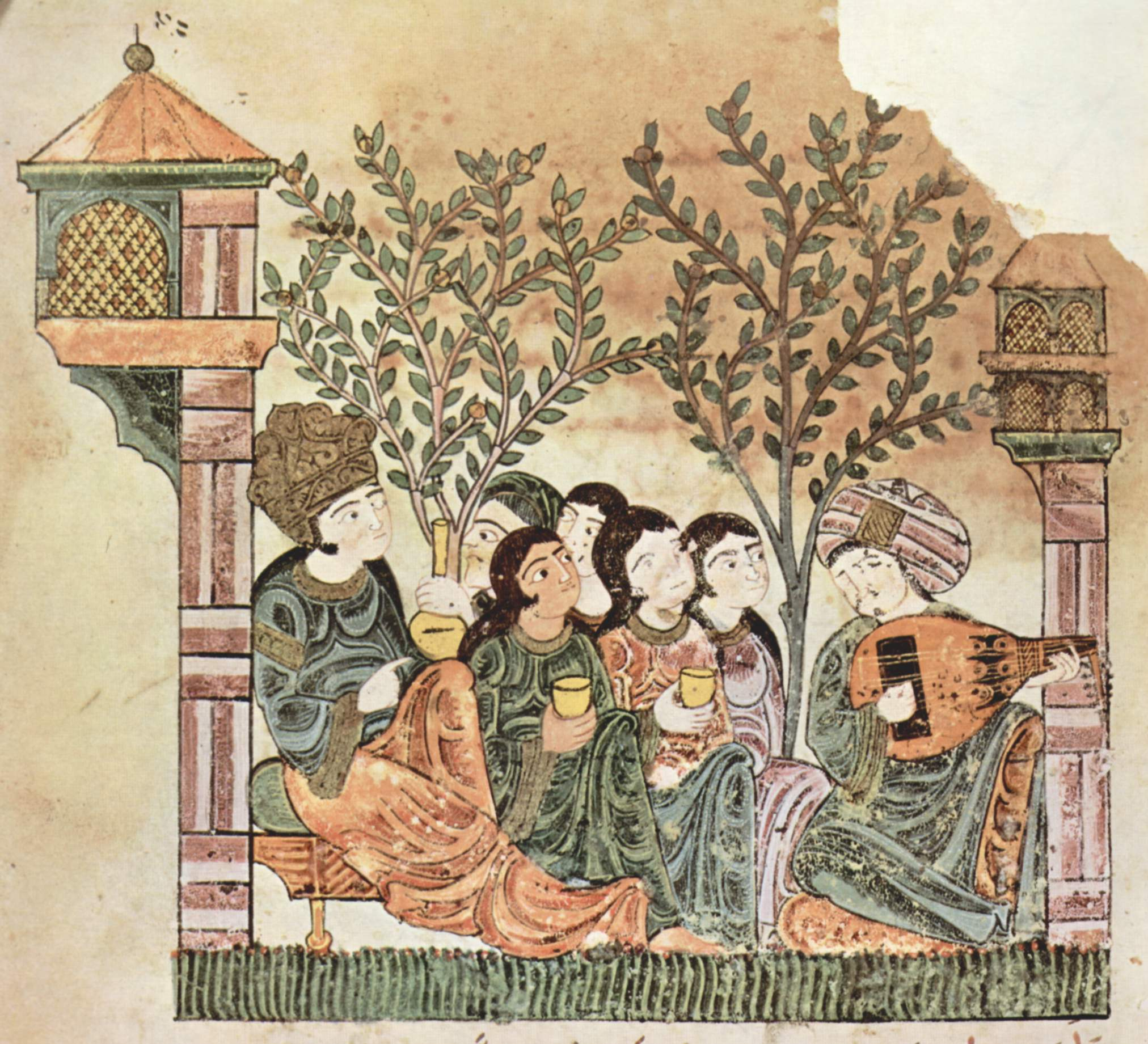
Histoire de Bayâd et Riyâd (« Hadîth Bayâd wa Riyâd »), manuscrit maghrebin du XIIIe siècle ; scène : Chant de luth dans un jardin pour une noble dame.

## Asie

### Chine
Wu Zetian (624-705) est l'unique femme à avoir été impératrice de Chine dans l'histoire de ce pays ; elle est aussi à la base d'une nouvelle dynastie. Elle s'appuie sur un système de pouvoir méritocratique avec examens impériaux des fonctionnaires érudits de l'Empire ; par ailleurs, elle œuvre aussi pour améliorer la place des femmes en Chine ainsi que la vie des paysannes et des paysans.

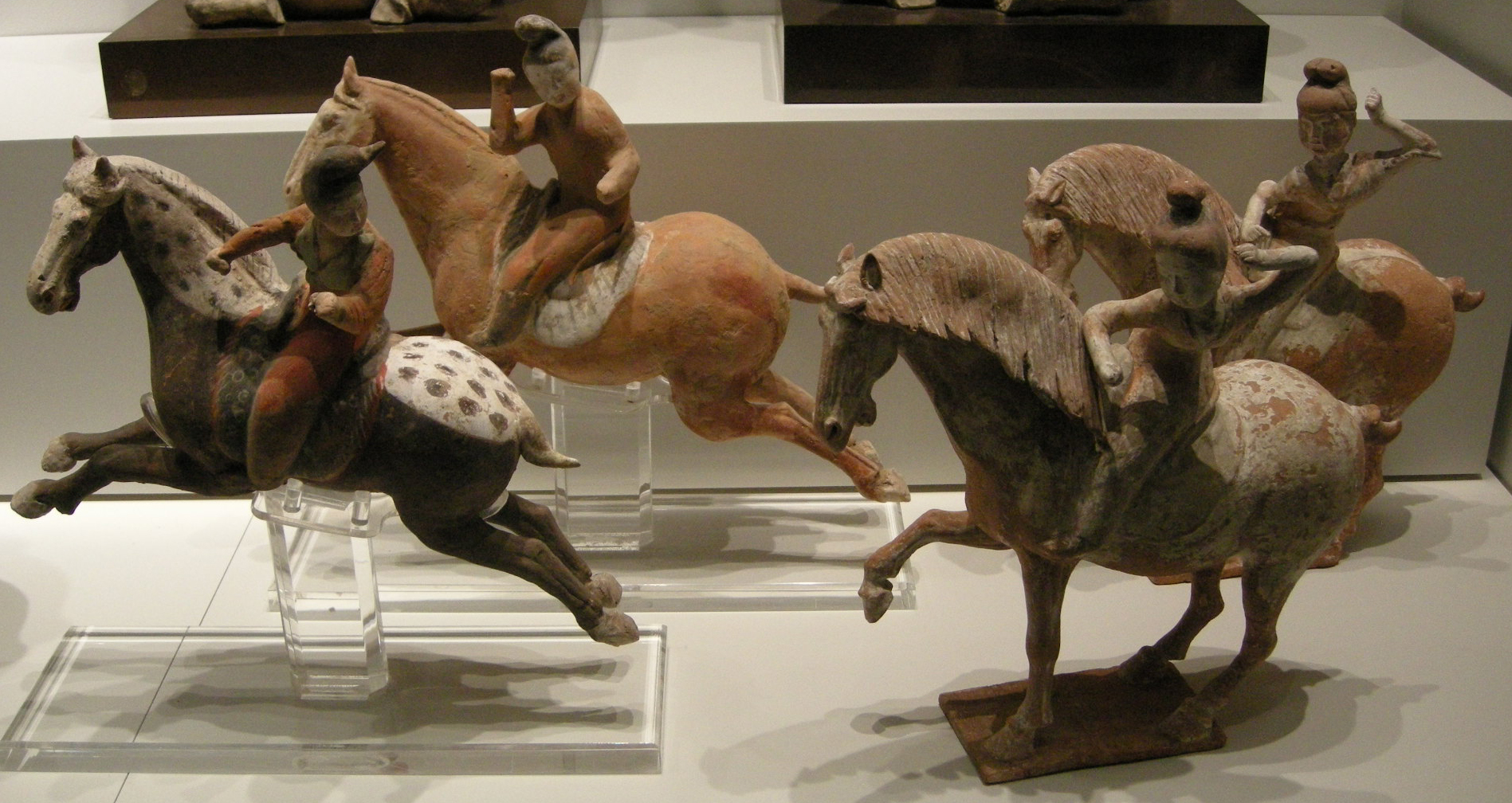
Joueuses de polo de la période de la dynastie Tang, céramiques.
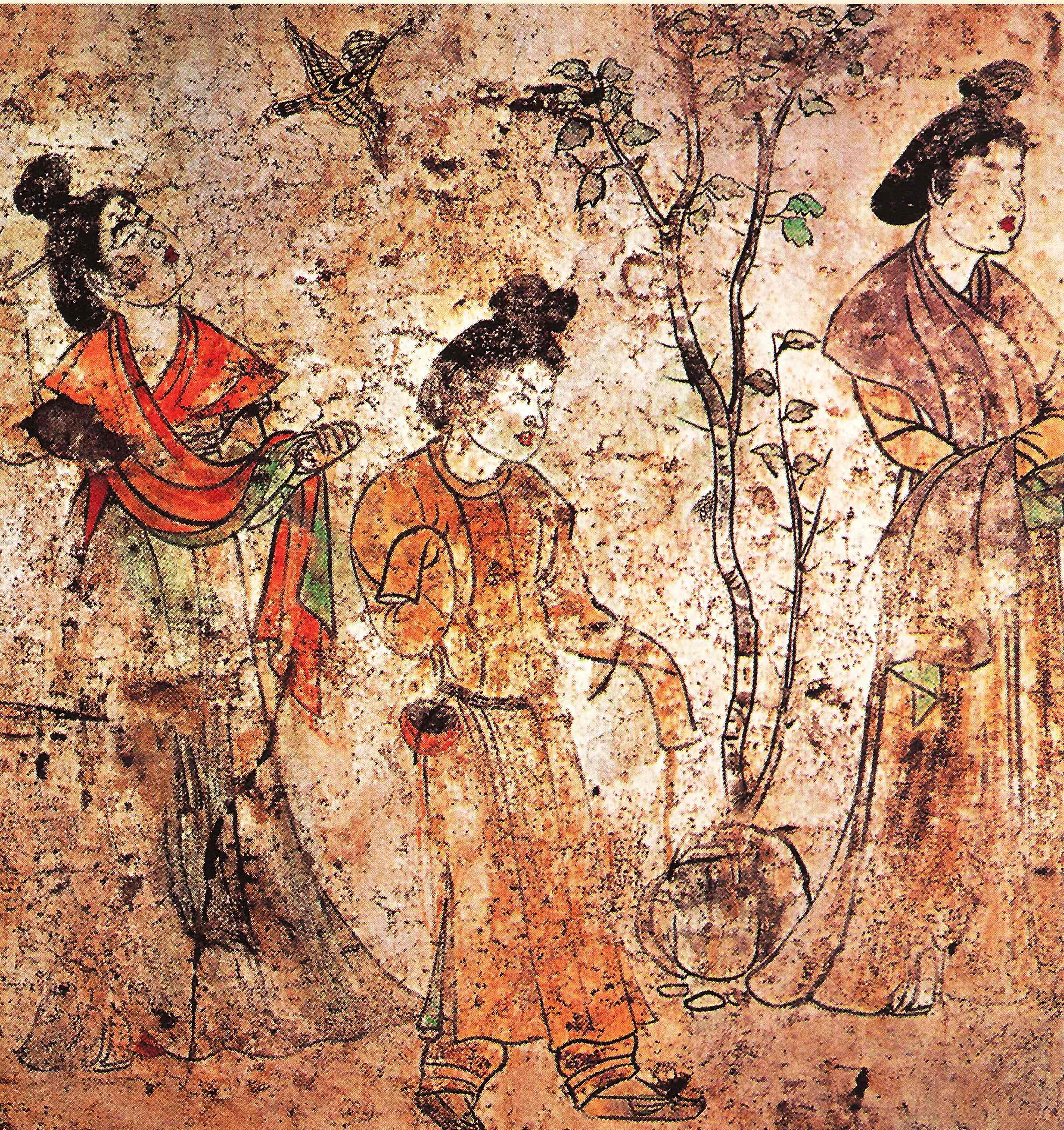
Grouope de dames du palais, fresque murale, tombe Shaanxi.
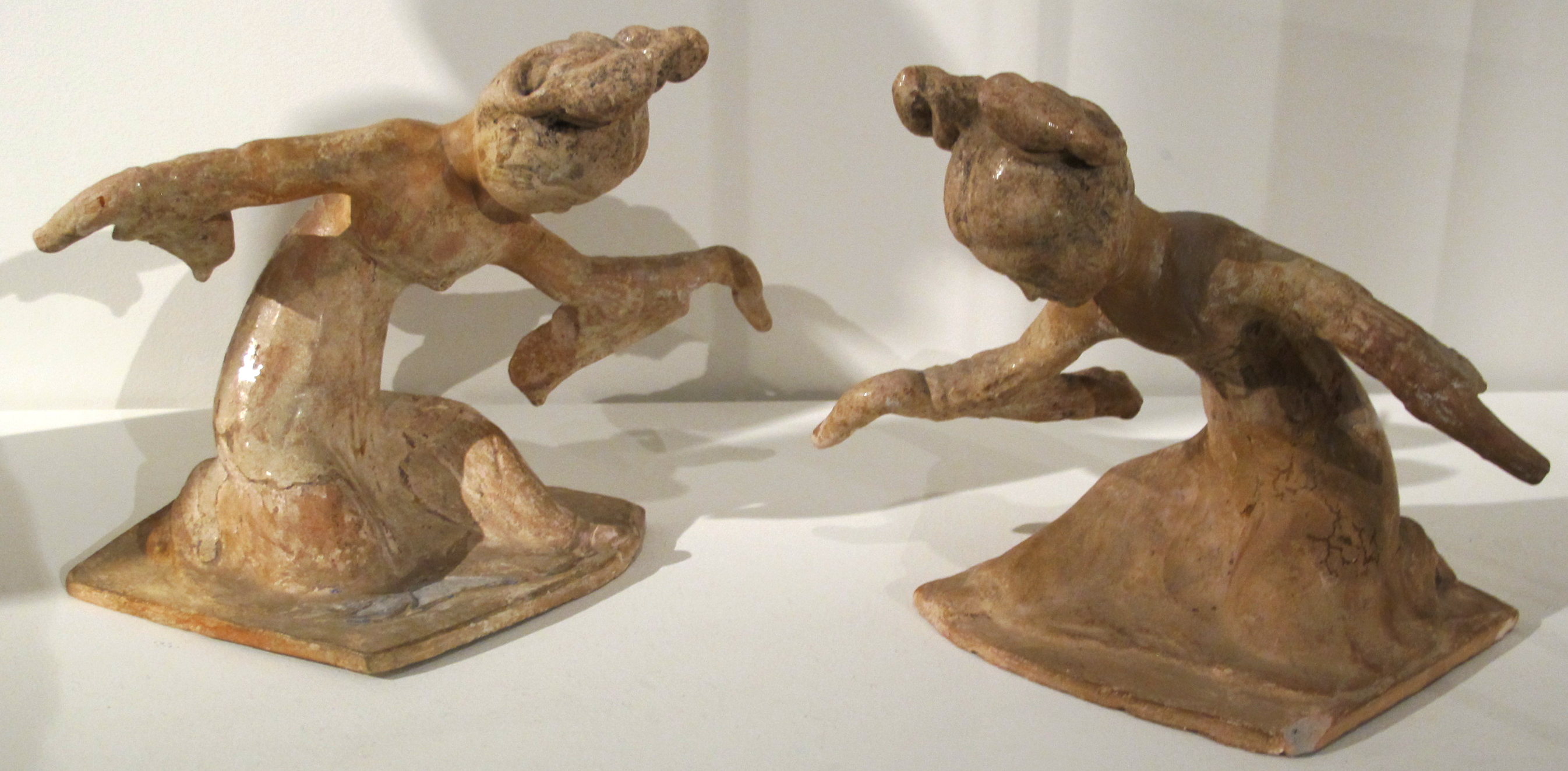
Deux danseuses, figurines, dynastie Tang, VIIe siècle.
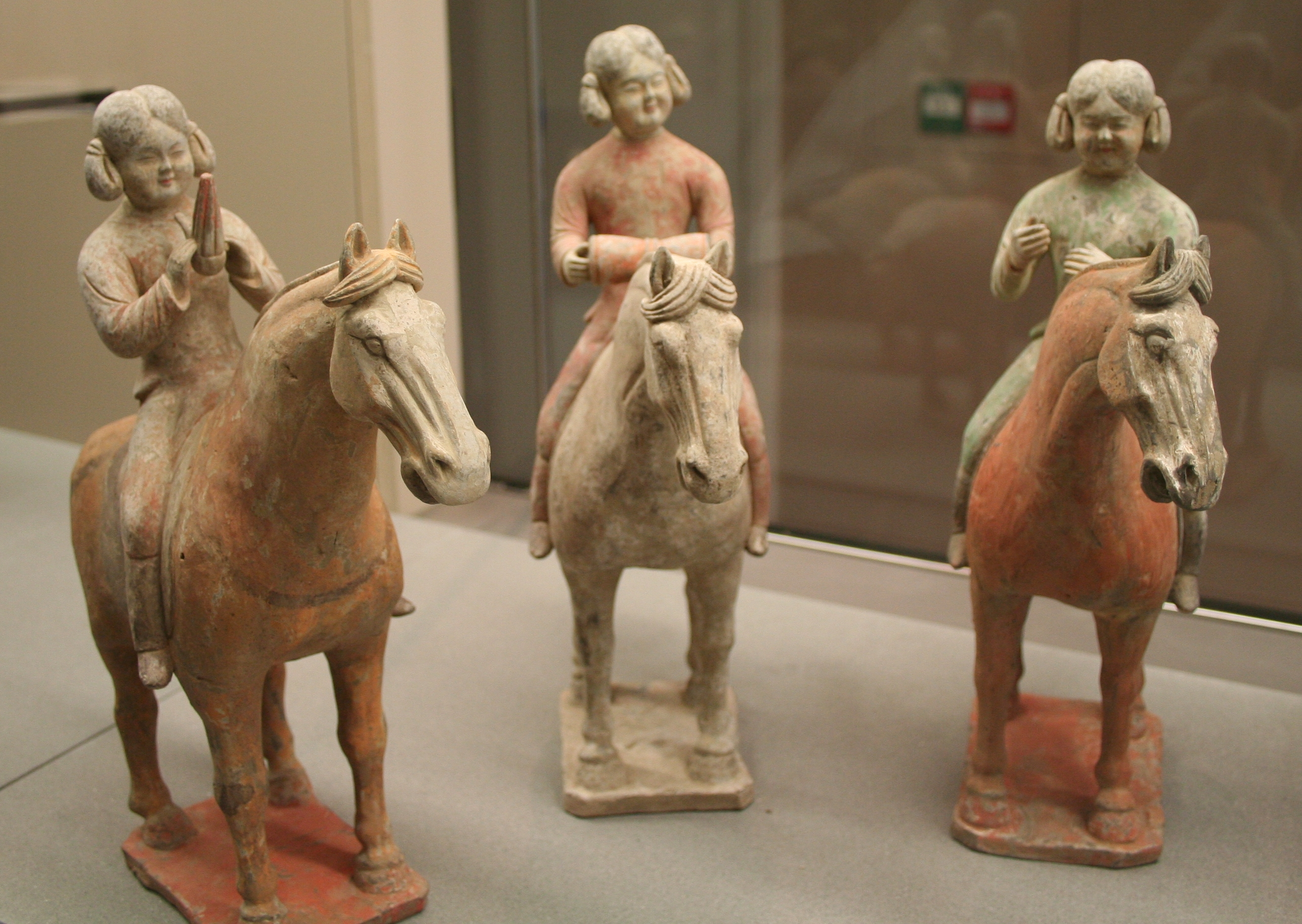
Musiciennes à cheval, figurines, dynastie Tang, début du VIIIe siècle.
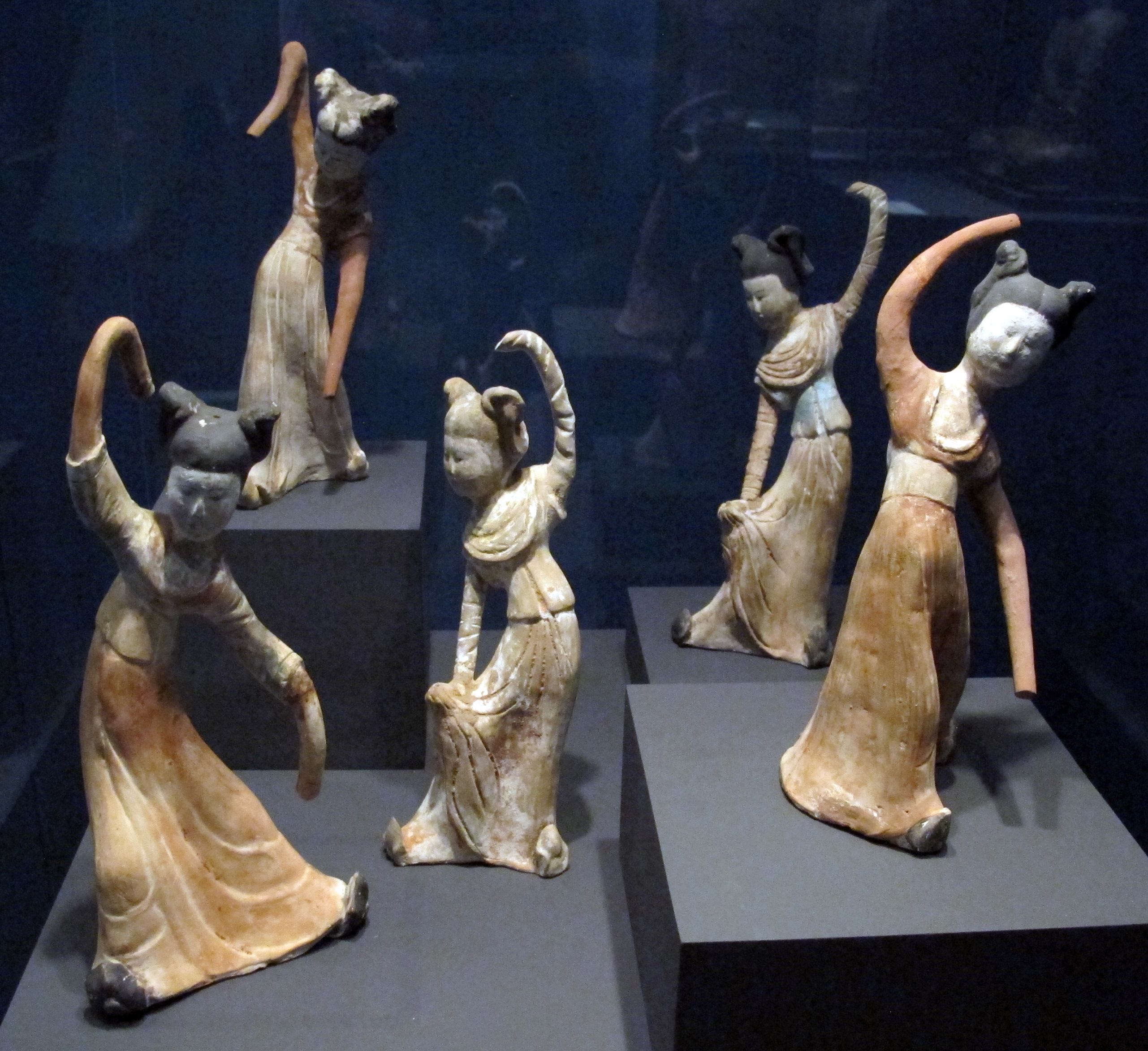
Danseuses, figurines, dynastie Tang, VIIIe siècle.
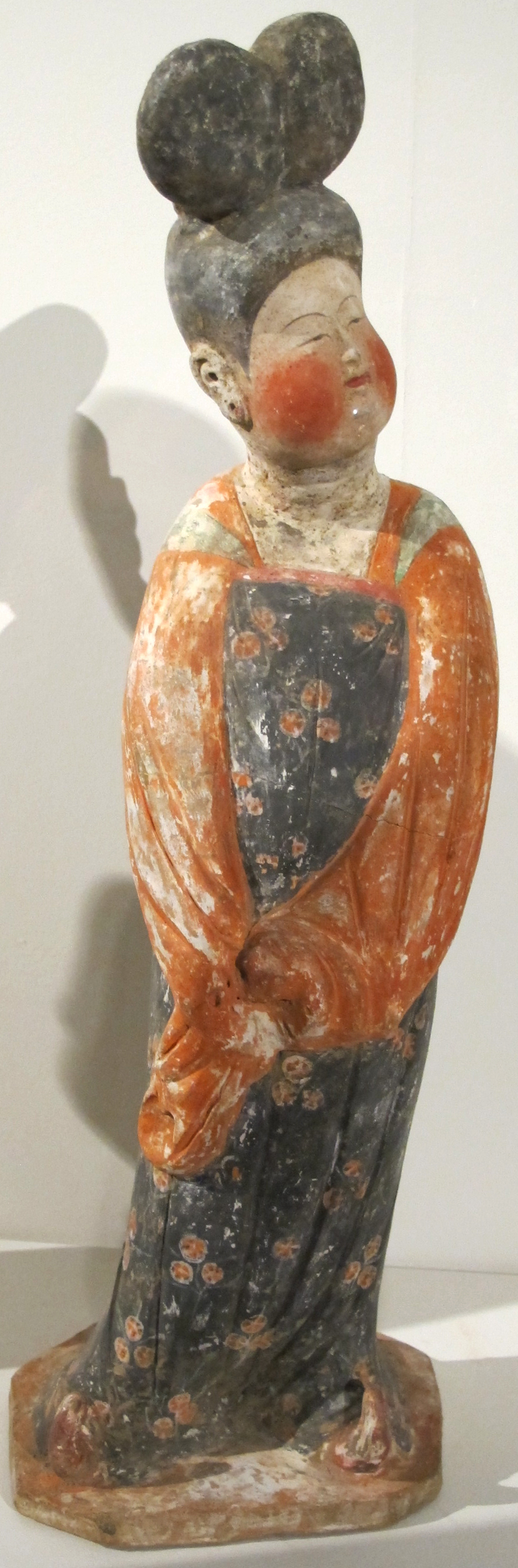
Dame au chignon à double coque, figurine, dynastie Tang, VIIIe siècle.
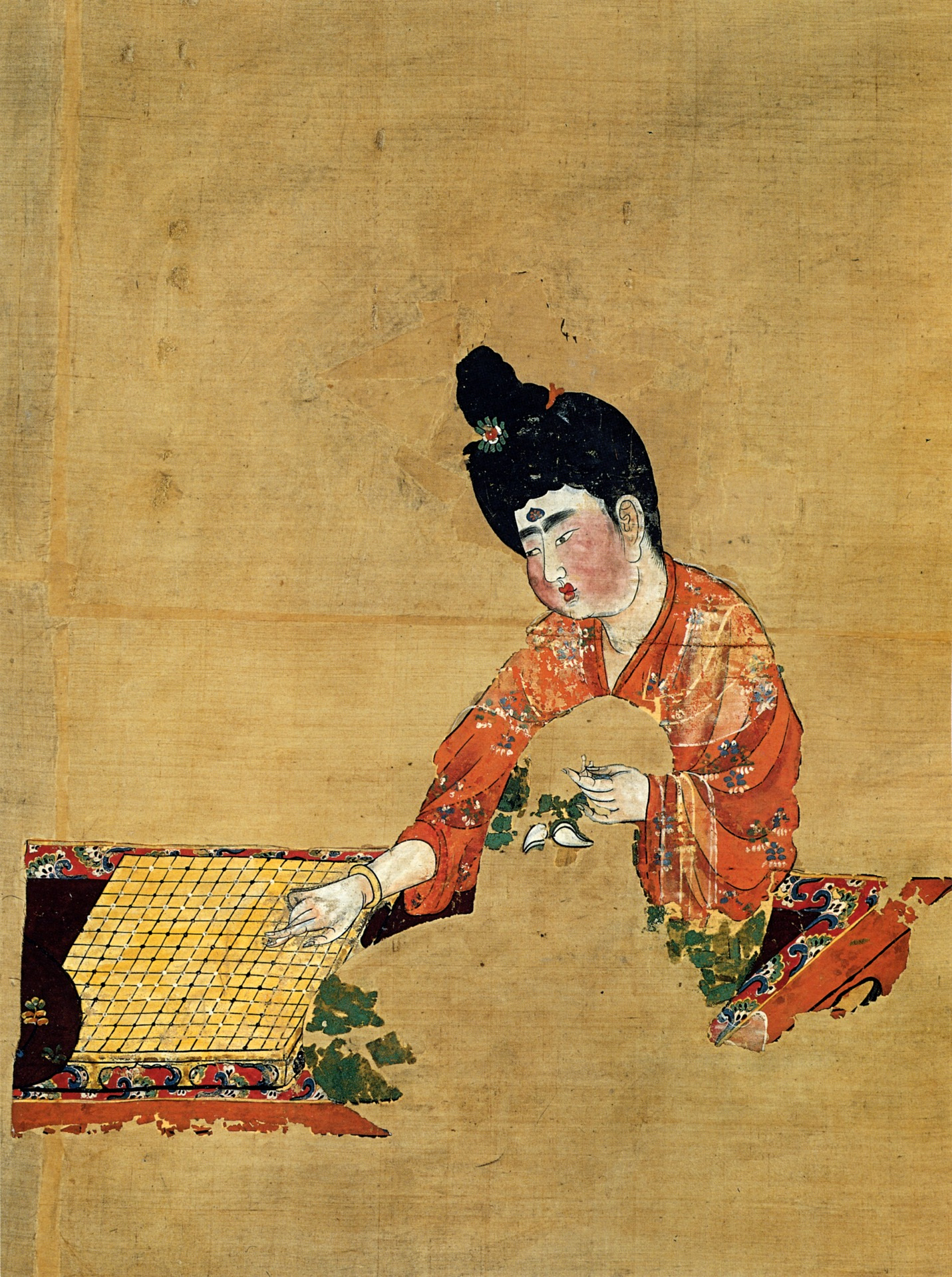
Dame jouant au Jeu de Go, vers 744.
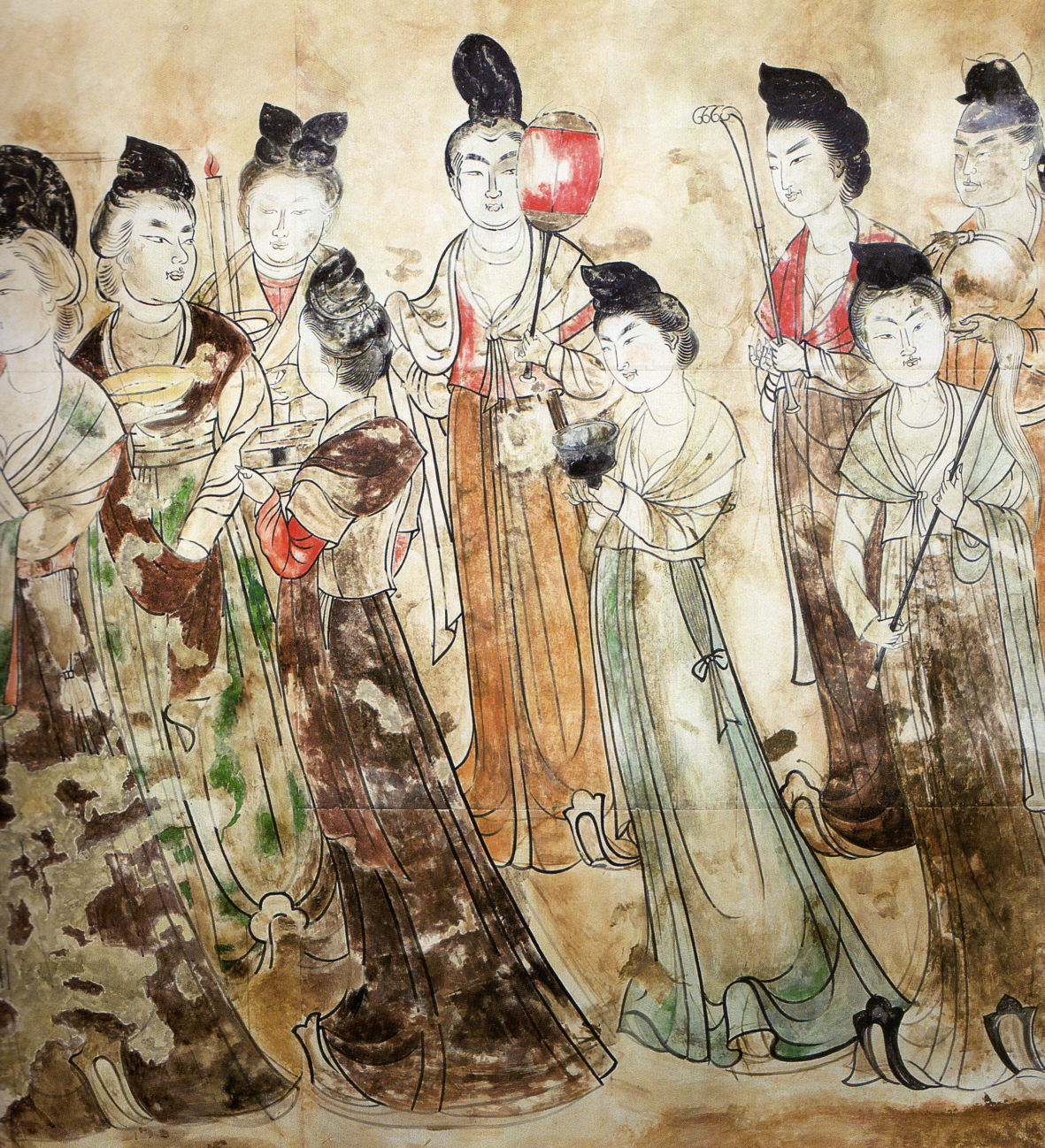
Dames de la cour, fresque murale, dynastie Tang, 706.

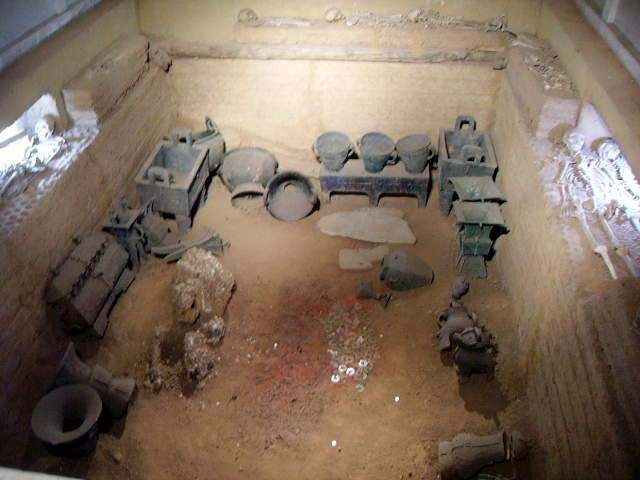
Tombe de Dame Fu Hao, Yinxu, Henan, Chine.

La dame Fu Hao (vers 1200 - vers 1250), l'une des épouses du roi Wu Ding de la dynastie Shang, devient grande prêtresse et générale en chef des armées ; elle s'est illustrée dans plusieurs batailles de son époque. Sa tombe a été retrouvée en 1976 par des archéologues.

### Japon

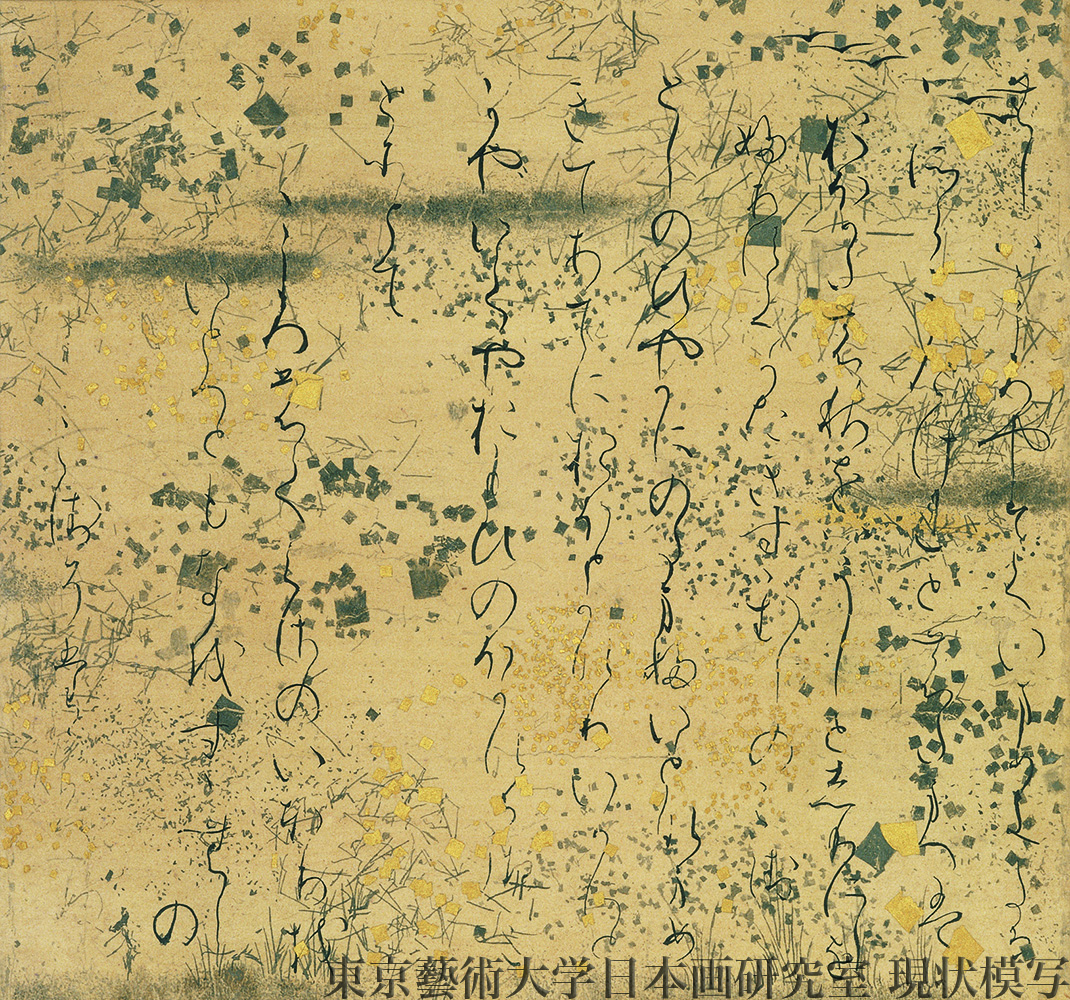
Fragment d'un emaki du Genji Monogatari du XIIe siècle. Papier décoré à l'or. Actuellement au Musée Gotoh (Japon).

Le plus ancien roman écrit dans le monde a été trouvé au Japon : c'est le Genji monogatari (Le Dit du Genji), œuvre de l'écrivaine et membre de la cour Murasaki Shikibu (vers 973 - vers 1014 ou 1025).

## Europe au Moyen Âge

### Haut Moyen Âge en Europe orientale et Europe centrale

#### Éléments de contexte
L'Empire romain d'Orient (issu de la division de l'Empire romain plus vaste) devient progressivement ce qu'on appelle aujourd'hui Empire Byzantin ; sa capitale est Byzance, qui deviendra Constantinople, et il est notamment influencé par la culture grecque. Il perdurera jusqu'aux prémices de la Renaissance en Europe (XVe siècle). Les peuples slaves auront aussi un rôle et une influence dans cette partie du monde et en Europe Centrale.

### Âge des Vikings (de 793 à 1066)
En Scandinavie, la place de la femme correspond d'abord à celle offerte par l'historiographie. Cependant, les découvertes archéologiques et les données textuelles mettent en lumière que le genre d'une personne n'est pas l'élément prépondérant de la définition de son statut. Si dans un contexte de société patriarcale son principal statut est d'abord celui de húsfreyja (maîtresse de maison), de nombreux rôles peuvent s'y ajouter, comme celui de chef de famille en l'absence du mari, des fonctions militaires ou marchandes ainsi qu'un rôle dans l'intendance collective. De nombreuses tombes situées à proximité des sites portuaires marchands confirment leur implication forte dans les activités économiques, le commerce et l'artisanat. Il est probable, là encore, qu'en l'absence du mari, les femmes reprennent l'ensemble des charges et les conservent en cas de veuvage.

### Haut Moyen Âge en Europe occidentale

#### Éléments de contexte
Le haut Moyen Âge est une période aux délimitations variables notamment selon les entités géographiques considérées ; il couvre en partie l'Antiquité tardive et en partie le Moyen Âge central. Durant l'Antiquité tardive, alors que l'Empire romain existe encore, ont notamment lieu les grandes migrations de peuples (aussi nommées « invasions barbares » ; les barbares étant pour les Romains les peuples étrangers) et l'expansion des débuts du christianisme. La civilisation occidentale, qui se considère héritière de la culture romaine, a comme date symbolique de fin de l'Empire romain et de l'Antiquité l'an 476. Lui succèdent les « royaumes barbares » (royaumes ostrogoths, wisigoths, lombard, germains…) et les royaumes anglo-saxons qui s'unifient peu à peu. En Europe de l'Ouest, les royaumes francs et burgondes se développent aussi ; chez les Francs, se succéderont les dynasties des rois mérovingiens (du Ve siècle au VIIIe siècle) puis carolingiens (de 751 à 987). La péninsule ibérique et certaines zones du sud de la France connaîtront aussi des périodes — plus ou moins longues — sous contrôle de peuples musulmans au sein d'Al-Andalus — entre 711, avec alors l'extension du califat omeyyade, et 1492 avec la chute de Grenade.

#### Statut des femmes dans la société
Il semble que le Haut Moyen Âge et la période carolingienne aient accordé une place relativement de qualité aux femmes.

#### Église chrétienne catholique et vie quotidienne

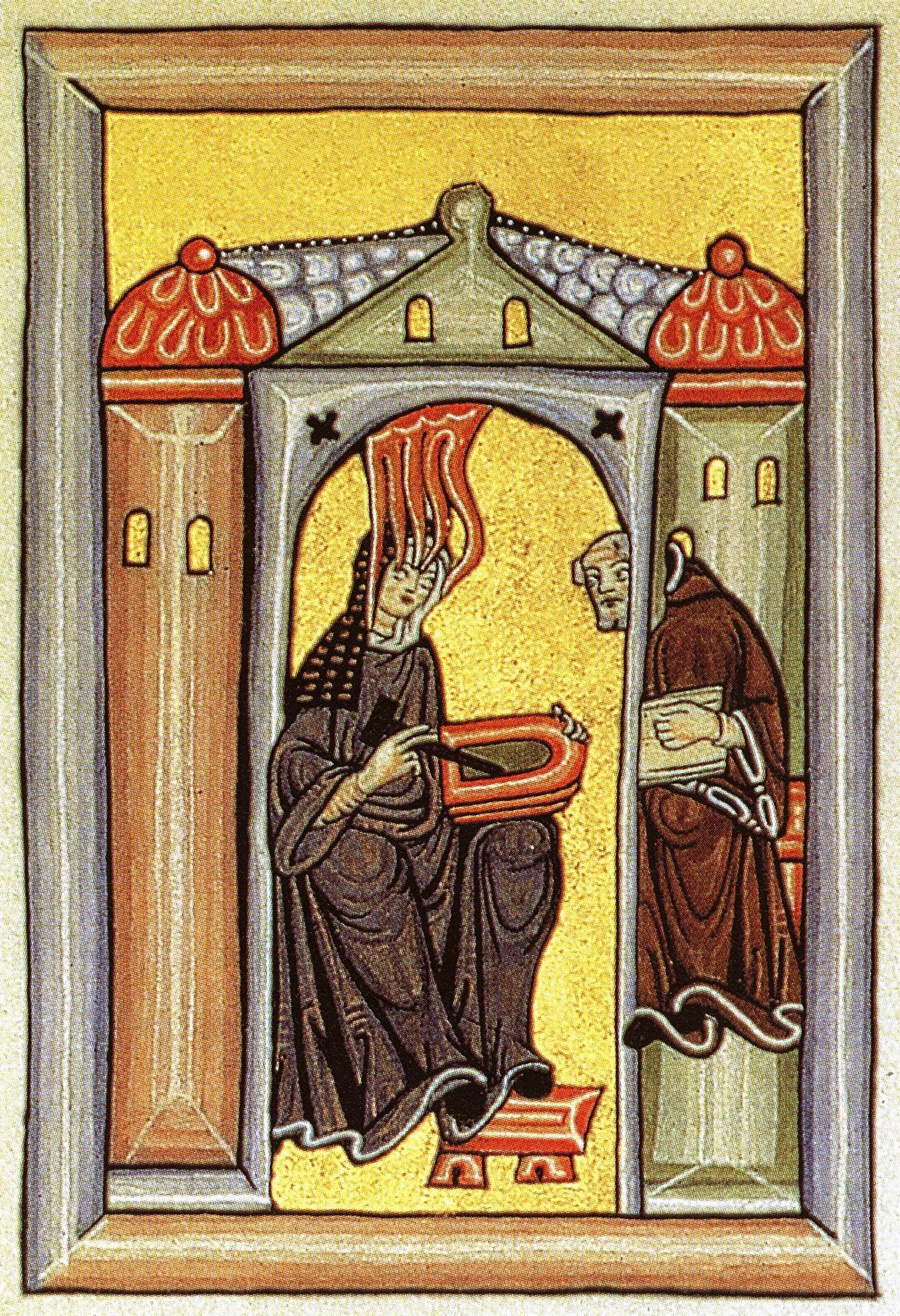
Hildegarde de Bingen (1098-1179).

L'Église catholique romaine a une position claire vis-à-vis des femmes. Créées à l'image de Dieu, elles sont dotées d'une âme immortelle à l'égal de l'homme et peuvent accéder à la sainteté.
Toutefois, dans la continuité des traditions antiques, elles sont exclues des fonctions sacerdotales et, au principe d'égalité devant Dieu, s'oppose une hiérarchie terrestre qui les place dans une position plutôt subordonnée sur les plans social et politique. Saint Augustin (354-430), grande source d'inspiration du droit canonique, distingue ainsi l'ordre de la grâce, dans lequel la femme est l'égal de l'homme, de l'ordre de la nature où elle est à son service. L'homme agit, la femme le porte. Les femmes sont à la fois placées au sommet, à l'image de la Vierge Marie faite reine et souveraine au-dessus de toute l'humanité alors que simple terrestre, ou à l'image des saintes et bienheureuses par milliers — et cela donnera naissance à une idéalisation de la femme, très nette dans les œuvres littéraires et les arts où la place de la femme est absolument unique), et tantôt ramenées aux nécessités ; le regard porté sur elles exige des vertus, telles la pureté, ou leur rappelle le sens et la nécessité de la maternité. La femme est, comme l'homme du reste, tenue par la loi naturelle et le salut et il serait faux de penser qu'en Église, on en demande plus à la femme qu'à l'homme : les responsabilités de chacun sont conséquentes. Ce sont les usages du monde qui tentent régulièrement de ramener la femme à la condition seconde, alors que l’Église ne conçoit jamais une société où elle serait moindre[réf. nécessaire].
L’Église ne sépare jamais la femme (ni l'homme) des signes qui manifestent sa nature, mais elle offre aussi la possibilité de les transcender. Dans la hiérarchie établie par les théologiens et les canonistes, les vierges se voient offrir une place supérieure aux veuves et aux femmes mariées. Les martyres de la pureté incarnent cette idéalisation de la chasteté.
Au fur et à mesure que l’Église prend du pouvoir au sein de l'ancienne société romaine, qu'elle en perd puis en reprend dans la société barbare post-invasions, la législation ecclésiastique joue dans l'ensemble un rôle de protection vis-à-vis des femmes. L'Église réprime progressivement les abus les plus criants, interdisant le rapt ou au maître de violer une esclave vierge, au père d'abuser de la fiancée de son fils et de partager la couche de la mère et de la fille. L'obsession est de mettre fin à l'inceste, qui s'était largement répandu.
Le mariage chrétien établit la liberté de choix et la libre volonté des deux époux : ce sont eux qui sont à égalité les ministres du mariage par l'échange mutuel des consentements (et non le prêtre qui n'en est qu'un témoin privilégié) et le prêtre doit s'assurer de la liberté de leur choix par des questions préalables. Si, dans la pratique, les mariages arrangés se poursuivirent, particulièrement dans les classes sociales supérieures, du moins le principe de liberté et d'égalité des époux était-il posé. La répudiation est interdite et le divorce autorisé en trois cas : la stérilité, la consanguinité jusqu'au 7e degré ou l’ordination ultérieure d’un des époux. L’adultère est puni.
Apparu au VIe siècle, le couvent, garant de sécurité matérielle, représente aussi la possibilité d'une vie spirituelle et intellectuelle pour les femmes, avec parfois la notion de vocation envisagée. Les abbesses exercent un pouvoir égal à celui des abbés, et parfois des évêques. La figure emblématique de l'abbesse est l'érudite Hildegarde de Bingen qui vécut à la fin de la période (1098-1179). Durant le premier millénaire, les femmes de la chrétienté peuvent être ordonnées dans plusieurs ministères de cette religion.

#### Politique
En Gaule, au Ve siècle, selon la tradition, une femme de 28 ans, la future Sainte-Geneviève, appelle les défenseurs de Paris, qui s'apprêtaient à fuir, à résister aux Huns et contribue à sauver la ville.
En Algérie, au VIIe siècle, une femme libre berbère (juive ou chrétienne selon les versions) combattit les Omeyyades, après avoir rassemblé autour d'elle une armée d'hommes. Elle vainquit deux fois l'armée omeyyade. Ce sont les historiens arabes de la période médiévale qui lui donnèrent le nom sous lequel on la connaît, la Kahina. Elle fut finalement capturée et décapitée. Figure légendaire de l'identité kabyle et berbère, elle est censée avoir uni tous les hommes de cette nation contre l'envahisseur arabe et musulman.

#### Arts et littérature
À partir du Xe siècle, apparaît le modèle courtois — qui se développera dans toute l'Europe jusqu'au XIIIe siècle —, avec le « fin'amor » (amour courtois), qui pose cependant différentes questions quant au statut de la femme et a reçu diverses interprétations des historiens.

### Moyen Âge classique

#### Statut des femmes dans la société
La plupart des femmes mariées sont sous le pouvoir de leurs maris.

Quelques aspects de la vie quotidienne
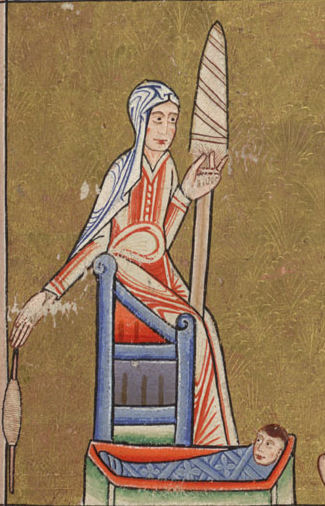
Le filage à la main était un travail typiquement féminin. Détail d'une miniature du Psautier Hunter, vers 1170.
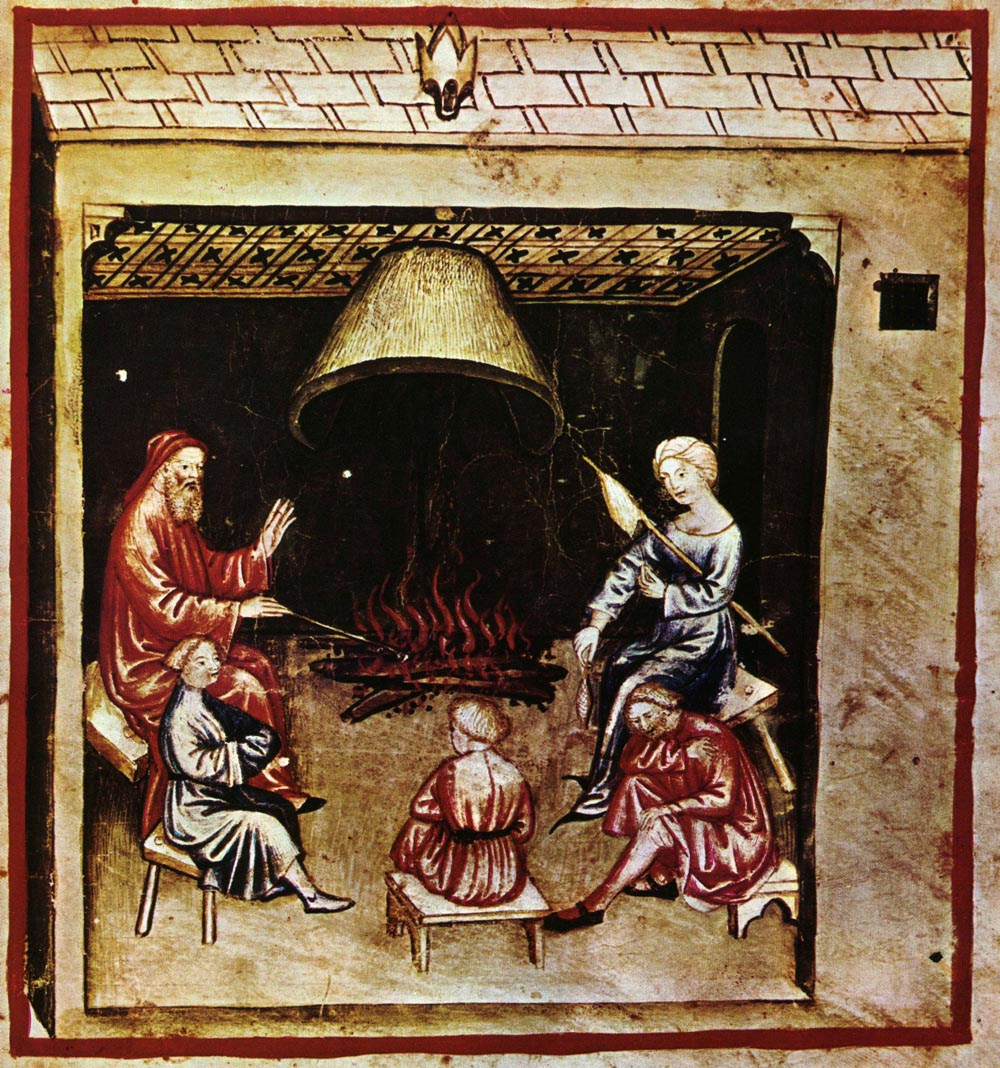
« Aspects de la vie quotidienne », illustration dans le Tacuinum sanitatis, XIVe siècle.

Quelques travaux paysans
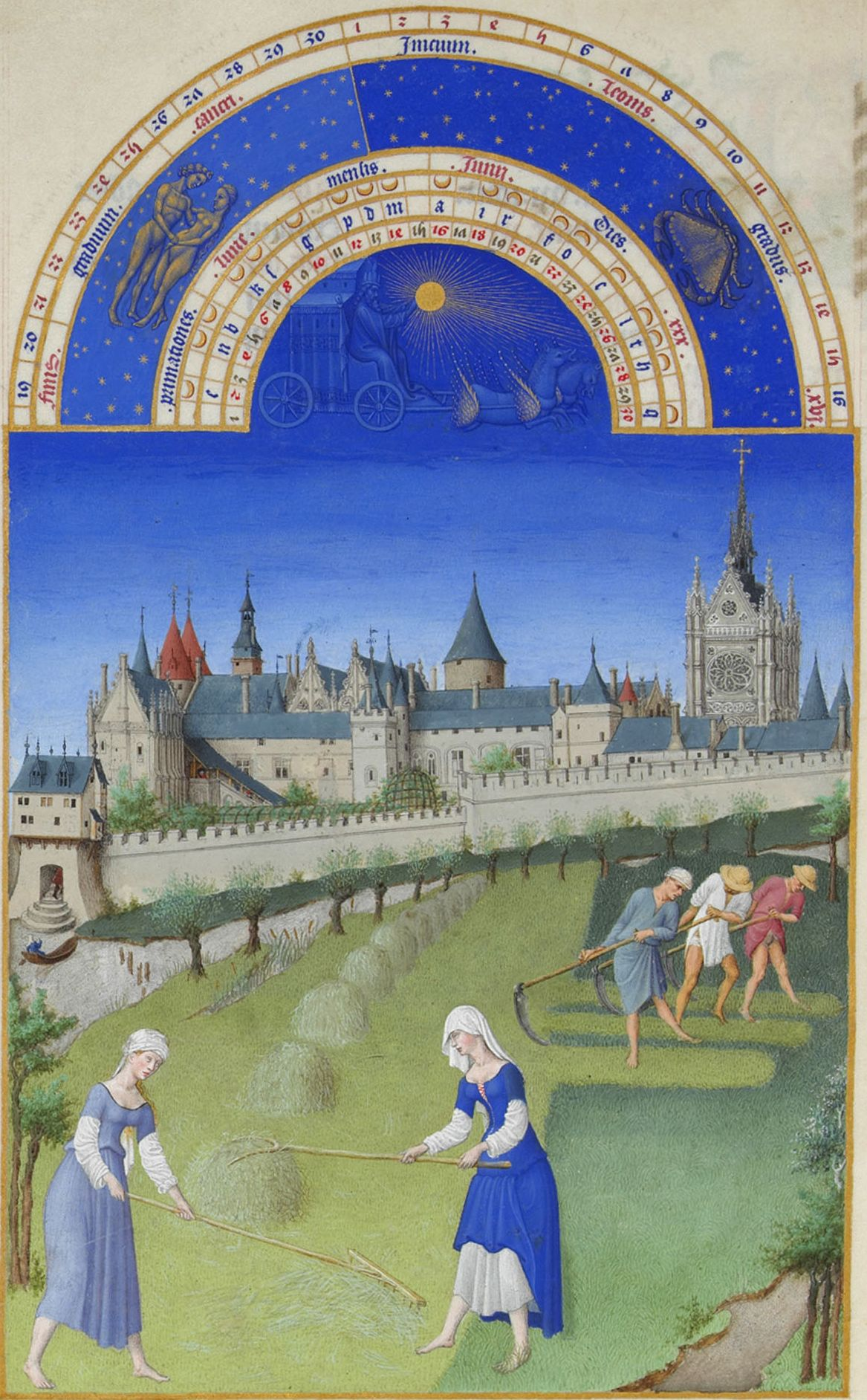
Illustration du mois de juin dans Les Très riches heures du Duc de Berry, entre 1412 et 1416.
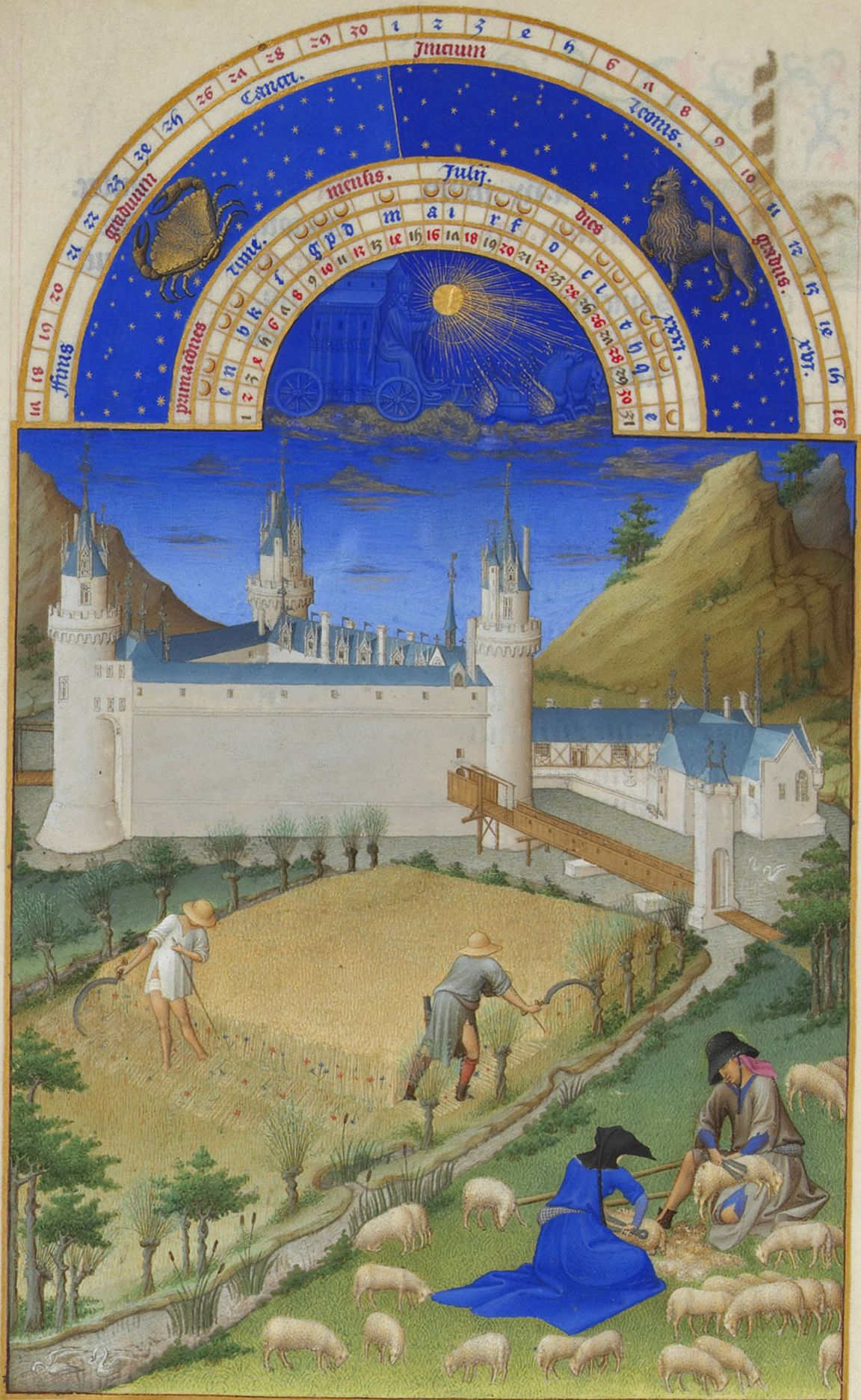
Illustration du mois de juillet dans Les Très riches heures du Duc de Berry, entre 1412 et 1416.
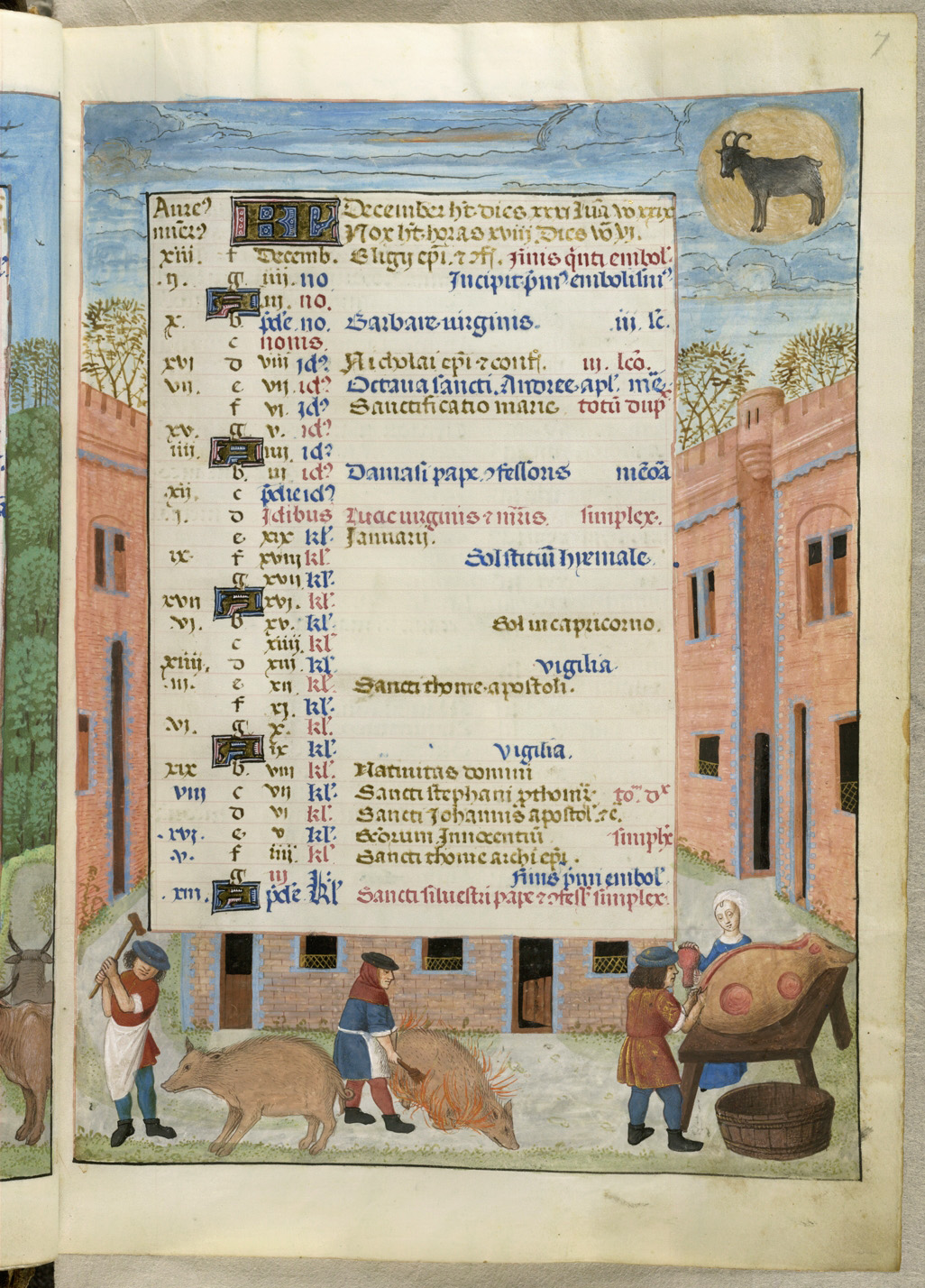
Illustration pour un mois de décembre, vers 1480.
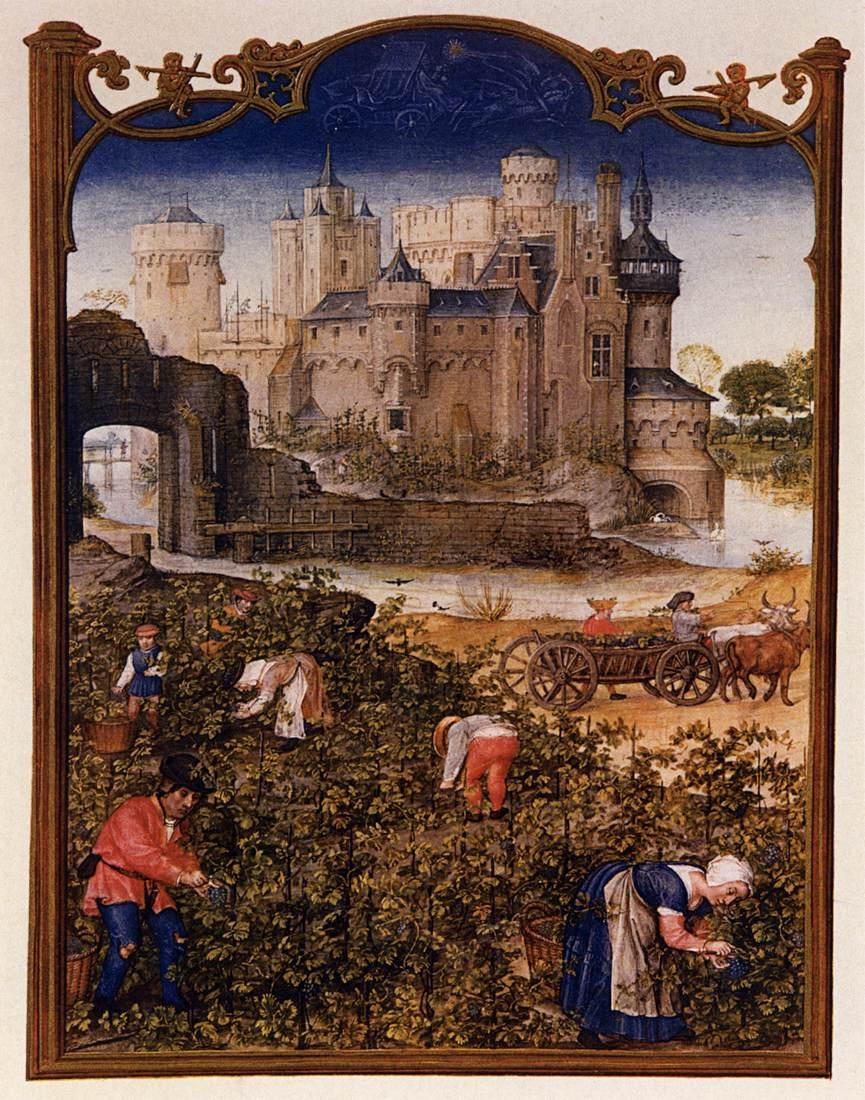
Miniature dans le Bréviaire Grimani, entre 1490 et 1510.

#### Politique

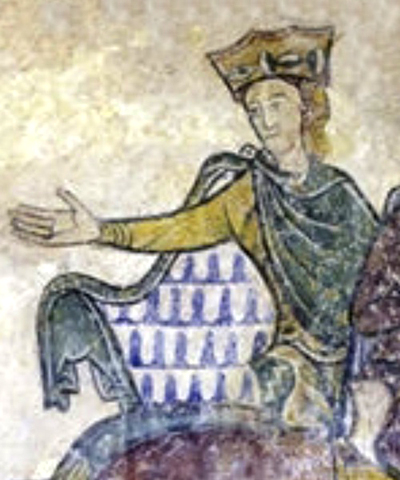
La reine Aliénor d’Aquitaine sur une fresque de Sainte Radegonde.

Si l'émiettement de l'empire carolingien avait permis à un grand nombre de femmes nobles d'accéder au pouvoir politique et économique, voire militaire, la centralisation de l'État du XIIe siècle leur ferme cette perspective, note Andrée Michel. Cependant, une femme comme Aliénor d'Aquitaine (1133-1204) joue en Angleterre et en Aquitaine un rôle politique, puis culturel, essentiel. Quelques reines deviennent régentes, telle Blanche de Castille (de 1226 à 1235, puis de 1248 à 1252).
Au XVe siècle, Jeanne d'Arc (1412-1431), âgée de moins de dix-huit ans, parvient à se faire admettre comme chef de guerre et le reste pendant deux ans. Les circonstances de cette affaire, rendue possible par un contexte politique très particulier, ne sont pas entièrement élucidées. Une partie de l'Église catholique a adopté une position soupçonneuse sur l'épopée de Jeanne (et notamment sur la prétention d'une très jeune femme à avoir reçu une mission divine sans passer par une autorité religieuse instituée) : l'Inquisition s'est inquiétée de l'affaire, et c'est d'ailleurs un tribunal ecclésiastique (soucieux de plaire à l'occupant Anglais) qui l'a condamnée au bûcher, après qu'elle a été abandonnée par le roi Charles VII de France. L'histoire de Jeanne d'Arc, qui reste un cas unique, révèle un des paradoxes d'une société dans laquelle, au quotidien, la femme est maintenue dans une situation subordonnée, mais où une femme à peine sortie de l'adolescence a pu faire accepter son autorité par des guerriers de métier endurcis.

#### Église chrétienne catholique
Au sein de l'Église, la réforme « grégorienne » (au XIe siècle) et une division nette entre clercs et laïcs offriront un contexte à partir duquel les femmes sont exclues de certains rôles religieux par les théologiens et les Canonistes : ceux-ci précisent alors exactement quelles personnes peuvent devenir diacre, prêtre ou évêque. L'Église s'efforce aussi de limiter le nombre des religieuses et d'éliminer le pouvoir des femmes en son sein[réf. nécessaire].
Durant le XIIe siècle, le concept du purgatoire arrive dans le catholicisme ; dans le même temps, la femme catholique se voit assigner trois possibilités de mener sa vie selon le point de vue religieux : soit elle correspond à l'image d'une Ève marquée par la fragilité et la tentation, soit elle a la force morale de correspondre à Marie la mère de Jésus, soit elle tend à être semblable à Madeleine : pécheresse mais rachetée.

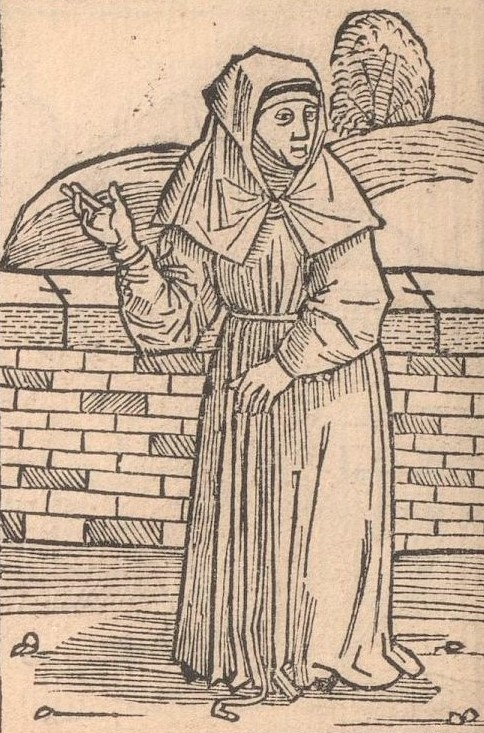
Gravure sur bois représentant une béguine, tirée de l'ouvrage Des dodes dantz, imprimé par Matthäus Brandis à Lübeck en 1489.

À partir de la fin du XIIe siècle, se forment dans le nord de l’Europe — par exemple dans les Pays-Bas méridionaux — des communautés de femmes célibataires ou veuves, les « béguines ». Sans faire vœu d'appartenance à aucun ordre religieux, elles mènent une vie spirituelle intense et s'investissent dans l'action caritative. Les béguines sont une parte des femmes qui se regroupent dans ce genre de communautés ; d'autres sont des sœurs des léproseries, des nonnes, des recluses, et certaines s'engagent dans plusieurs de ces rôles. Si, au départ, elles font partie de milieux plutôt aisés (familles d'artisans ou de commerçants), leur population s'augmente progressivement de recrues plus modestes. D'autres femmes sont restées dans les mémoires en tant que mystiques.
Au XIIIe siècle, en Europe, la vie des femmes est fortement régie par toutes sortes d'impératifs, notamment d'ordre moral et religieux : existent des stéréotypes sur les femmes, les parant de certains « vices » et de quelques « vertus », avec un idéal religieux de virginité et de chasteté. Ainsi, les moniales, les femmes vierges et les veuves — pourvu qu'elles soient chastes — sont-elles relativement bien considérées par l'Église, qui considère parallèlement que la femme mariée — qui, elle, sera amenée à ne plus être chaste — a surtout un rôle de « bonne épouse » et de mère au sein de sa famille et de sa demeure. Toutefois, le contexte n'est pas le nôtre et il n'y a pas forcément de pensée d'avilir la personne.

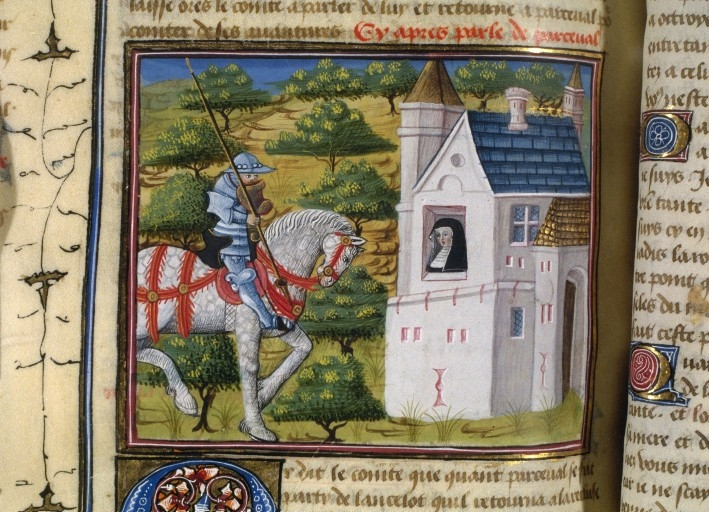
« Perceval à la Recluserie », Quête du saint Graal, France, Poitiers, XVe siècle.

L'entrée dans un monastère, clos sur l'extérieur, est parfois issue de la volonté de la personne concernée, d'autres fois, une femme peut être mise au cloître par sa famille — dans ce cas, souvent aristocratique. La chercheuse Michelle Sauer a relevé, en ce qui concerne l'Angleterre, que la piété pouvait avoir des caractéristiques spécifiques liées à l'utilisation des espaces et que ceci pouvait différer entre les groupes de femmes et les groupes d'hommes. Différents choix de monastères ou d'associations de fidèles sont possibles en Allemagne, Autriche et Suisse : il existe des monastères doubles — qui regroupent deux entités séparées, l'une pour les femmes, l'autre pour les hommes —, les monastères cisterciens, les tiers-ordres mendiants ou l'Observance. Pour l'espace germanique, certains chercheurs ont discuté la représentation d'une dissolution des mœurs en leur sein entre les XIIe et XVIe siècle, et l'éventuel déclin des monastères de femmes — soulevant notamment diverses manières de se placer dans la société et de lutter pour éviter une domination masculine, lors des crises des XIVe et XVe siècle. Les derniers siècles du Moyen Âge sont marqués par une plus grande clôture entre les moniales et la société, à la fois de leur fait et en raison de revendications de certaines institutions ou personnalités, dont le pape Boniface VIII qui les menaçait sinon d'excommunication ; certaines moniales vivent en recluses, dans un reclusoir : c'est la forme la plus poussée d'enfermement. En ce qui concerne les relations entre moines et moniales, plusieurs décisions des autorités religieuses poussent à davantage de séparation ; toutefois, au XIIe siècle, il arrive encore que certains se rencontrent. Des moines s'impliquent dans les instances féminines, quelques-uns avec un souhait de contrôle, d'autres dans l'idée d'aider et conseiller ; par ailleurs, une partie des moines rapportent dans leurs écrits leur admiration de l'engagement et la dévotion des moniales. Les religieuses Hildegarde de Bingen et Christina de Markyate sont des personnalités écoutées par leurs confrères masculins. Dans le domaine culturel et religieux, de nombreux couvents de femmes ont contribué à rassembler des bibliothèques, copier, composer et enluminer des livres et manuscrits.
En ce qui concerne les Saintes et les Saints, leurs hagiographies montrent parfois des travestissements ou des rôles spécifiques, quelquefois en lien avec des « vertus » conférées à un genre ou en lien avec les vertus religieuses ; les vies de saintes et de saints montrent souvent des parcours différents selon le genre, les premières ayant une dévotion infaillible dès le plus jeune âge — sa sainteté ayant une forme d'innocence reliée à celle de l'enfance et, en cas de mariage, c'était souvent contre sa volonté —, tandis que les seconds ont d'abord une vie laïque remplie et parfois des errements avant d'entrer en religion. Chaque genre conserve des particularités conférées socialement à son sexe à l'époque, avec des femmes ayant davantage de préoccupations liées à l'alliance matrimoniale et charnelle, et des hommes ayant davantage de luttes par rapport à la filiation et l'héritage. Par ailleurs, les représentations des personnages saints offrent par la suite des modèles moraux et de genre, y compris aux laïcs.

#### La femme dans la pensée des érudits

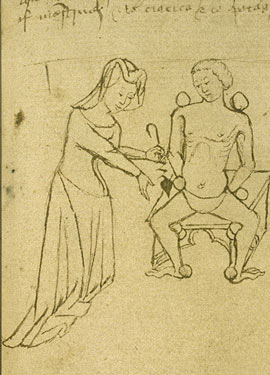
Femme médecin, vers 1400-1425.

Durant le XIIIe siècle, en Italie, certains s'intéressent à la « nature féminine », notamment en ce qui concerne sa physiologie, ce qu'elle apporte lors de la conception d'un enfant et ses maladies ; elle et son sexe conservent toutefois leurs statuts d'impurs et on évite de considérer les zones érogènes de son corps.

#### Arts et littérature

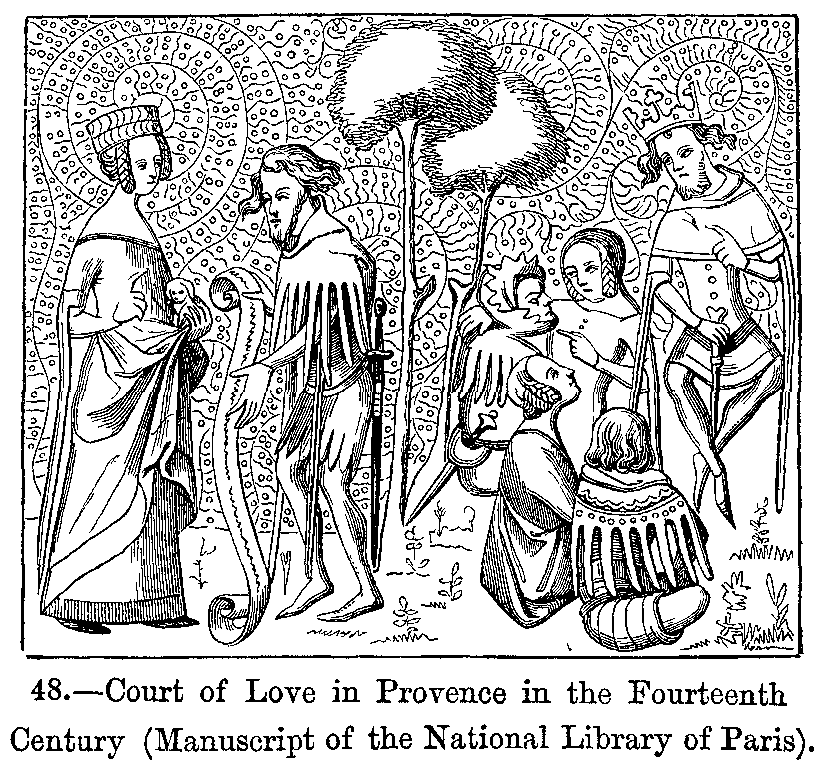
Cour d'amour en Provence, manuscrit du XIVe siècle, Bibliothèque nationale de Paris.

La littérature médiévale est tiraillée entre deux extrêmes. Aux XIe et XIIe siècle, deux genres littéraires s'opposent : les fabliaux insistent surtout sur la malignité de la femme et la littérature courtoise définit un idéal de comportement à l'égard des femmes de rang supérieur. Le XIIIe siècle voit le triomphe de la littérature chevaleresque.
Du Xe siècle et jusqu'au XIIIe siècle, le modèle courtois se répand dans toute l'Europe : le « fin'amor » (amour courtois) et les cours d'amour se développent. En France, les poètes, compositeurs et musiciens médiévaux qui faisaient partie de la société courtoise sont appelés les troubadours (terme de langue d'oc) ou trouvères (terme de langue d'oïl) ; certains sont des femmes : elles sont nommées trobairitz (en langue d'oc) ou trouveresses (en langue d'oïl). Parmi les femmes, les siècles ont gardé la trace de quelques-unes d'entre elles, par exemple : Azalaïs de Porcairagues (seconde moitié du XIIe siècle), la poétesse Marie de France (vers 1160- vers 1210), Marie de Ventadour (?-vers 1222), la comtesse de Die Beatritz de Dia (vers 1140-après 1175). En Allemagne, le minnesang (« chant d'amour ») est un genre de poésie lyrique qui se développe du XIIe siècle au XIVe siècle.

## Europe à la Renaissance

### Femmes au pouvoir

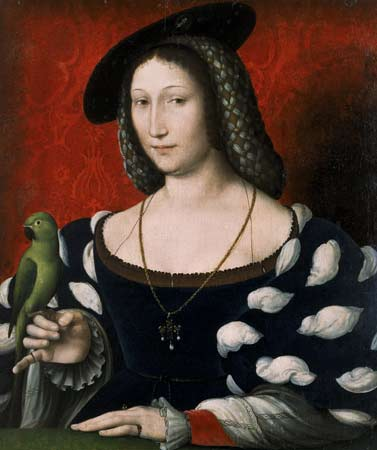
Marguerite d'Angoulême par Jean Clouet (1475-1540).

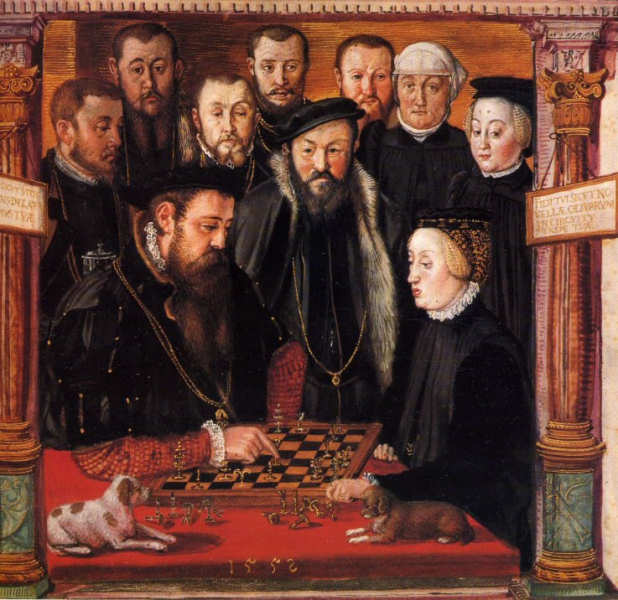
Le duc Albert V de Bavière et son épouse Anne d'Autriche jouant aux échecs, par Hans Mielich, détail d'une illustration d'un livre, 1552.

La renaissance du droit romain en Occident fait reculer les droits des femmes dans tous les domaines. « Progressivement, mais inéluctablement, les femmes se sont vu exclure de la sphère politique et publique. Même à la Renaissance, lorsque certaines d'entre elles exercent encore un pouvoir réel, quoique de plus en plus contesté, l'échec final est pour ainsi dire la clef de compréhension de tout pouvoir féminin » écrit Thierry Wanegffelen. Aussi peut-on reprendre le titre de l'épilogue de son ouvrage de 2008 : De la Renaissance à l'âge classique : la défaite des souveraines.
Quelques femmes accèdent cependant au pouvoir royal, telles les monarques d'Angleterre : Jeanne Grey (régnante pendant 9 jour seulement en 1553), Marie Ire (aussi connue sous le nom de Marie Tudor) (de 1553 à 1558), Élisabeth Ire (de 1558 à 1603). D'autres deviennent quelquefois régentes, comme Louise de Savoie (en 1515 puis en 1525-1526) ou la reine-mère Catherine de Médicis (régente du royaume de France de 1560 à 1563).

### Droit

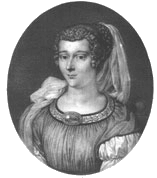
Marie de Gournay.

La ré-instauration du droit romain en Europe restreint considérablement les droits des femmes qui redeviennent de véritables mineures, abolissant ainsi les acquis chrétiens du haut Moyen Âge.
En France, au XVIe siècle, deux édits du Parlement, sous la pression de l'humanisme renaissant font des femmes des mineures à vie en leur retirant les droits qu'elles possédaient antérieurement. Marie de Gournay (1566-1645), fille adoptive de Montaigne, exprime sa colère dans L'Égalité des hommes et des femmes et Le grief des femmes.

### Éducation
Les femmes sont désormais interdites de recevoir la même culture que les hommes. Ainsi, elles ne sont pour la plupart gratifiées que « de ce qu'il convient d'appeler une sous-culture, et vouées presque exclusivement aux arts dits d'agrément : le piano, l'aquarelle ou la tapisserie ».

### Travail

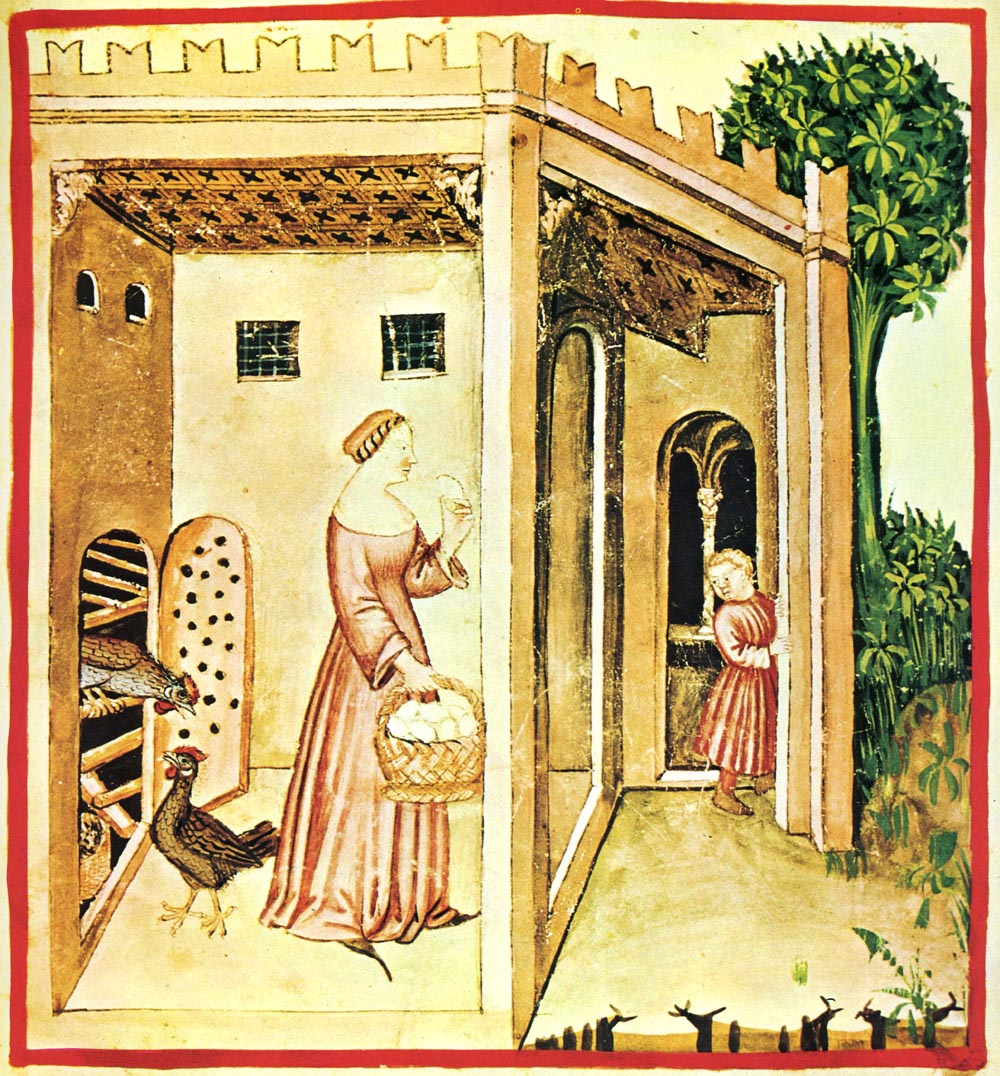
Ramassage d’œufs dans un poulailler, illustration issue du Tacuinum sanitatis, XIVe siècle.

Pendant la période moderne, le travail des femmes est rendu invisible pour l’historien par le « silence des sources », en particulier des sources fiscales dans lesquelles les femmes mariées s’effacent derrière leur mari, considéré comme le chef de feu. Dans les contrats de mariage, si la règle est de faire apparaître la profession du mari, celle de l’épouse est le plus souvent tue. Le travail des femmes, repérable en creux, est néanmoins largement répandu. Les femmes ont la charge quasi-exclusive du travail domestique et reproductif (soin des enfants et des personnes âgées), participent activement à l’économie familiale et exercent fréquemment une activité salariée, à domicile ou à l’extérieur du foyer. Pour plus de 80 % de la population, le travail des femmes s’avère indispensable pour la subsistance du foyer ou pour la constitution des dots des jeunes filles.

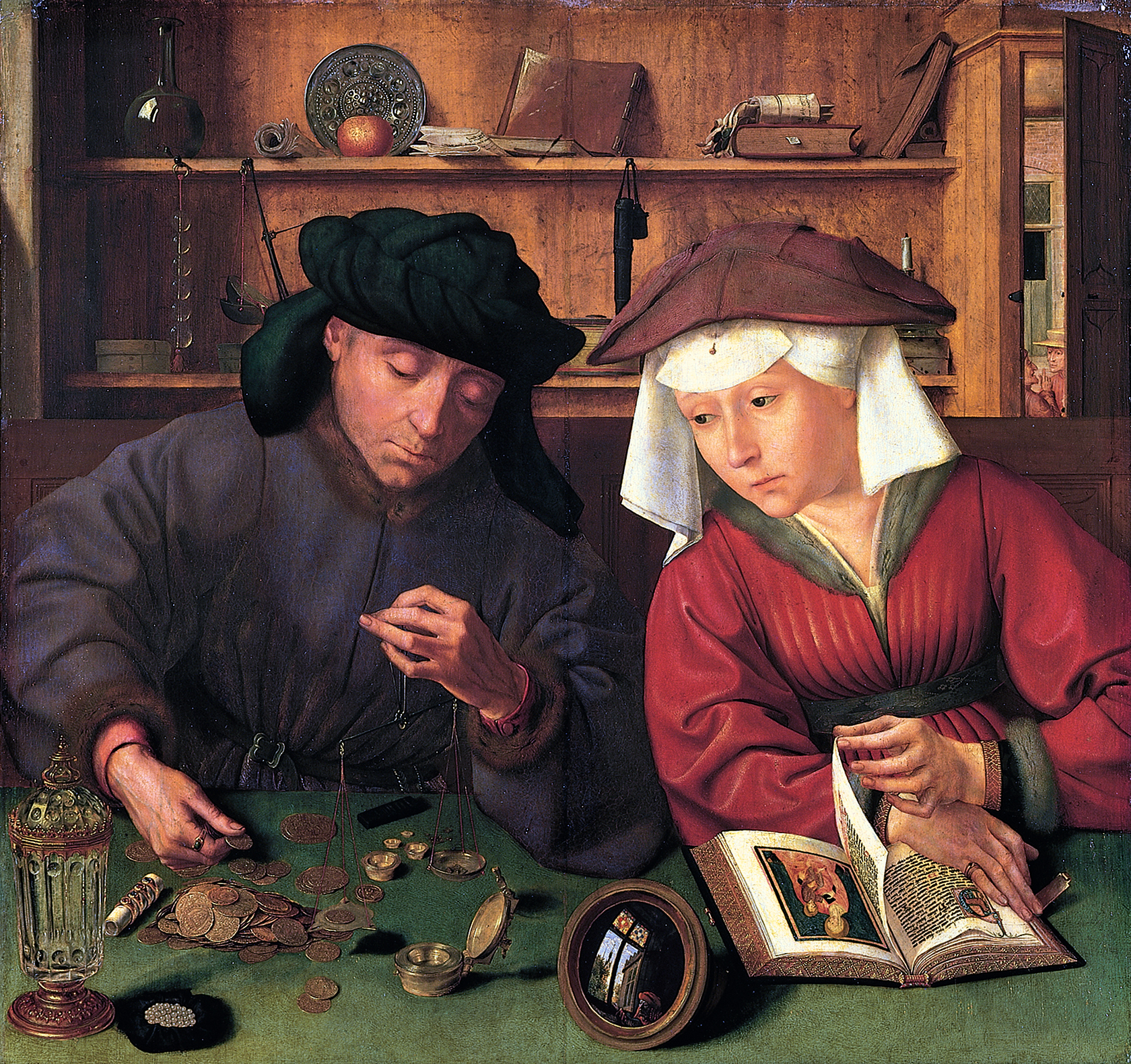
Le Prêteur et sa femme, Quentin Metsys, 1514.

Le cycle de la vie familiale joue un rôle prépondérant dans le type d’occupation féminin. Les filles célibataires participent à l’économie domestique et sont amenées, pour les plus pauvres, à s’employer dans la domesticité ou dans la boutique en vue de constituer leur dot. Les femmes mariées épousent le plus souvent la profession de leur mari, en conservant parfois une activité salariée conçue comme un complément aux revenus du foyer. Les veuves sont autorisées dans certaines professions à conserver la maîtrise de l’emploi exercé par leur mari ; les plus aisées y trouvent l’occasion d’occuper le devant de la scène ; les plus pauvres doivent trouver à s’employer pour survivre. Dans une société très largement rurale, les femmes travaillent majoritairement dans le secteur agricole. Dans le monde urbain, trois secteurs concentrent la majorité de l’emploi féminin : la domesticité, le textile et le commerce.
Du XIVe siècle au XVIe siècle, les femmes se voient confisquer par les hommes la plupart des professions et fonctions auxquelles elles avaient accès, en particulier l'exercice de la médecine populaire[réf. nécessaire]. Les guildes d'artisanes sont éliminées[réf. nécessaire].
Certaines femmes sont artistes, telles la sculptrice italienne Properzia de’ Rossi (1490-1530), l'écrivaine et poétesse française Louise Labé (vers 1524-1566), la peintre italienne Marietta Robusti dite « la Tintoretta » (1554-1590).

Quelques scènes de travail
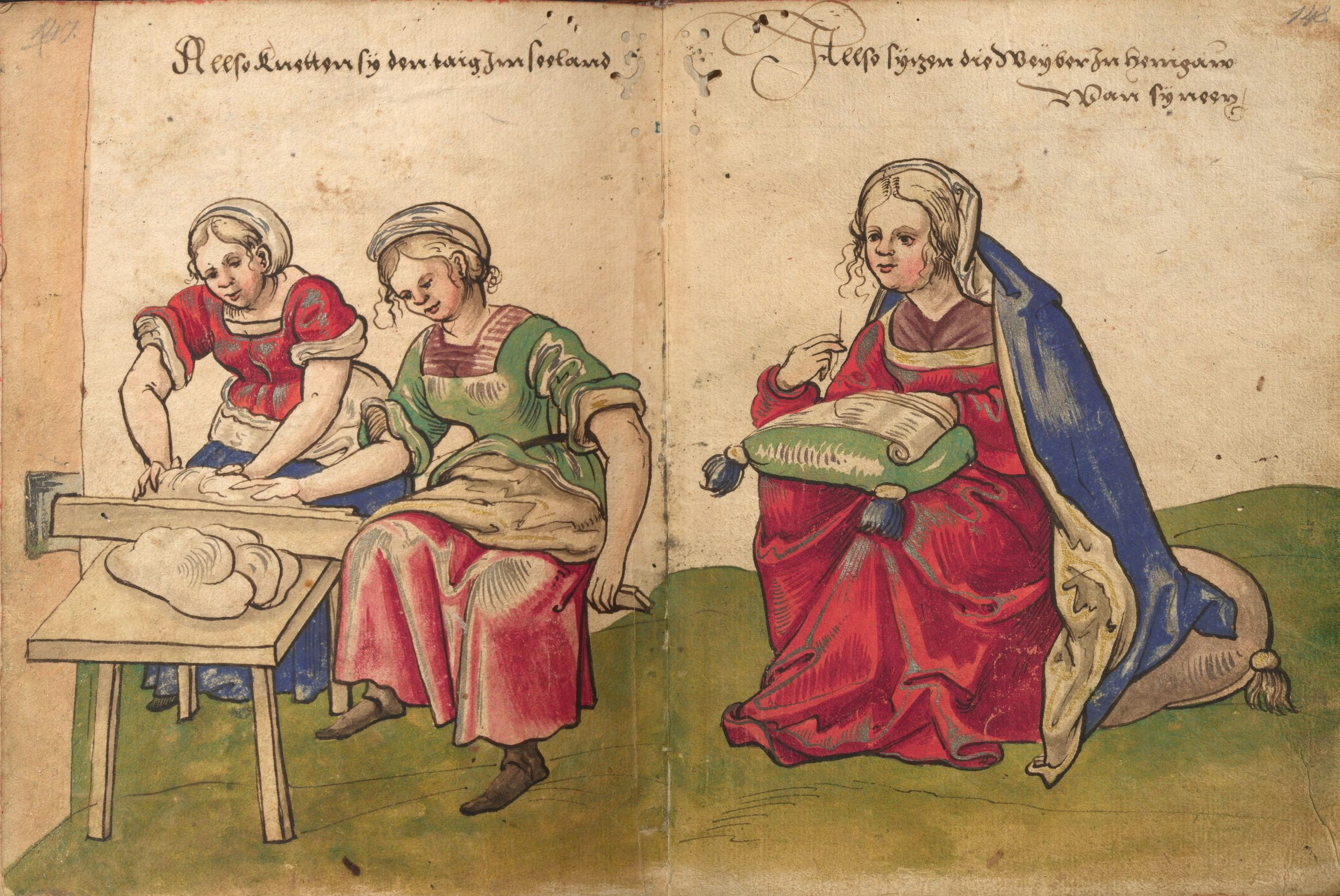
Trachtenbuch, par Christoph Weiditz, années 1530.
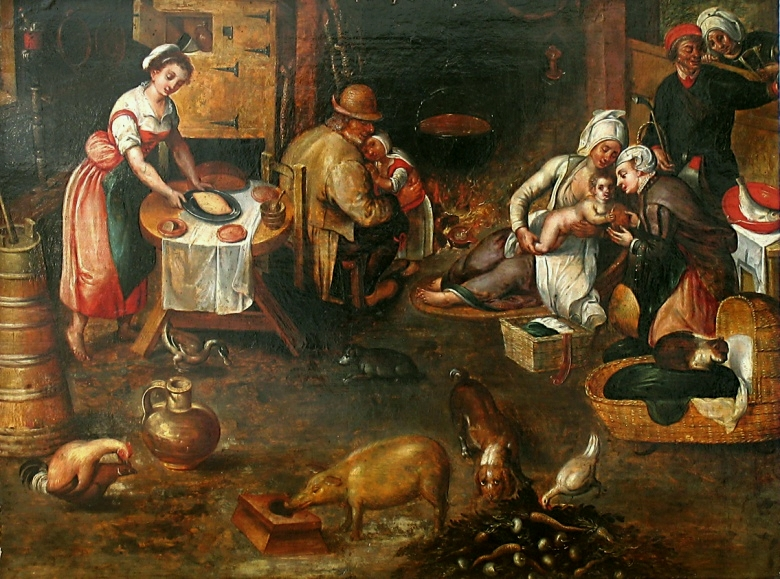
Intérieur d'une habitation paysanne, tableau de Pieter Aertsen, années 1560.
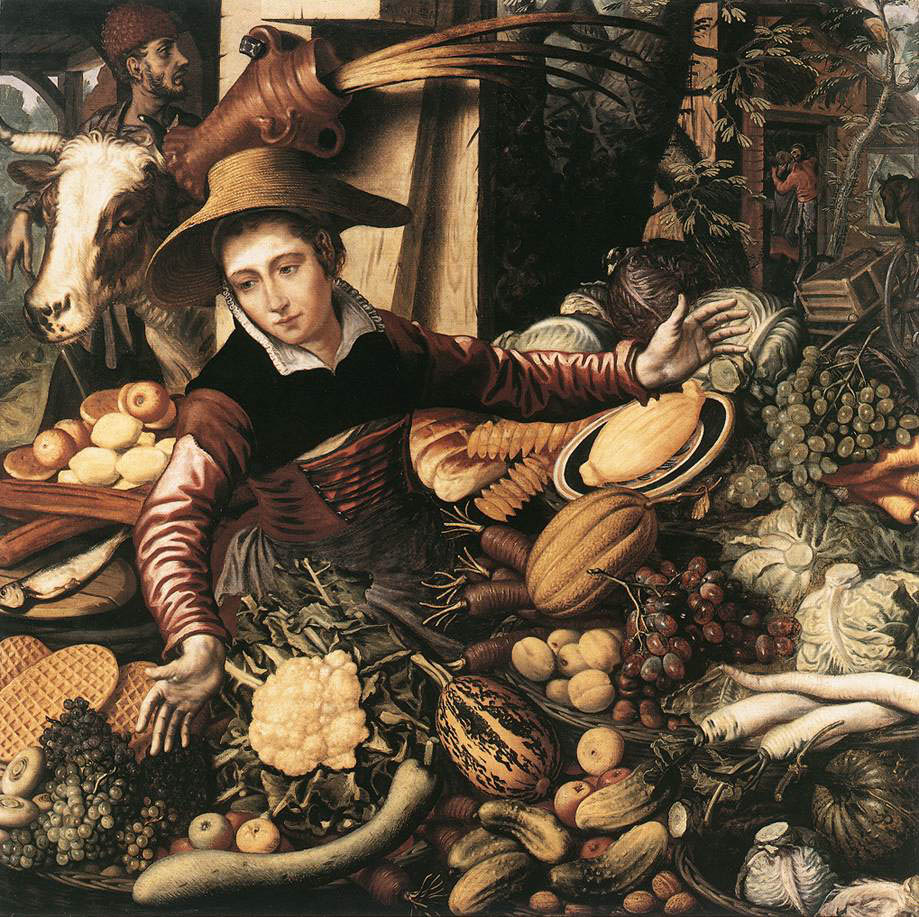
La vendeuse de légumes, tableau de Pieter Aertsen, 1567.

### Religion

#### Christianisme
Le droit romain s'impose aussi au sein de l'Église catholique. La misogynie des traités de théologie morale des XIVe siècle et XVe siècle est féroce ; la persécution contre les « sorcières » fait des dizaines de milliers de victimes. Christine de Pisan (1364-1430) plaide dans ce climat la cause des femmes, en particulier celle de Jeanne d'Arc.
Ni l'humanisme, ni la Réforme protestante à ses débuts n'améliorent sensiblement le statut de la femme. Pendant une courte période, les femmes profitent des ouvertures ménagées par la Réforme. La lecture par les femmes de la Bible et des textes sacrés en langue vulgaire est un temps prôné par les prédicateurs. À l’image de Marie Dentière, certaines femmes saisissent l’opportunité qui leur est offerte pour se faire prédicatrices ou se mêler de théologie. Elles bénéficient également de l’effort d’alphabétisation entrepris à partir des années 1560 à travers le catéchisme. Cette liberté de parole est cependant rapidement étouffée. Luther dissout les communautés religieuses et sa propre épouse, Katherine von Bora, donne l'exemple du retour de la femme au foyer. Plusieurs figures féminines, comme Marguerite de Navarre ou Renée de France, continuent cependant de jouer un rôle de première importance dans le développement de la nouvelle doctrine. 
Au XVIIe siècle, certains mouvements protestants dissidents, comme les quakers, autorisent les femmes à prêcher ou à devenir pasteur.
D’autres premières ordinations de femmes pasteures ont également eu lieu dans diverses dénominations chrétiennes évangéliques. La première femme baptiste qui a été consacrée pasteur est l’Américaine Clarissa Danforth, d’une église baptiste libre, en 1815. En 1882, dans les Églises baptistes américaines USA. Dans les Assemblées de Dieu des États-Unis, en 1927. En 1965, dans la Convention baptiste nationale, USA. En 1969, dans la Convention baptiste nationale progressiste. En 1975, dans l'Église Foursquare.

#### Judaïsme
Au milieu des années 1920, Avis Clamitz (épouse du rabbin Charles E. Shulman) s'est inscrite à un programme rabbinique et a ensuite exercé périodiquement les fonctions de rabbin à titre officieux pour de petites congrégations en Virginie, aux États-Unis.

#### Islam
Le poste de mourchidate a été instauré en Algérie, après la guerre civile des années 1990 entre islamistes et autorités politiques, qui a causé au moins 200 000 morts. La première mourchidate est recrutée en 1993. Les mourchidates sont nommées par le ministère des Affaires religieuses et doivent posséder au moins une licence en sciences islamiques, tout comme connaître parfaitement le Coran. Elles ont le même rôle qu'un imam, hormis celui de la prière, réservé aux hommes.

## Europe auxXVIIe–XVIIIesiècles

### Évolutions de la condition des femmes
Du XVIIe  au  XIXe siècle, l'importance accrue accordée à la vie de famille et à l'enfant a des conséquences contradictoires sur le statut de la femme. Son rôle dans l'éducation est clairement reconnu. Au thème du péché se substitue celui de la nature féminine, plus portée aux sentiments, à l'amour, qu'à la raison. Mais cela signifie également que la femme se doit de se cantonner à son rôle d'épouse et de mère (Rousseau, Kant). La vie de la femme reste déterminée par sa famille puis son mari. Certaines femmes exercent des métiers hors de leur famille : la sage-femme ; la servante, considérée subalterne, qui se plie aux exigences de ses patrons, notamment ménage et cuisine, transport des seaux de charbon, vidage des cuvettes, frottage de l'argenterie, et n'a pas de vie propre, tout cela avec une obligation de discrétion et dévouement et tout en pouvant être renvoyée du jour au lendemain et laissée ainsi sans ressources ; les marchandes de pommes cuites ou de marrons, etc.

Quelques scènes de vie quotidienne
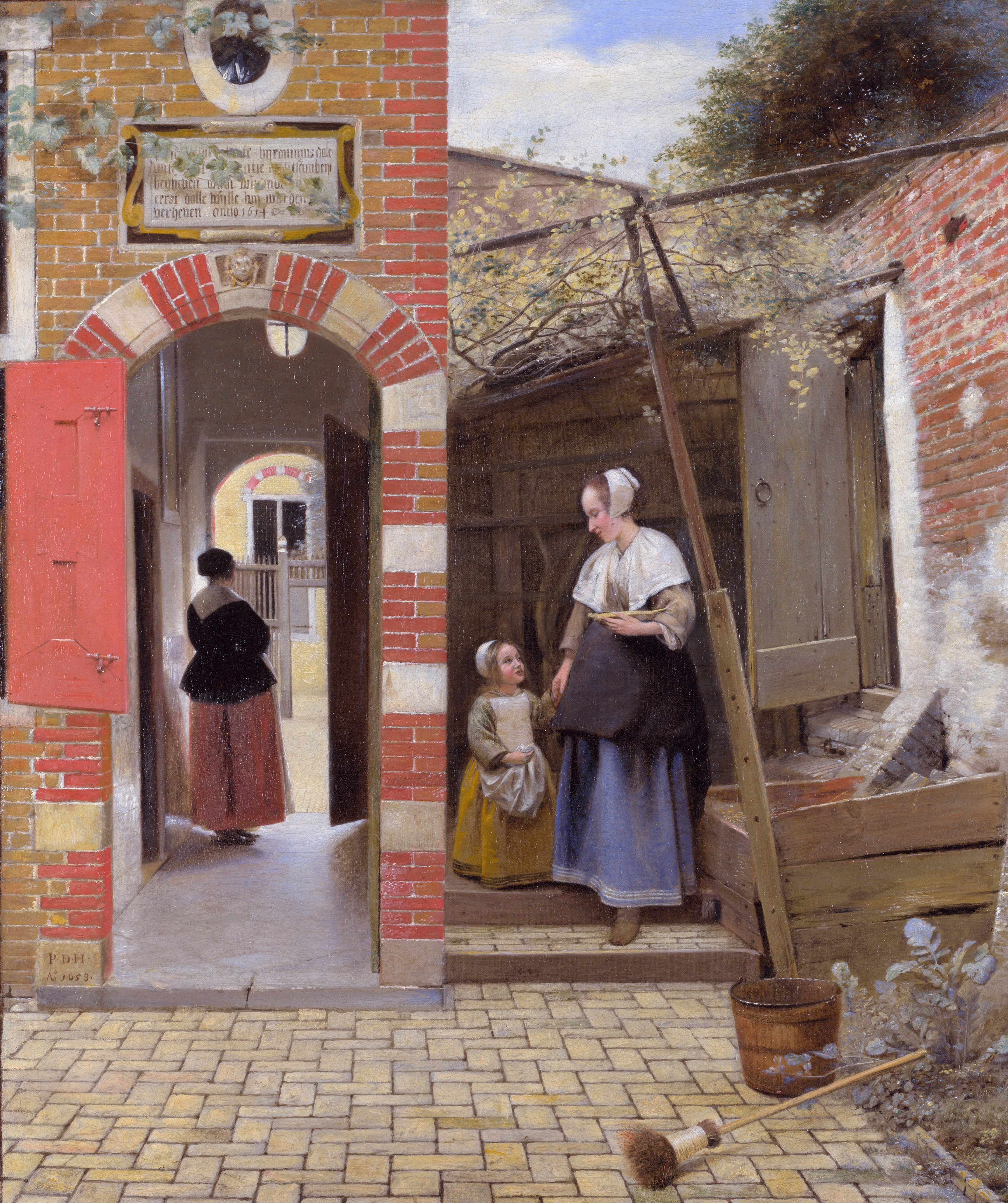
Cour intérieure (1658), de Pieter de Hooch.
La mère diligente, par Jean Siméon Chardin (1699-1779).
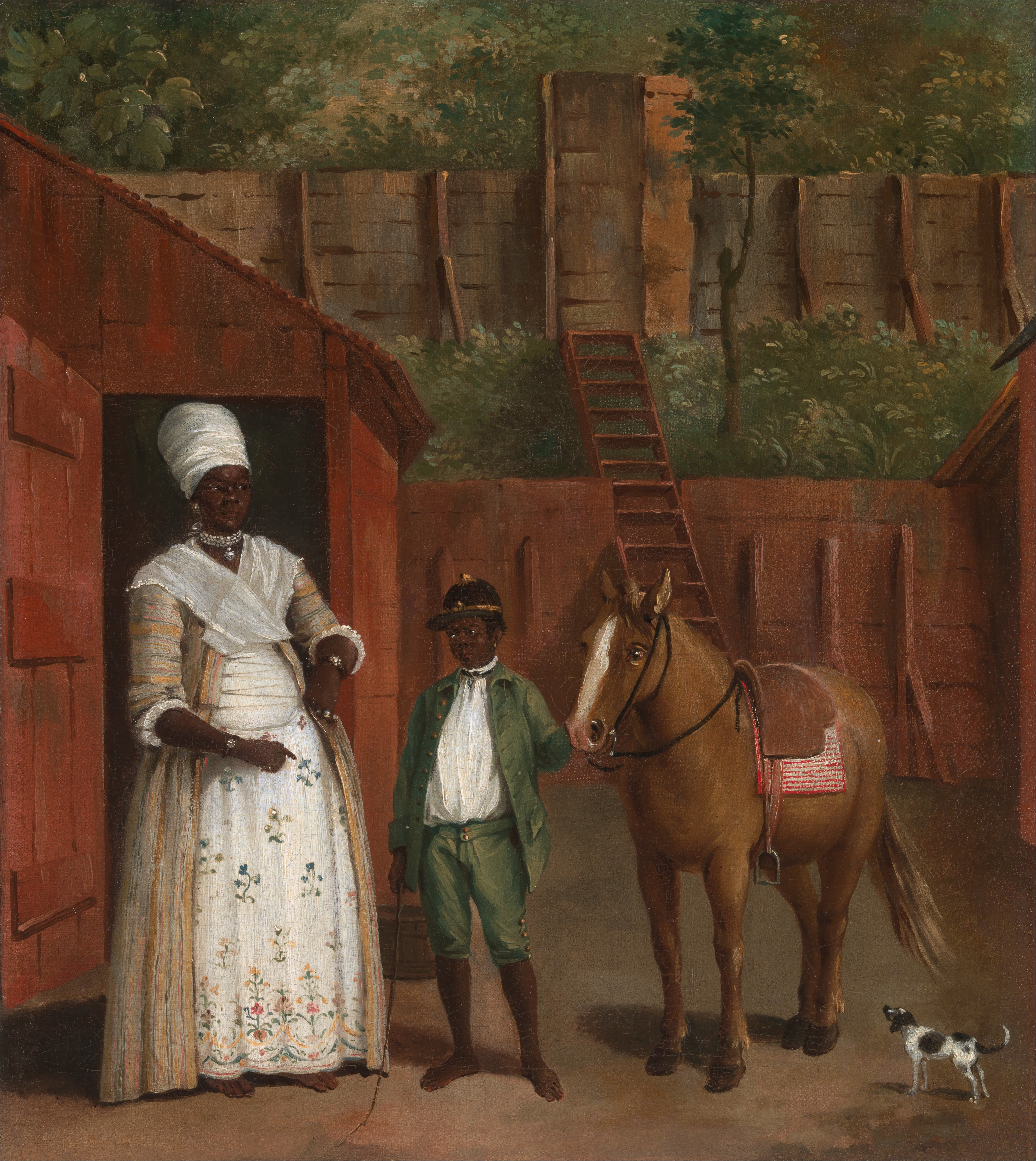
Agostino Brunias, Une mère avec son fils et un poney, vers 1775.

Quelques métiers
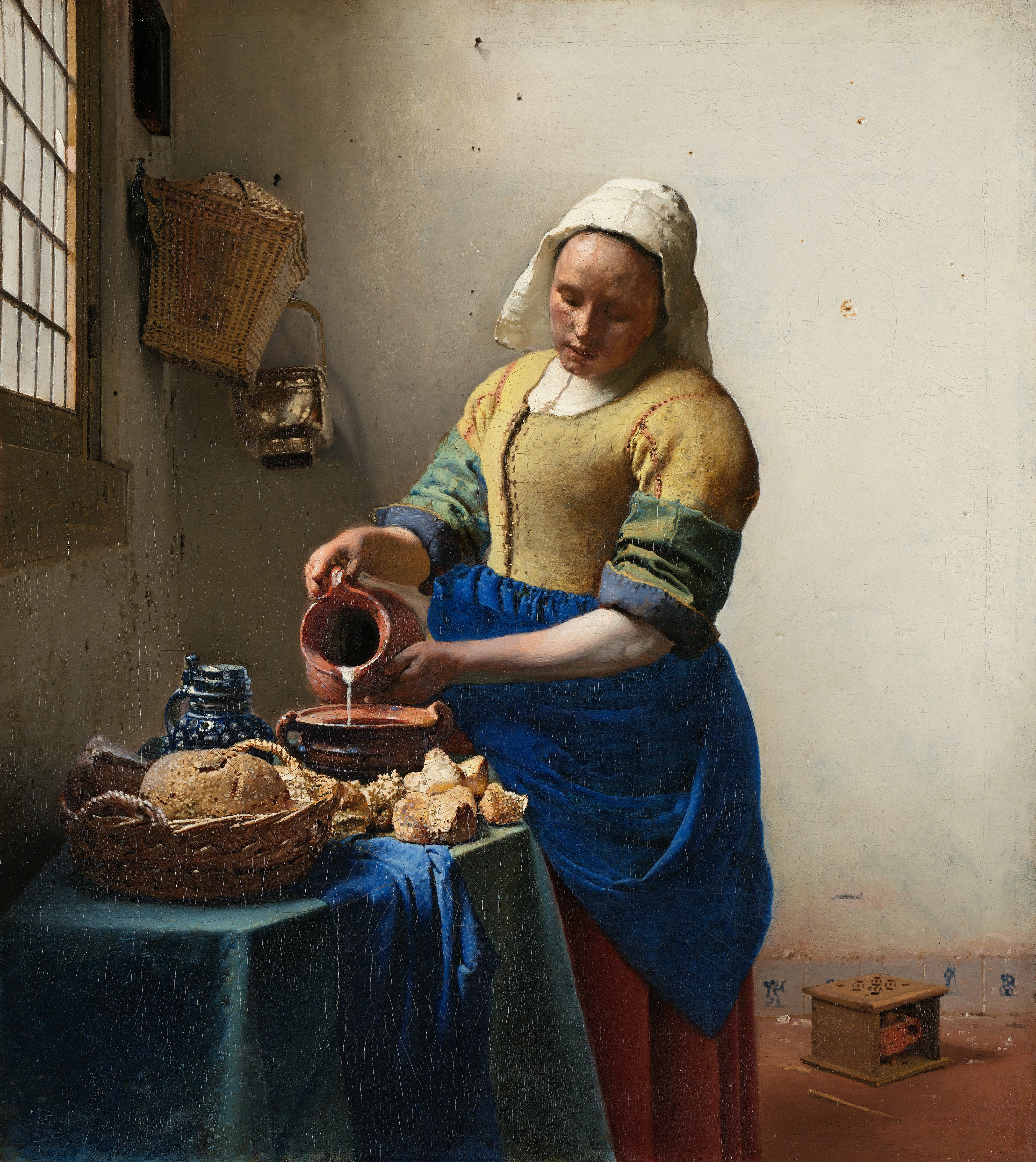
La Laitière, tableau de Johannes Vermeer, vers 1660.
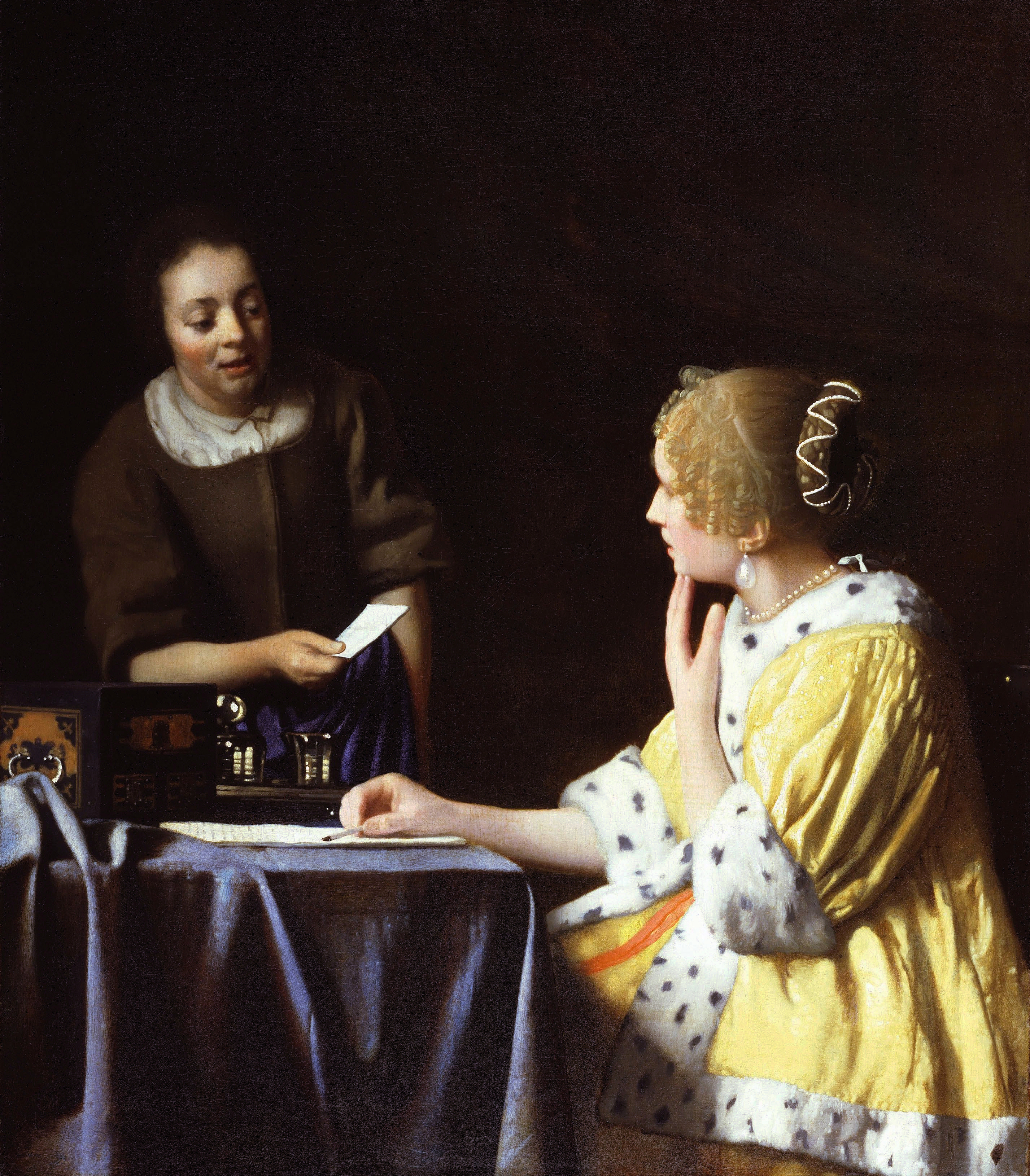
Dame et sa servante, tableau de Johannes Vermeer, vers 1666-1667.
La blanchisseuse, par Jean Siméon Chardin.
Petits métiers et cris de Paris, réalisé avant 1800.

### Droit
Les systèmes juridiques des pays sont différents les uns des autres, mais, après les querelles de savants initiées au XVe siècle concernant les femmes et leur égalité ou non avec les hommes (notamment la « querelle des femmes »), et la Révolution française de 1789, qui a des retentissements dans les autres pays, plusieurs des codes civils présentent des éléments relatifs à l'égalité des droits entre les sexes dans leurs parties introductives ou générales (en Prusse, par exemple). Toutefois, d'autres éléments législatifs marquent des inégalités hommes-femmes dans le mariage, ou même selon des statuts particuliers de la femme tels que « fille-mère ». Les statuts des sexes dans le droit de la famille européen du XIXe siècle incluent notamment un hiérarchisation qui soumet la femme mariée à l'autorité ou au pouvoir de décision de son mari. Au cours de ce siècle, les mouvements en faveurs des droits des femmes critiqueront et émettront des revendications concernant leurs statuts juridiques, et enclencheront des mouvements de masse pour obtenir de nouveaux droits.
Le Code prussien (Preußisches Allgemeines Landrecht, ALR) de 1794, qui sera plus tard une base pour la codification du Code civil allemand (unifié en 1900), est relativement favorable aux droits des femmes — ce qui fait craindre à certains commentateurs de l'époque que la Prusse devienne « un véritable paradis des femmes » (selon les mots de Johann Georg Schlosser). L'égalité des sexes y est notamment inscrite dans la première partie, au paragraphe 24. Cependant, dans ce qui touche aux statuts conjugaux, la femme est soumise à son époux qui est dit « chef de la communauté conjugale » et possède davantage de droits que l'épouse. La femme mariée a toutefois quelques droits, notamment en termes de contractualisation, et, si le mari est empêché, elle devient une personne juridique indépendante. Le mariage est considéré comme un contrat civil, et non pas un sacrement religieux, et le droit du divorce comporte plusieurs motifs possibles dont l'« incompatibilité d'humeur » de l'un ou l'autre conjoint. Par ailleurs, ce code est jugé favorable aux femmes notamment parce qu'il accorde des droits aux mères non mariées ainsi qu'à leurs enfants, qui touchent aussi aux pères ou aux grands-parents paternels : frais de couches, pension alimentaire, indemnité en cas de rupture de promesse de mariage. Ces droits sont fortement diminués par une loi passée après la révolution de 1848, par la Chambre des seigneurs de Prusse, qui s'inspire notamment du code civil français d'alors. En 1900, le code civil allemand unifié (BGB) reprendra ces mesures réduites, et le statut du mari en tant que chef de famille se verra consolidé ; ces limitations attireront des protestations des féministes allemandes.
En France, en 1804, Napoléon Ier, l'empereur, promulgue le Code civil. Venant après la Révolution française de 1789 et une forte réaction patriarcale initiée en 1793-1795, qui a tendu a faire taire les revendications des femmes et les écarter des activités publiques, ce code leur confère, dans le droit conjugal et matrimonial, un statut de « mineures juridiques ». L'épouse y est soumise à l'époux, qui doit toutefois la protéger ; l'époux a du pouvoir aussi bien sur la personne de l'épouse que sur ses biens, et cette dernière ne peut établir de contrat, bénéficier des revenus issus de son activité, ni acquérir des biens. Les « marchandes publiques » sont une exception et peuvent se passer d'autorisation de l'époux pour contracter des obligations. Concernant un enfant, la mère a moins de droits que le père, qui dispose de la « puissance paternelle ». Le divorce, avec des conditions inégales entre les époux, est autorisé jusqu'en 1816, avant d'être interdit jusqu'en 1884. Nouveauté par rapport au droit dans la société d'Ancien régime, la « recherche de la paternité est interdite » : la femme non mariée ne peut pas demander de recherche de paternité pour ses enfants et donc pas non plus demander d'indemnité ou de pension alimentaire ; mère non mariée et « enfant naturel » n'ont pas de droits spécifiques et ne reçoivent pas d'aides publiques. En 1912, à la suite de longues luttes du mouvement féministe, la recherche en paternité sera admise dans 5 situations, puis complètement autorisée en 1972. En 1938, ce sera l'article 213 du Code civil qui sera amendé : il marquait l'incapacité juridique des femmes. Les XXe et XXIe siècles verront d'autres modifications menant à plus d'égalité en droit entre femmes et hommes.
Dans l'empire d'Autriche, le Code civil général (ABGB) est promulgué en 1811 ; il tente d'unifier différents éléments juridiques issues des diverses parties de cet empire et s'inspire du principe d'égalité des droits de l'homme. Les femmes y ont une autonomie, davantage que dans d'autres codifications civiles de l'époque ; célibataire ou épouse, la femme peut établir des contrats et ester en justice. L'époux, « chef de famille », n'a toutefois pas de « puissance maritale » sur l'épouse. Toutefois, au fil du temps, l'idée de « différences naturelles » entre les sexes apparaît davantage dans les commentaires des juristes et des règles tacites font que la femme est inférieure en droits à l'homme ou lui transmet ses droits sur certains points quand elle se marie. Ce code civil distingue par ailleurs les statuts du mariage selon les religions, ce qui fait que les catholiques ne peuvent divorcer, tandis que les Juifs et les autres chrétiens en ont le droit.
En Angleterre, au Moyen Âge, selon la doctrine juridique de la coverture, la femme non mariée était un « sujet de droit indépendant », mais ce n'était plus le cas une fois mariée : l'époux acquérait alors des droits aussi bien sur la personne de l'épouse que sur ses biens. Le père était l'unique détenteur de la « puissance parentale ». Ceci change peu à peu au XIXe siècle, bien qu'il n'y ait pas de codification uniformisée pour le pays : des principes d'équité faits par les tribunaux modifient certaines dispositions. Des lois nouvelles permettent aux femmes mariées d'avoir des biens propres et élargissent les possibilités de divorce par rapport aux lois antérieures. L'absence ou le peu de droits des épouses deviennent de plus en plus un sujet de critiques puis de revendications, notamment à partir des années 1870 à l'initiative du mouvement féministe anglais. De premières lois concernant les biens de la femme mariée sont adoptées ; les droits civiques viendront plus tard, avec en 1918 le droit de vote pour les femmes de plus de trente ans, puis en 1928 pour toutes celles de plus de 21 ans. L'égalité juridique entre époux sera actée dans le droit de la famille à la fin des années 1960.
Dans les pays nordiques, les femmes, célibataires ou mariées, n'ont pas de droits personnels, elles sont sous tutelle ; leur statut change à partir du milieu du XIXe siècle, avec des différences selon les pays. La femme non mariée n'est plus sous tutelle à partir de 1857 au Danemark, 1863 en Suède et en Norvège, puis l'année suivante en Finlande. La femme mariée obtient les droits de propriété et d'égalité dans la succession entre 1845 et 1874 en Suède, 1888 en Norvège, 1899 au Danemark. Les femmes obtiendront le droit de vote en 1906 en Finlande, puis les années suivantes pour d'autres pays de la région, et en 1919 en Suède. En droit privé, l'égalité de principe entre hommes et femmes sera promulguée en 1920 en Suède, 1925 au Danemark, 1927 en Norvège et 1929 pour la Finlande.

### Santé et médecine
Sur le plan médical, au XVIIIe siècle, les villes voient augmenter le nombre de chirurgiens accoucheurs, au détriment des sages-femmes. Cette évolution est moins marquée dans les campagnes, où les rôles traditionnels des hommes et des femmes sont plus marqués, et les moyens financiers plus faibles pour la plupart des familles. Un arrêt du parlement de Paris de 1755 interdit la pratique de la chirurgie aux femmes. Ce siècle voit également les connaissances médicales fortement évoluer. L'accouchement est encore marqué par divers risques d'accident : mort ou stérilité (il n'y alors aucune connaissance concernant l’antisepsie ni l'anesthésie) et les difficultés portent sur 2 % des accouchements (en comparaison, aujourd'hui, elles en concernent un pour mille). La mère peut aussi être atteinte d'une hémorragie ou de fièvre, dont la fièvre puerpérale, contagieuse, liée au manque d'hygiène. Dans la tranche d'âge entre 20 et 35 ans, la mortalité féminine est plus forte que celle masculine et, en moyenne, pour 80 baptêmes célébrés, une femme meurt en couches. Parmi les femmes qui ont eu entre 7 et 10 enfants, en moyenne 1 sur 10 meurt lors d'un accouchement.

### Culture et discussion de la condition des femmes

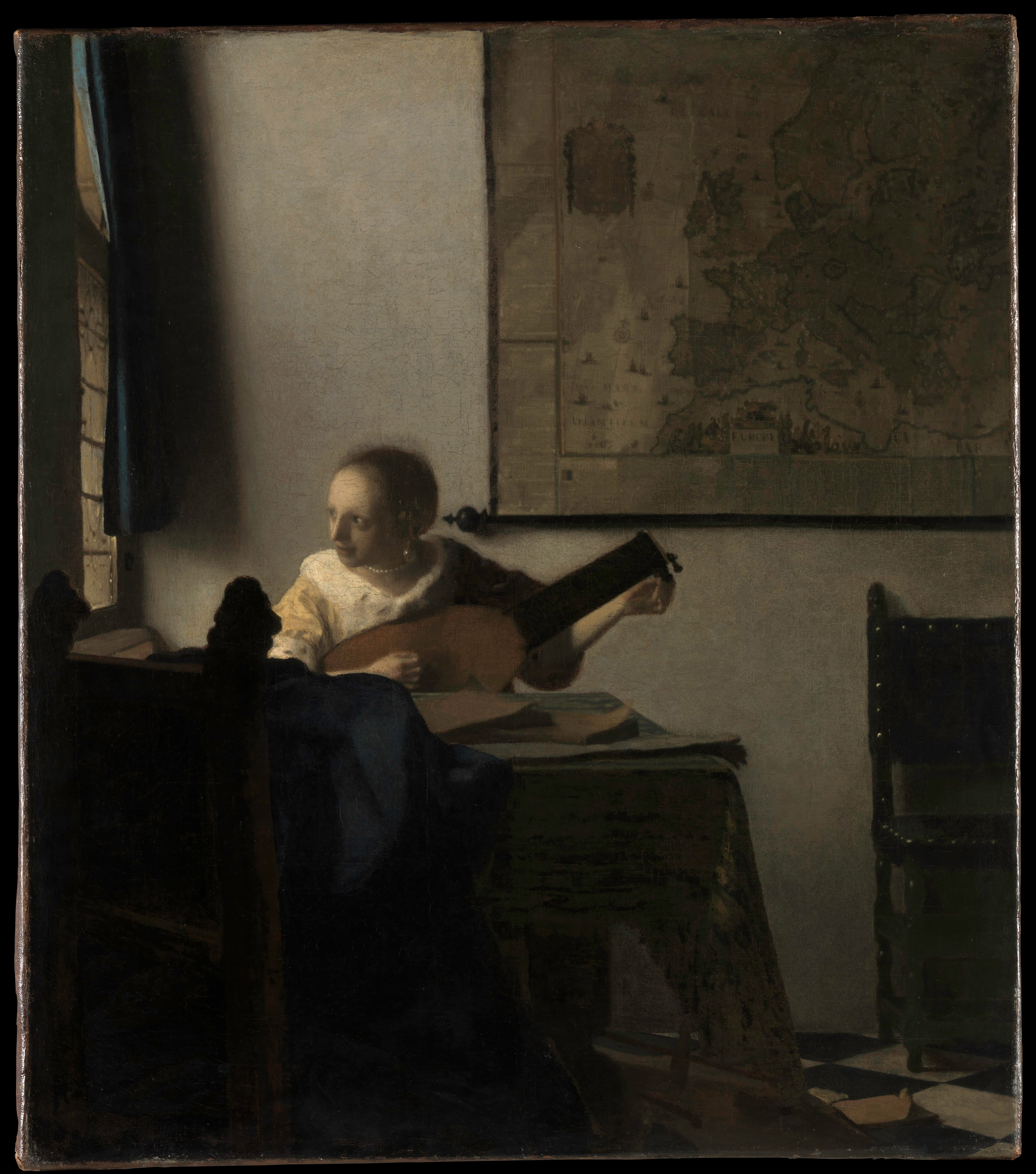
Femme avec un luth près d'une fenêtre, tableau de Johannes Vermeer, vers 1663.

En France, dans les Salons, les dames de l'aristocratie comme la marquise de Rambouillet (1588-1665) règnent sur la vie intellectuelle. Apparaît le type de la femme de lettres ou de sciences, mais aussi du bas-bleu ou de la précieuse. Des femmes artistes ont également une reconnaissance. Cependant, le droit à l'éducation des femmes reste, malgré sa défense par certains auteurs tels Condorcet et Laclos, sujet d'incompréhension et de moquerie. Des auteurs, tels François Poullain de la Barre, écrivent contre les préjugés de l'époque : « Nous sommes remplis de préjugés. (…) De tous les préjugés, on n'en a point remarqué de plus propre que celui qu'on a communément sur l'inégalité des deux sexes. ». Condorcet (1643-1794) notamment théorise l'égalité des sexes et note : « Je crois que la loi ne devrait exclure les femmes d'aucune place. (…) Songez qu'il s'agit des droits de la moitié du genre humain. Ce n'est pas la nature, c'est l'éducation, c'est l'existence sociale qui cause cette différence (…) il est donc injuste d'alléguer, pour continuer de refuser aux femmes la jouissance de leurs droits naturels, des motifs qui n'ont une sorte de réalité que parce qu'elles ne jouissent pas de ces droits. ». Plusieurs femmes parviennent cependant à marquer les arts, les sciences et le pouvoir de leur époque et, quand viendra la Révolution française, certaines femmes chercheront à défendre leurs droits ; toutefois, l'inégalité hommes-femmes augmente encore après cette période, l'homme étant devenu citoyen et participant à la politique, la femme en étant encore éloignée.
En Angleterre, Mary Wollstonecraft (1759-1797) fait notamment paraître en 1792 son ouvrage Défense des droits de la femme.

### Femmes de science
En sciences, plusieurs femmes sont reconnues, telles la naturaliste et artiste-peintre Anna Maria Sibylla Merian (1647-1717) ayant étudié notamment la métamorphose des papillons et fait un voyage au Suriname pour y étudier la flore et la faune locale, la physicienne italienne Laura Bassi, (1711-1778) doctorante de l'université de Bologne qui y devient professeure en 1732, la princesse russe Catherine Dachkov (1743-1810) qui devient directrice de l'Académie impériale de Russie en 1783, l'astronome allemande Caroline Herschel (1750-1848), la mathématicienne française Émilie du Châtelet (1706-1749), et bien d'autres.

### Femmes au pouvoir
Dans différents pays d'Europe, des femmes sont souveraines, telles Christine de Suède (1626-1689) (qui eut le trône sous le titre de « roi de Suède »), Marie II (qui fut reine d'Angleterre entre 1689 et 1694), Anne (reine de Grande-Bretagne de 1702 à 1707) et les impératrices de Russie Catherine Ire (impératrice de Russie de 1725 à 1727) et Catherine II (impératrice et autocrate de toutes les Russies de 1762 à sa mort en 1796).

### Période révolutionnaire en France

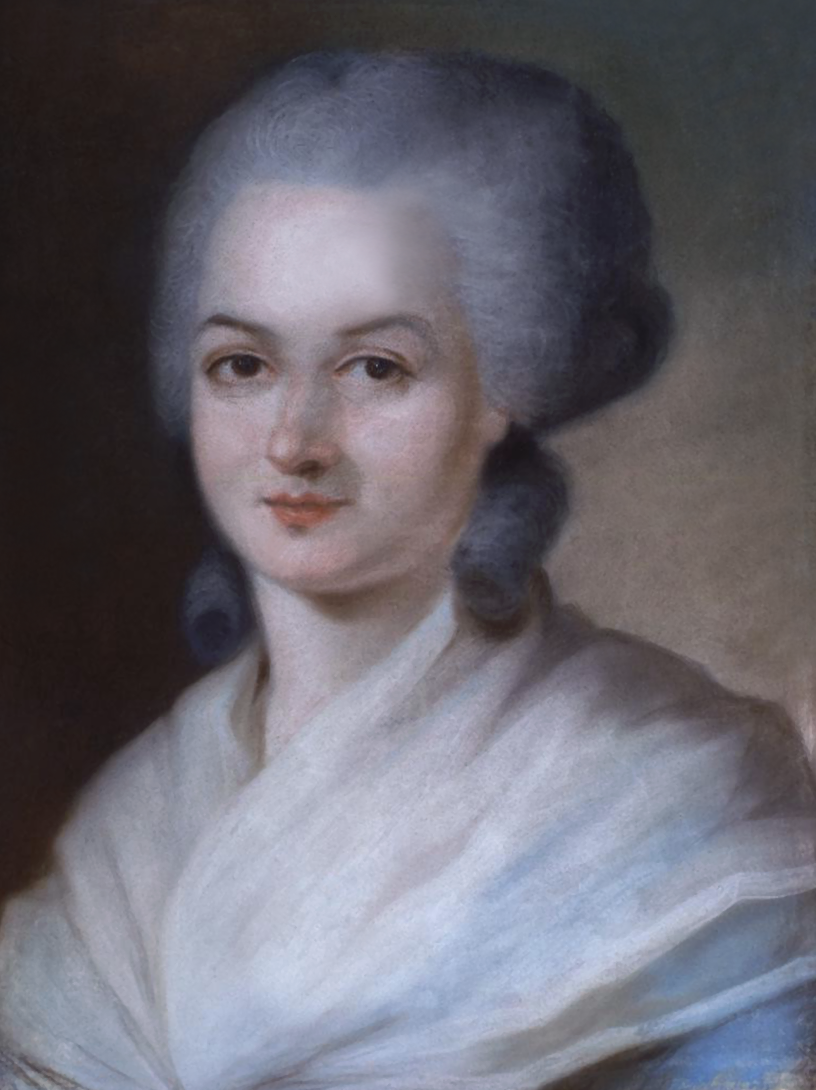
Olympe de Gouges

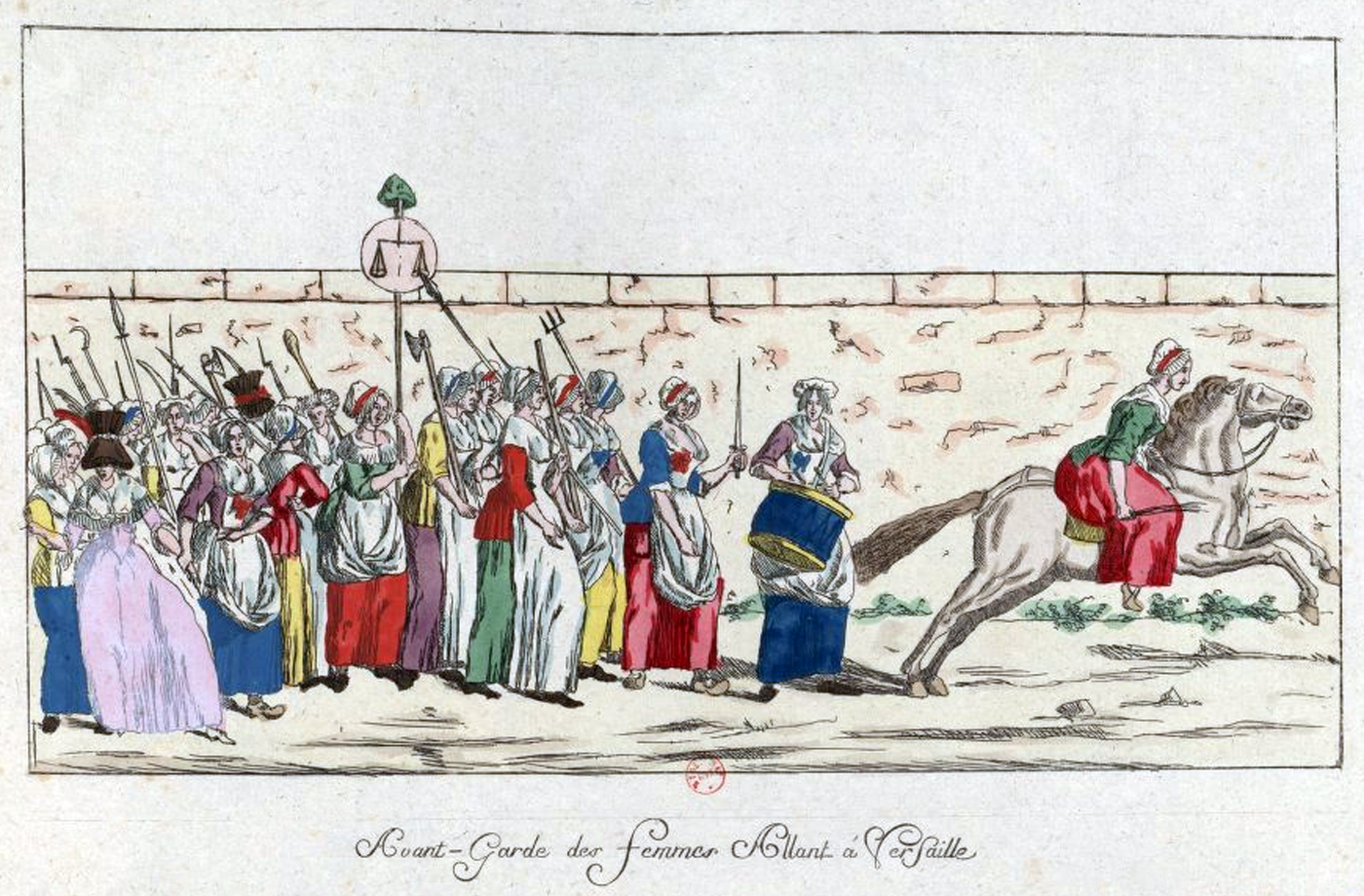
Avant-garde des femmes marchant sur Versailles les 5 et 6 octobre 1789 afin de s'adresser au roi de France.

Si les femmes participent activement à la Révolution française en 1789, ramenant en particulier de Versailles à Paris « le boulanger, la boulangère et le petit mitron », c'est-à-dire la famille royale (journées des 5 et 6 octobre 1789), les revendications de certaines, comme Olympe de Gouges (1748-1793), auteur de la Déclaration des droits de la femme et de la citoyenne (1791), ne sont pas prises en compte par les députés — Olympe de Gouges finira d'ailleurs sur l'échafaud.
La volonté des femmes de participer à la vie publique, comme Théroigne de Méricourt (1762-1817) qui tente de créer une « phalange d'amazones » au printemps 1792, est rapidement freinée par la majorité des révolutionnaires qui refusent notamment de les voir armées ou bénéficier d'un droit de vote, à quelque niveau que ce soit. Même si seule une minorité de militantes souhaite ces attributions, toutes les revendications sont fortement critiquées, au point même où les habitudes traditionnelles (présence des femmes dans les manifestations, dans les troupes, éventuellement comme combattantes) sont récusées.

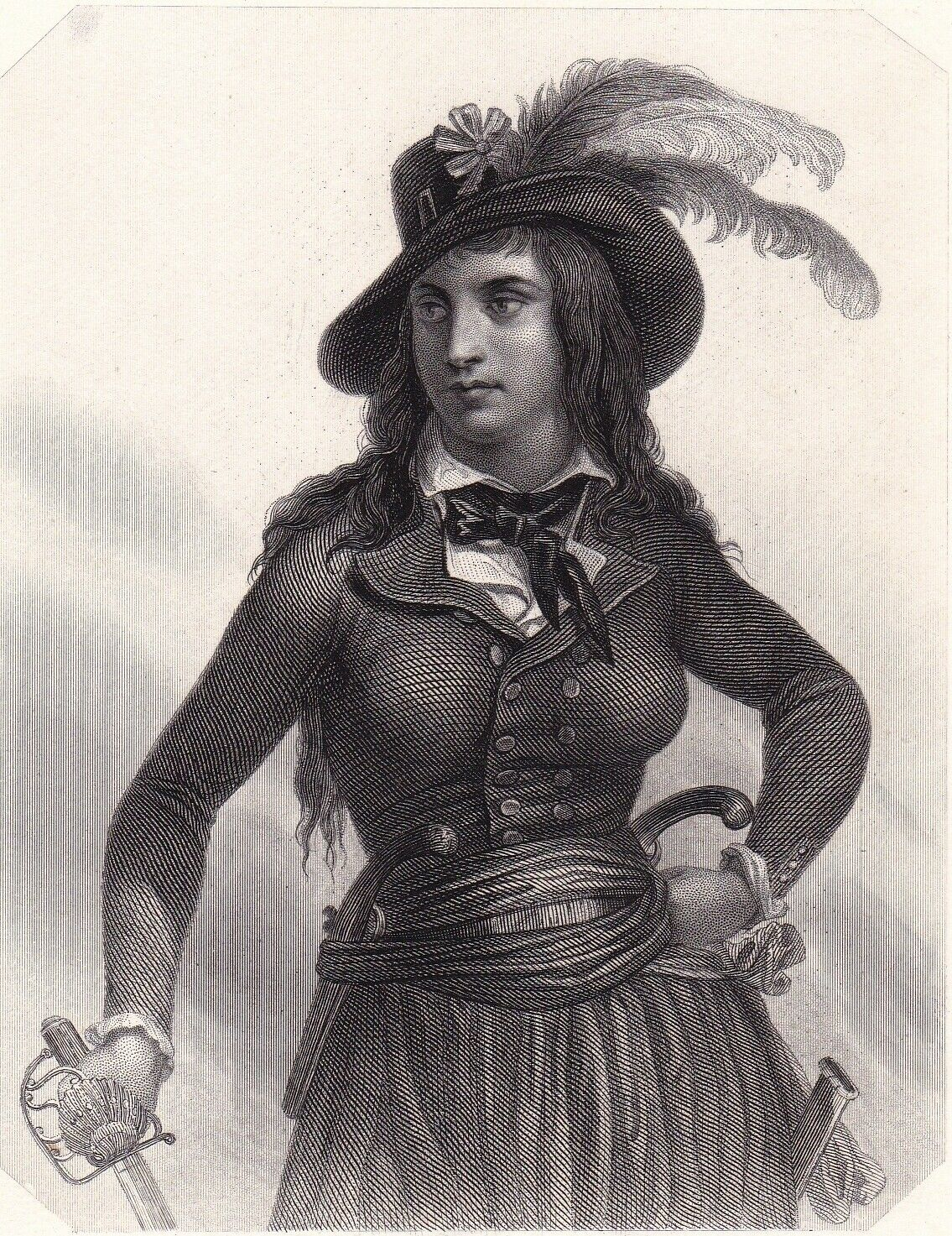
Théroigne de Méricourt en habit d’Amazone

Le 20-21 juillet 1789 l'abbé Sieyès, tient un discours distinguant entre citoyens « actifs » et « passifs ». Les femmes furent classées, comme les enfants, les étrangers et tous ceux ne pouvant s'acquitter d'un cens électoral, dans cette seconde catégorie. Malgré l'appel de Condorcet, elles furent ainsi officiellement exclues du droit de vote par l'Assemblée nationale le 22 décembre 1789, exclusion maintenue par la Constitution de 1791 puis par un vote de la Convention nationale le 24 juillet 1793.
À partir d'octobre 1793, toute autonomie des femmes est bannie de la vie politique[précision nécessaire]. Les plus politisées qu'elles soient « enragées » comme Pauline Léon (1768-1838), Claire Lacombe (1765-1826), « girondines » comme Olympe de Gouges, Théroigne de Méricourt ou Manon Roland (1754-1793), contre-révolutionnaires, comme la reine Marie-Antoinette (1755-1793) ou Charlotte Corday (1768-1793) sont réprimées, voire exécutées. Le procureur de la Commune de Paris, Pierre-Gaspard Chaumette, applaudissant à l’exécution de plusieurs femmes et fustigeant leur mémoire, évoque cette « virago, la femme-homme, l’impudente Olympe de Gouges qui la première institua des sociétés de femmes, abandonna les soins de son ménage, voulut politiquer et commit des crimes […] Tous ces êtres immoraux ont été anéantis sous le fer vengeur des lois. Et vous voudriez les imiter ? Non ! Vous sentirez que vous ne serez vraiment intéressantes et dignes d’estime que lorsque vous serez ce que la nature a voulu que vous fussiez. Nous voulons que les femmes soient respectées, c’est pourquoi nous les forcerons à se respecter elles-mêmes. »
Par ailleurs, le divorce, instauré in extremis le dernier jour de l'Assemblée législative en 1792, va être largement utilisé par les femmes qui régularisent des situations matrimoniales difficiles. À partir de 1795, les hommes mettent un terme à ce qui restait de liberté aux femmes, leur interdisant par exemple des réunions dans les rues, cherchant à limiter les effets du divorce[précision nécessaire]. Les femmes qui retrouvent une visibilité sont les fameuses Merveilleuses, images même de ce qui est attendu d'un sexe à la fois soumis, séduisant et futile. L'Empire consacre cet état de fait, limitant le divorce, restaurant l'autorité du père de famille avec le Code civil français de 1804. Cependant, l'expérience révolutionnaire laisse des souvenirs et des espérances, dans lesquels s'enracinent les revendications ultérieures.

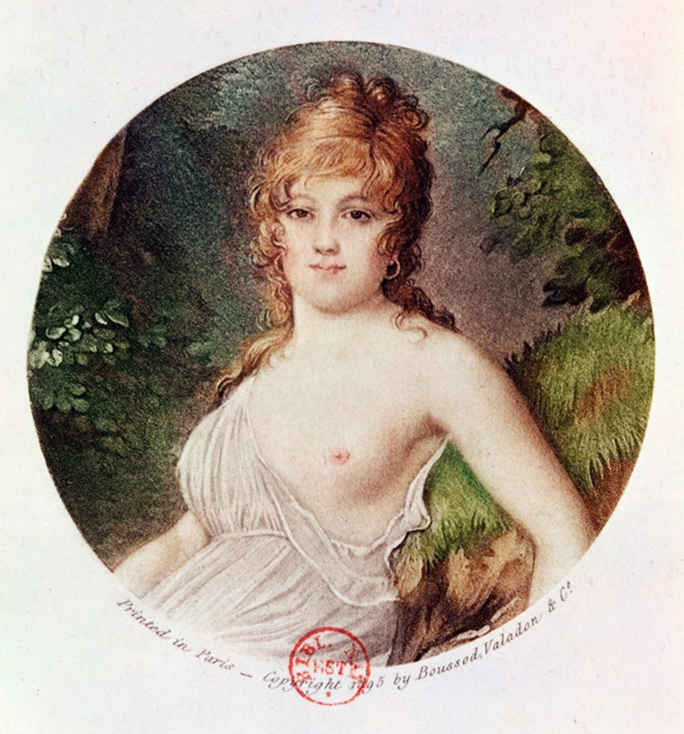
Madame Tallien, Reine des Merveilleuses.
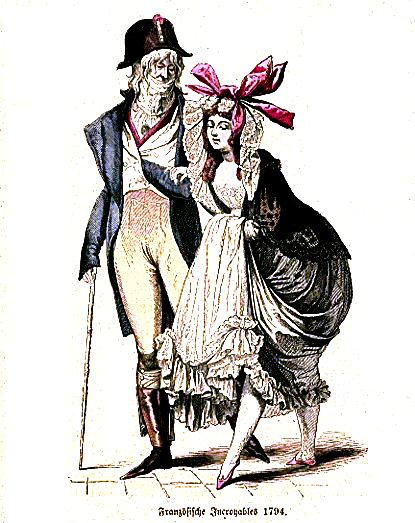
Un Incroyable et une Merveilleuse, 1794.

### L'abolitionnisme en Occident
La fin du XVIIIe siècle voit l'abolitionnisme, courant de pensée visant à l'abolition de l'esclavage (qui concerne des femmes, des hommes et des enfants), émerger dans les pays occidentaux. Certaines femmes s'engagent dans ce sens. Quelques exemples de femmes engagées en faveur de l'abolition de l'esclavage aux XVIIIe siècle et XIXe siècle : Olympe de Gouges en France, Sojourner Truth, Harriet Tubman aux États-Unis, etc.

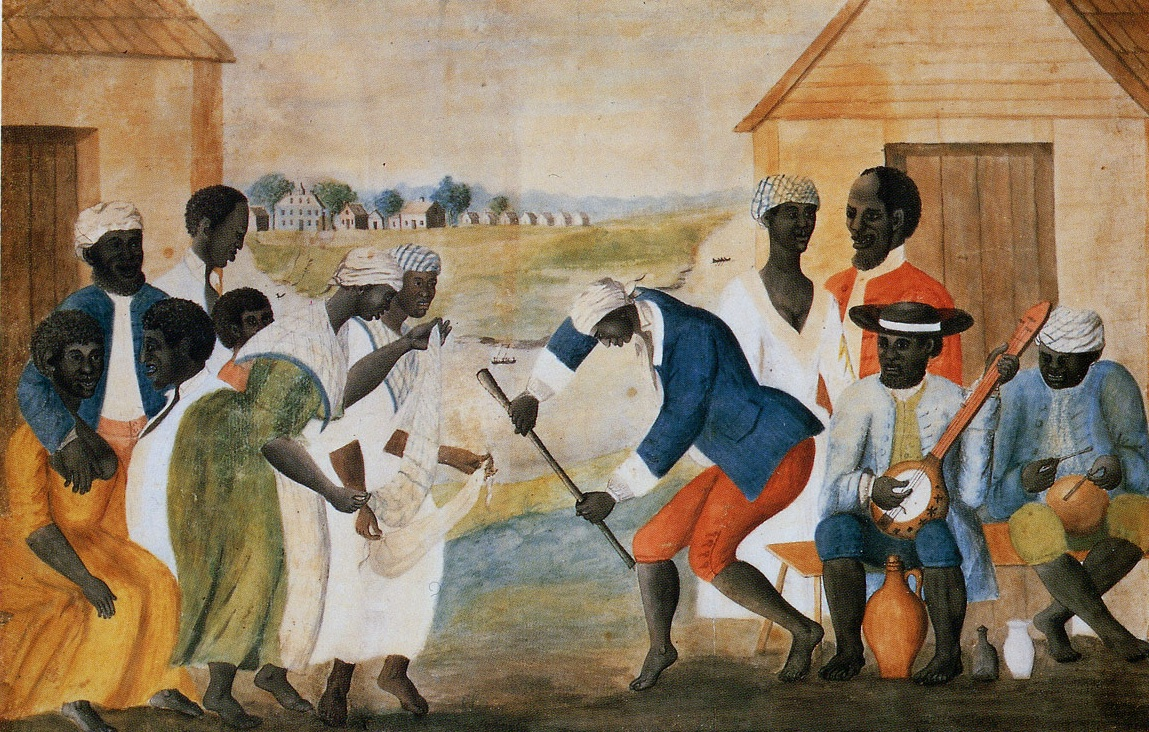
L'ancienne plantation (Esclaves dansant dans une plantation de Californie du sud), vers 1785-1795, attribué à John Rose.
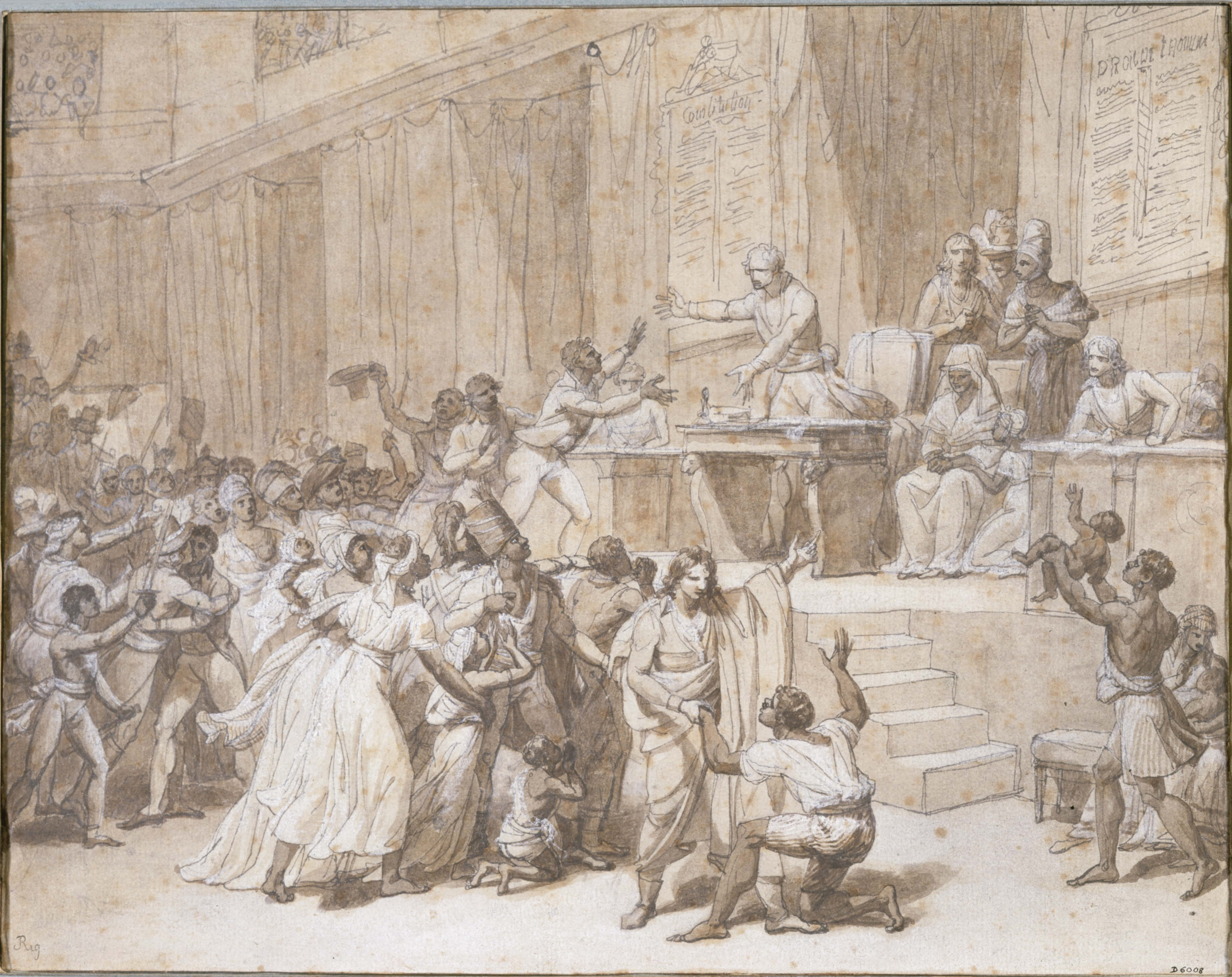
L'insurrection des esclaves de Saint-Domingue se prolonge à Paris. Les Hommes de couleur libres entrent dans la Convention, en France, et demandent l'abolition de l'esclavage dans l'empire colonial d'Ancien Régime, 1794. Jeanne Odo est à la tribune avec une jeune fille.

## XIXesiècle

### Amérique du Nord

Peintures
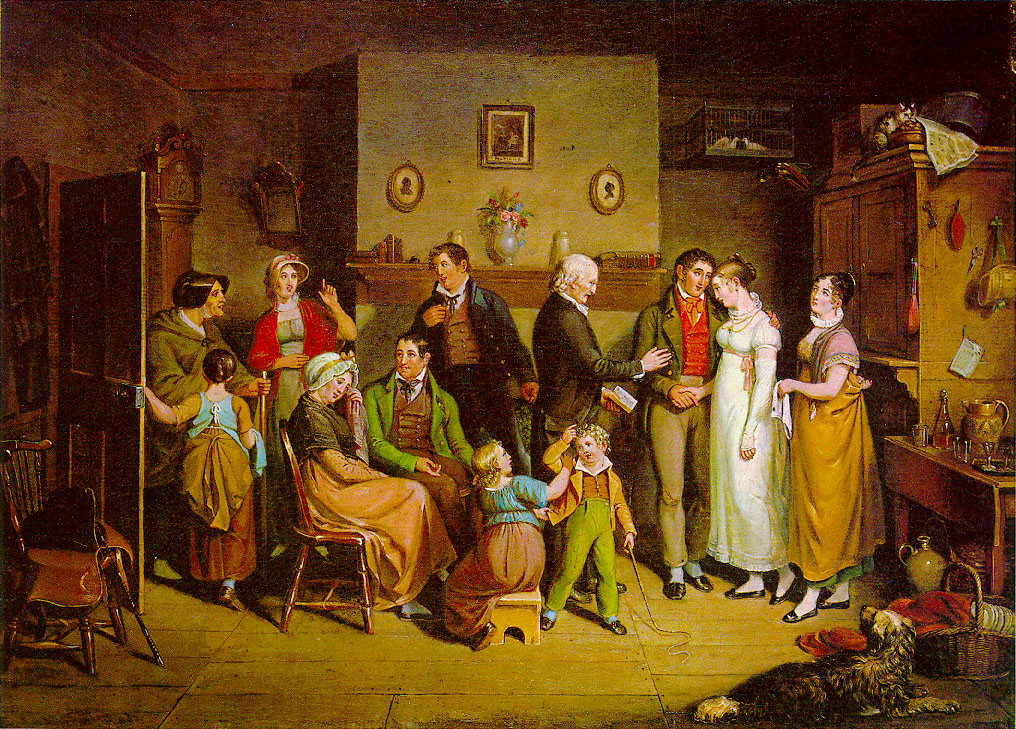
A Country Wedding, John Lewis Krimmel, 1820.
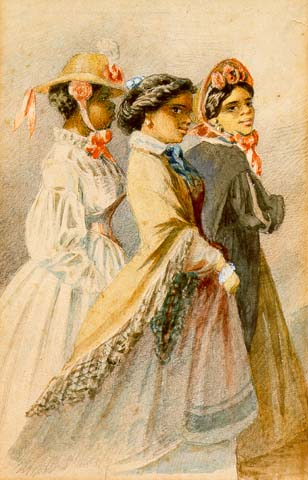
Femmes créoles de couleur prenant l'air, Edouard Marquis, La Nouvelle-Orléans, 1867.
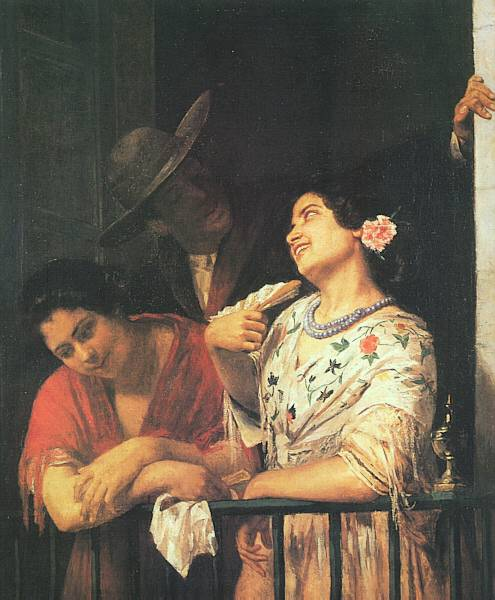
Sur le balcon, Mary Cassatt, 1873.
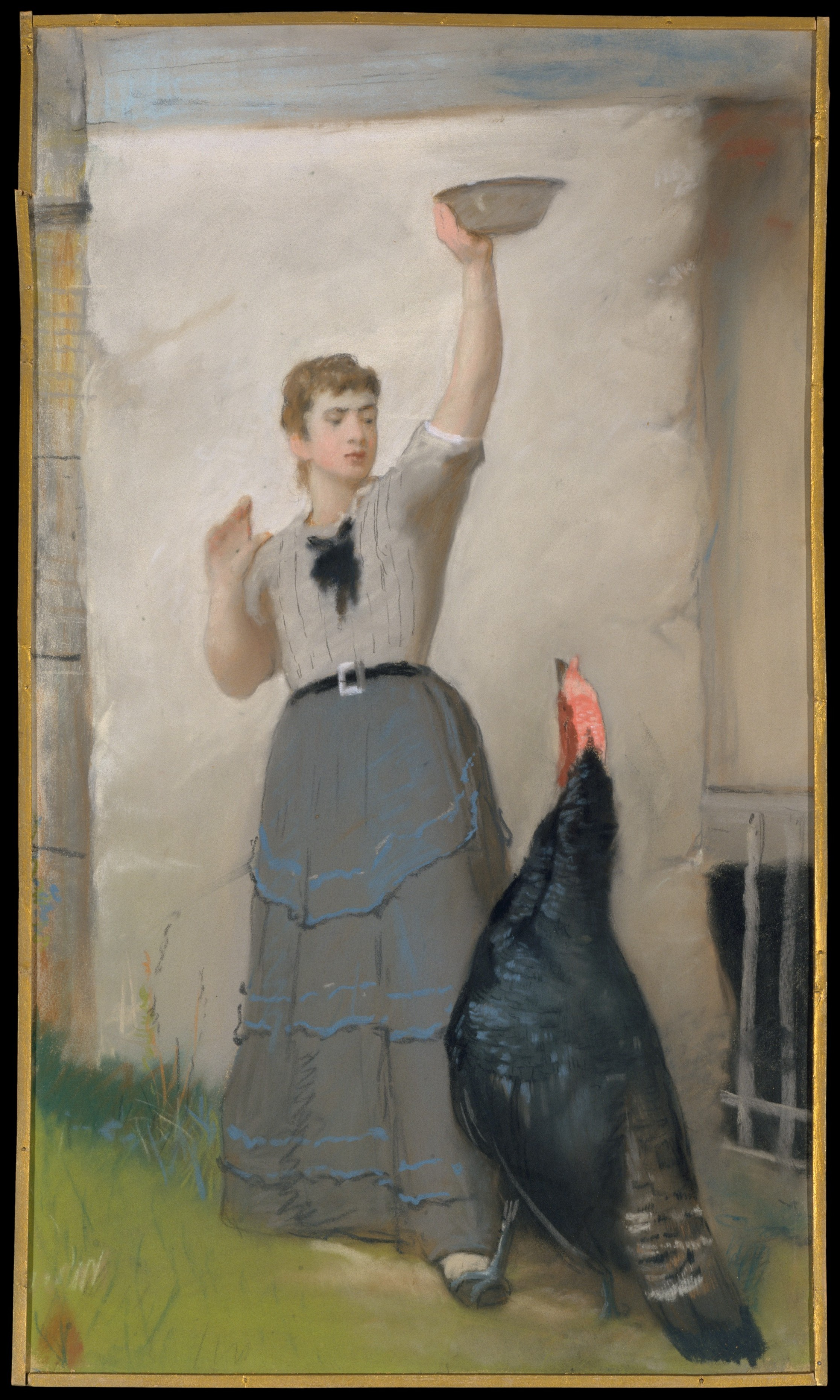
Nourrissant la dinde, Jonathan Eastman Johnson, vers 1872–1880.
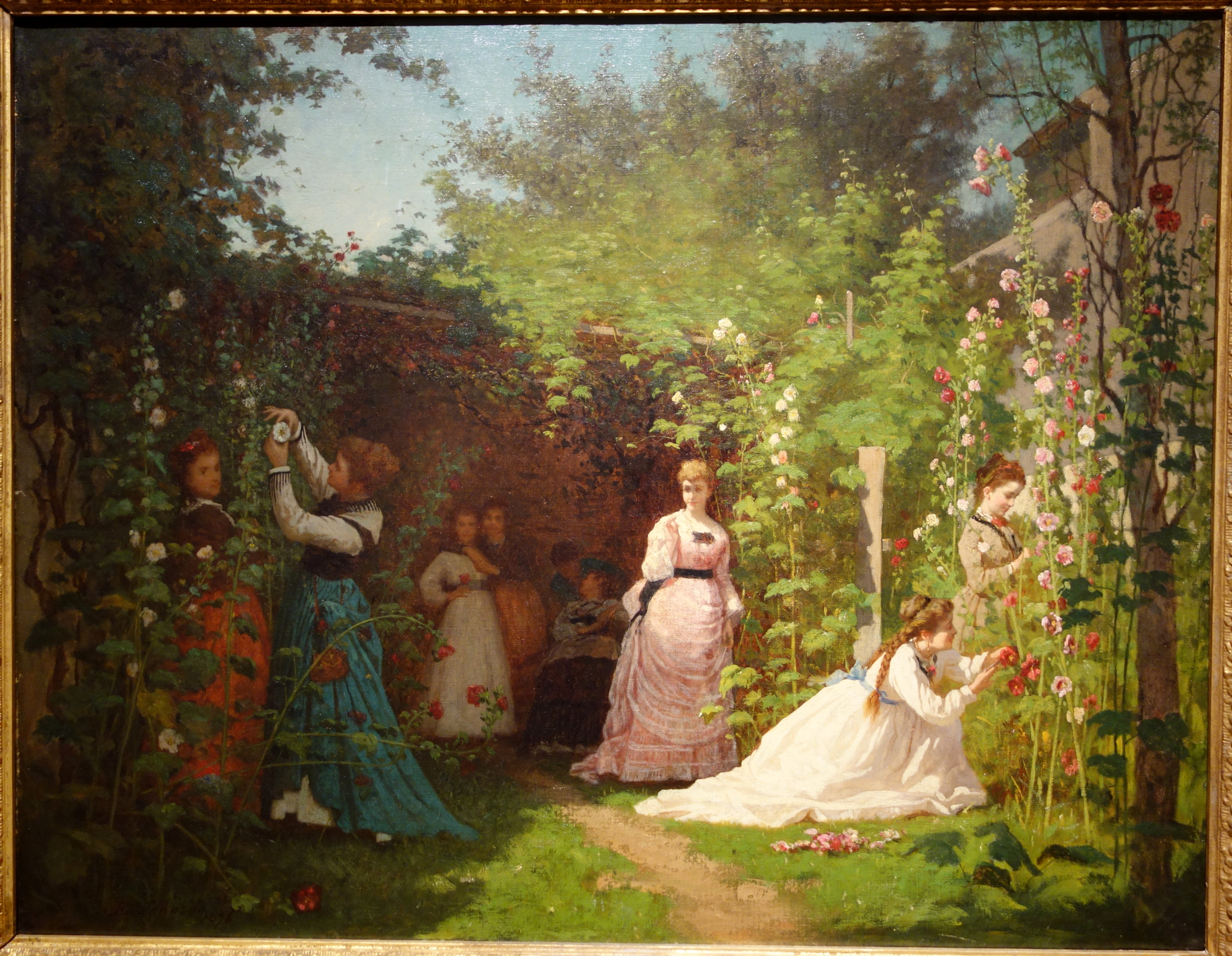
Les roses trémières, Jonathan Eastman Johnson, 1876.
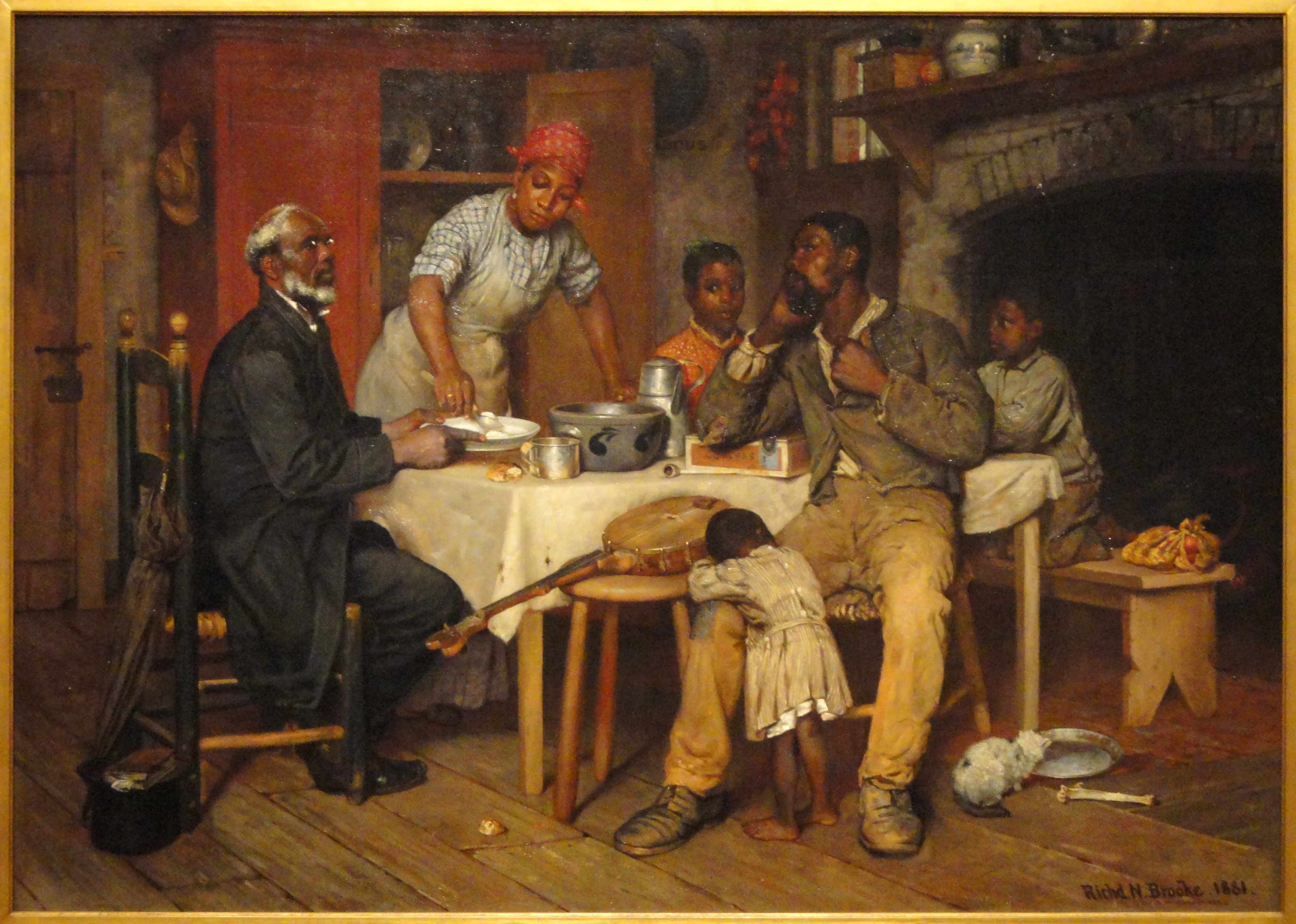
Une visite pastorale, Richard Norris Brooke, Virginie, 1881.
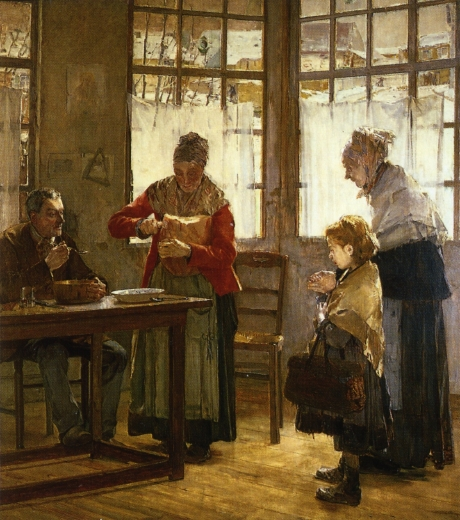
Charité, Walter Gay, 1889.
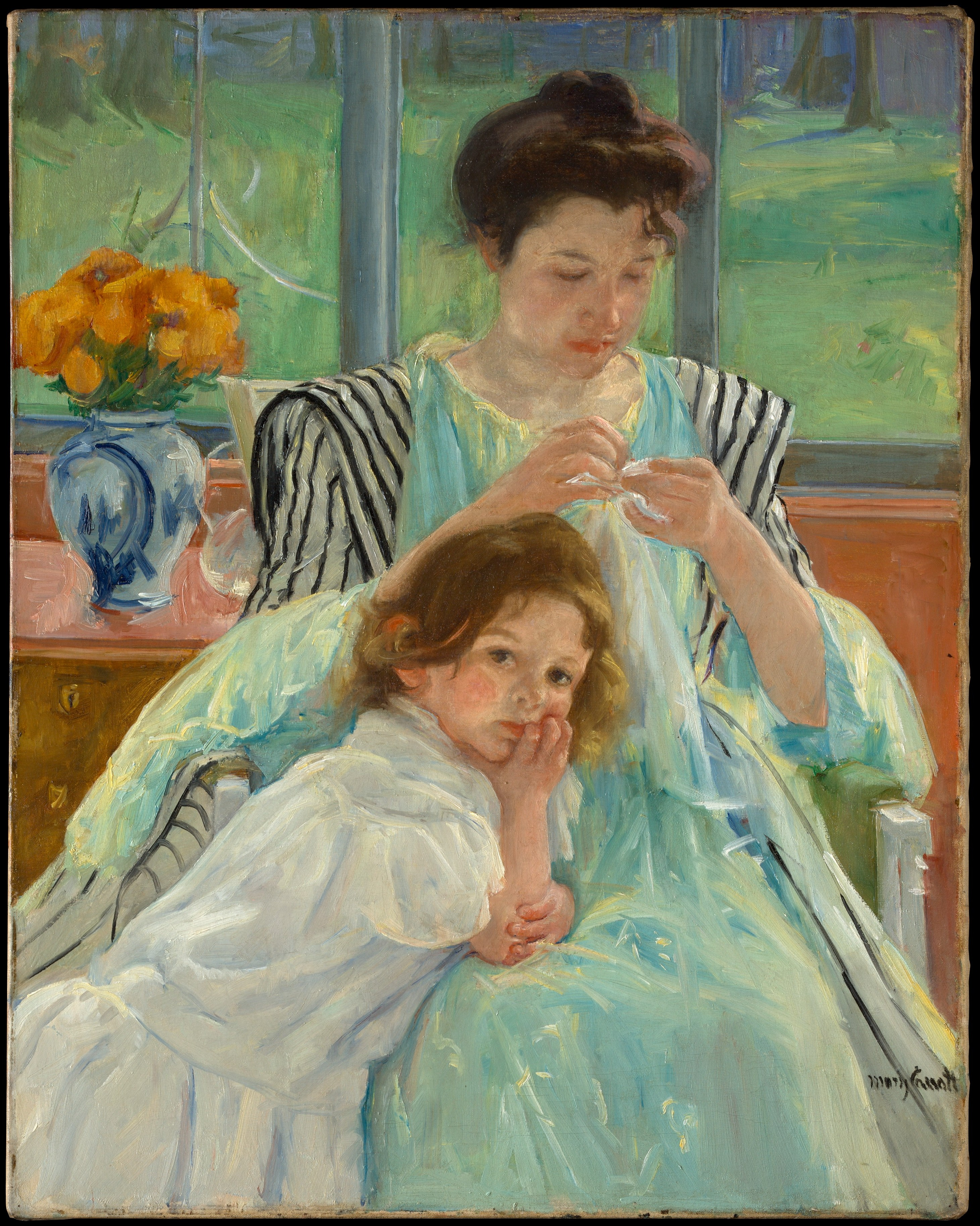
Jeune mère cousant, Mary Cassatt, avant 1926.

### En Occident et dans ses colonies

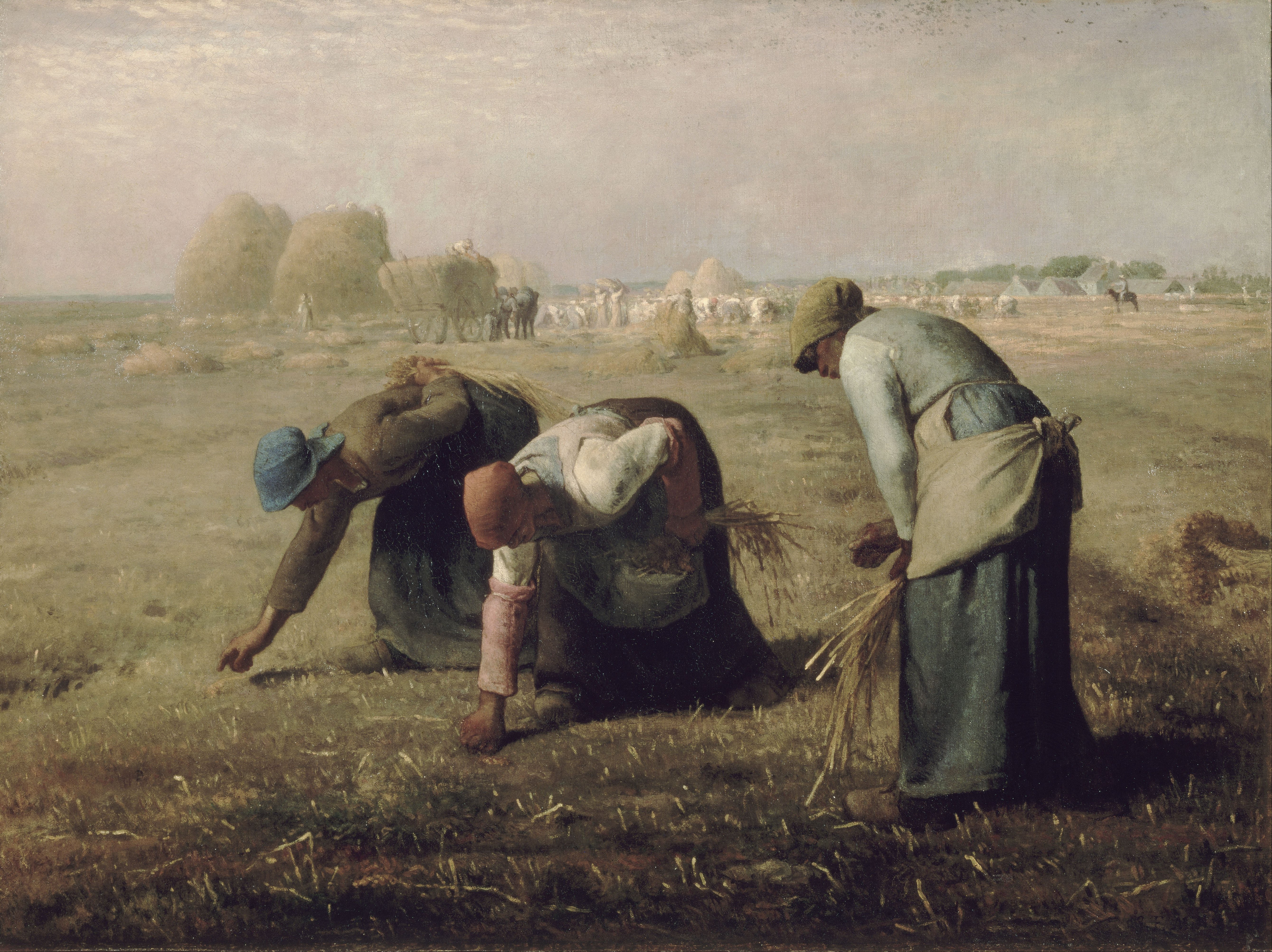
Des glaneuses, Jean-François Millet, 1857.

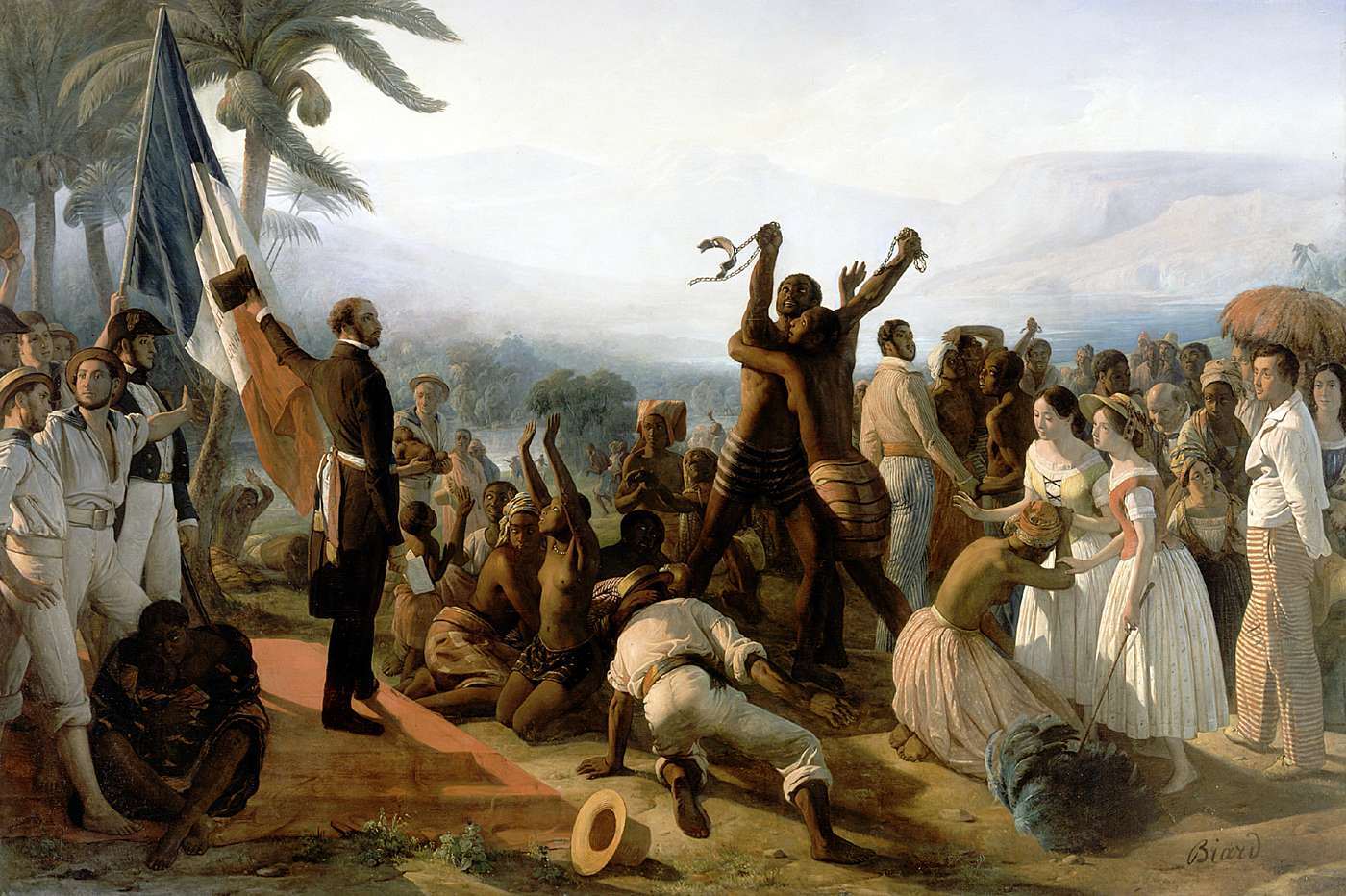
L'Abolition de l'esclavage dans les colonies françaises, par François-Auguste Biard, 1849.

#### Politique

##### En France
En France, comme le note Geneviève Fraisse, malgré le Code civil — promulgué en 1804 par Napoléon Bonaparte —, certaines femmes auront cependant l'occasion d'exprimer une volonté politique, de prendre conscience de leurs problèmes propres, en même temps que de leur désir d'appartenir à la nouvelle société en qualité de membre actif. Le féminisme aura désormais partie liée avec la gauche, républicaine, utopiste puis socialiste.
Pendant la Commune de Paris (1871), sous l'impulsion d'Élisabeth Dmitrieff, jeune militante russe de l'Internationale, et de Nathalie Lemel, ouvrière relieuse, se crée l'un des premiers mouvements féminins de masse : l'Union des femmes pour la défense de Paris et les soins aux blessés. L'Union réclame le droit au travail et l'égalité des salaires (un commencement d'application est mis en place pour les institutrices), elle participe au recensement des ateliers abandonnés par leurs patrons (les francs fileurs) réfugiés à Versailles et organise des ateliers autogérés. La Commune reconnaît l'union libre (elle verse une pension aux veuves de fédérés mariées ou non, ainsi qu'à leurs enfants légitimes ou naturels), interdit la prostitution et met en place un début d'égalité salariale. Elle manque de temps pour instaurer le droit de vote des femmes. Des femmes mettent en application le décret de séparation des Églises et de l'État dans les écoles et les hôpitaux, se battent, comme Louise Michel et d'autres, sous l'habit des « fédérés » et défendent la Commune contre les « Versaillais » sur les barricades.

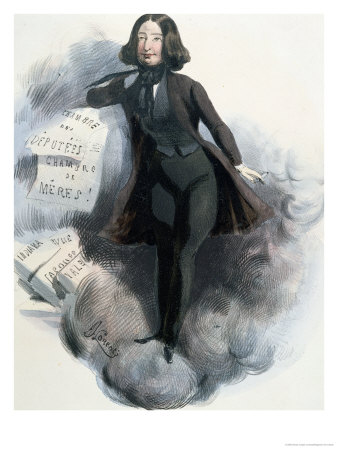
Caricature de George Sand, écrivaine française, en pantalon, 1848.
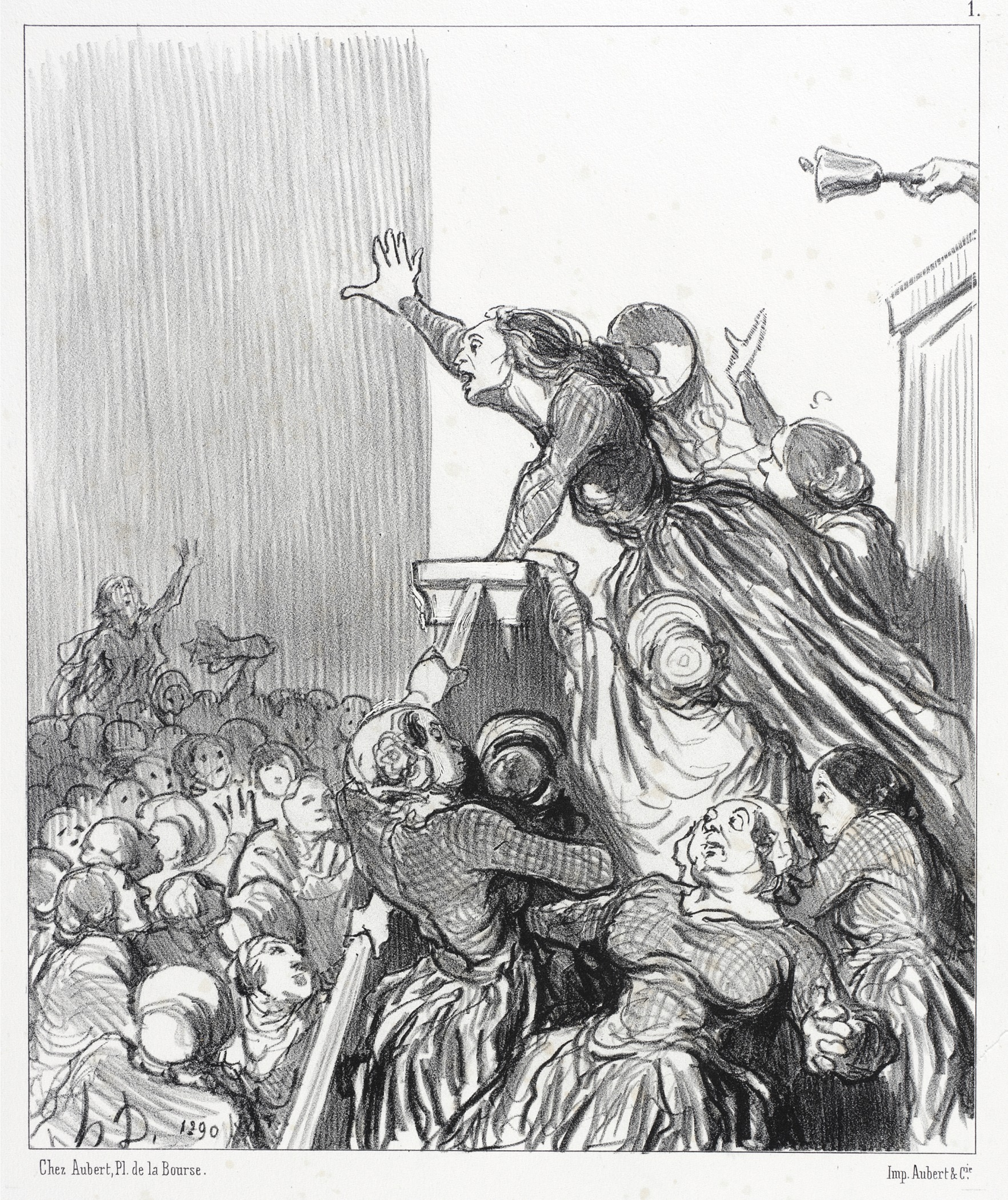
Caricature dans laquelle Honoré Daumier raille l'engagement politique des femmes (Les Divorceuses, lithographie publiée dans le journal Le Charivari du 4 août 1848).
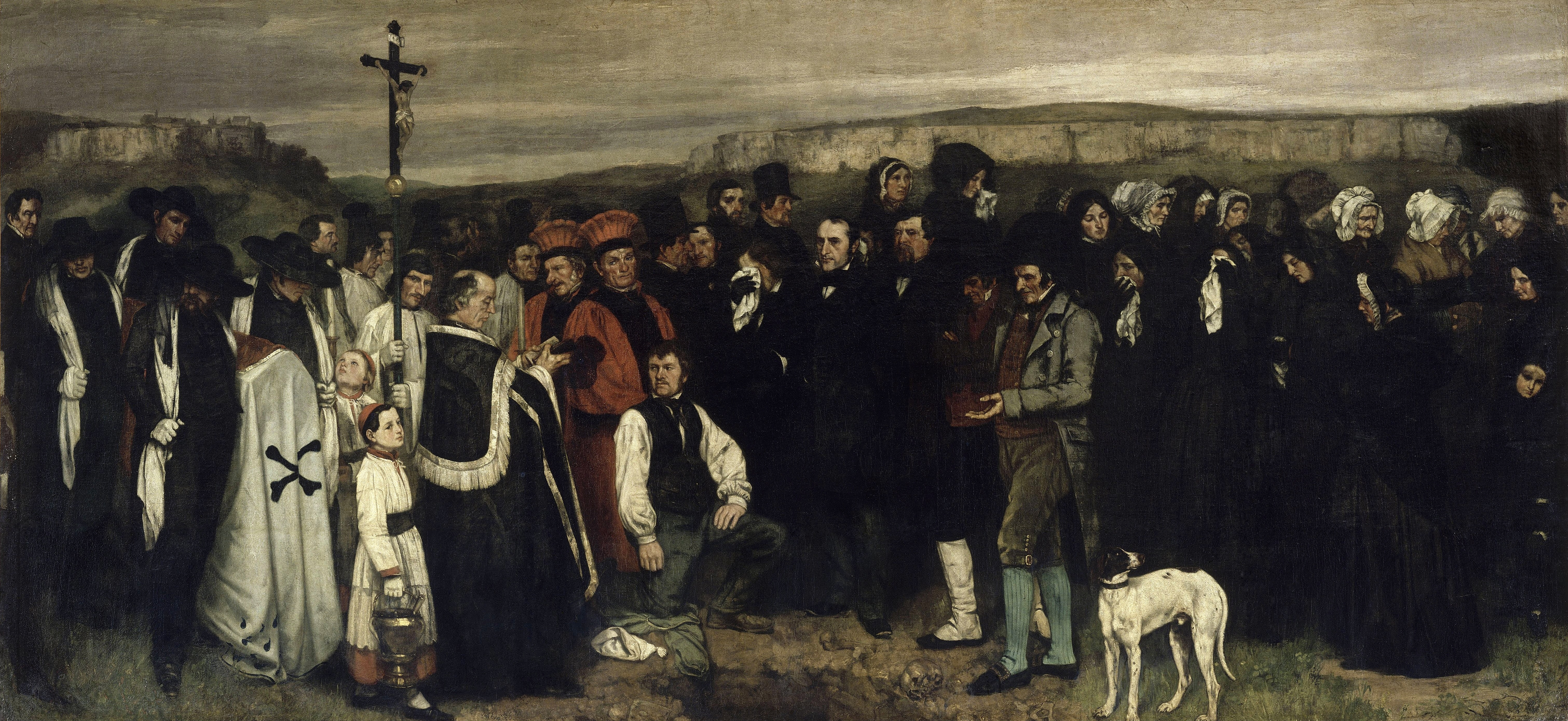
Gustave Courbet, Un enterrement à Ornans, 1849-50. Les femmes sont groupées à droite.
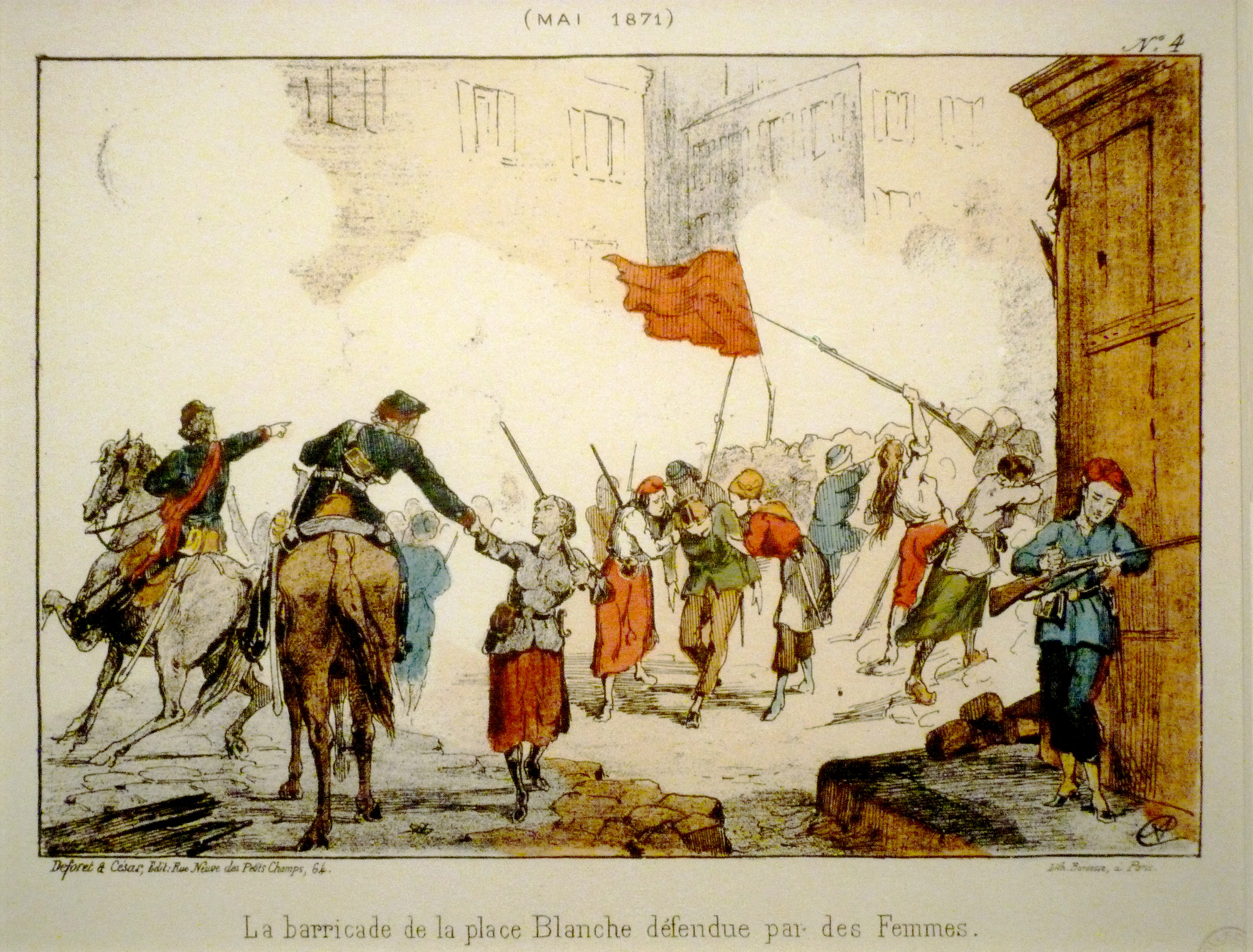
La barricade de la place Blanche défendue par des femmes lors de la Semaine sanglante, qui marque la fin de la Commune de Paris en 1871. Lithographie d'Hector Moloch, musée Carnavalet, Paris, XIXe siècle.

#### Mœurs et droits

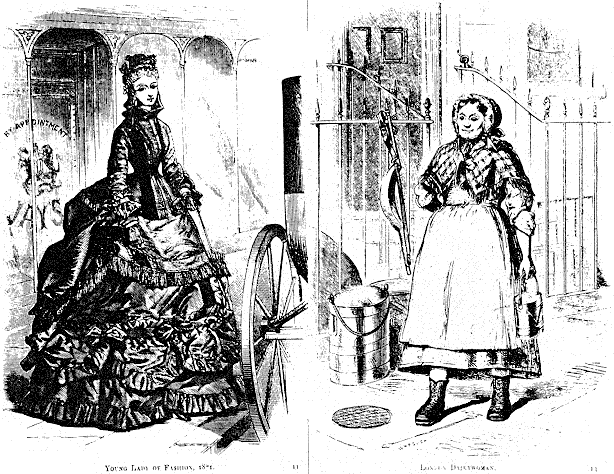
1871, Londres : contraste entre l'apparence d'une jeune femme de la bonne société et celle d'une laitière londonienne.

Le thème bourgeois de la femme au foyer se répand dans les milieux populaires. La condition féminine dans la société victorienne prend des caractéristiques particulières au cœur de l'Empire britannique à son zénith. Elle est notamment marquée, comme aux États-Unis à la même période, par la doctrine de la coverture qui suspend la personnalité juridique de la femme mariée pour la fondre avec celle de son époux. En vertu de ce principe, la femme mariée perd à titre individuel toute capacité juridique.

#### Travaux de la paysannerie

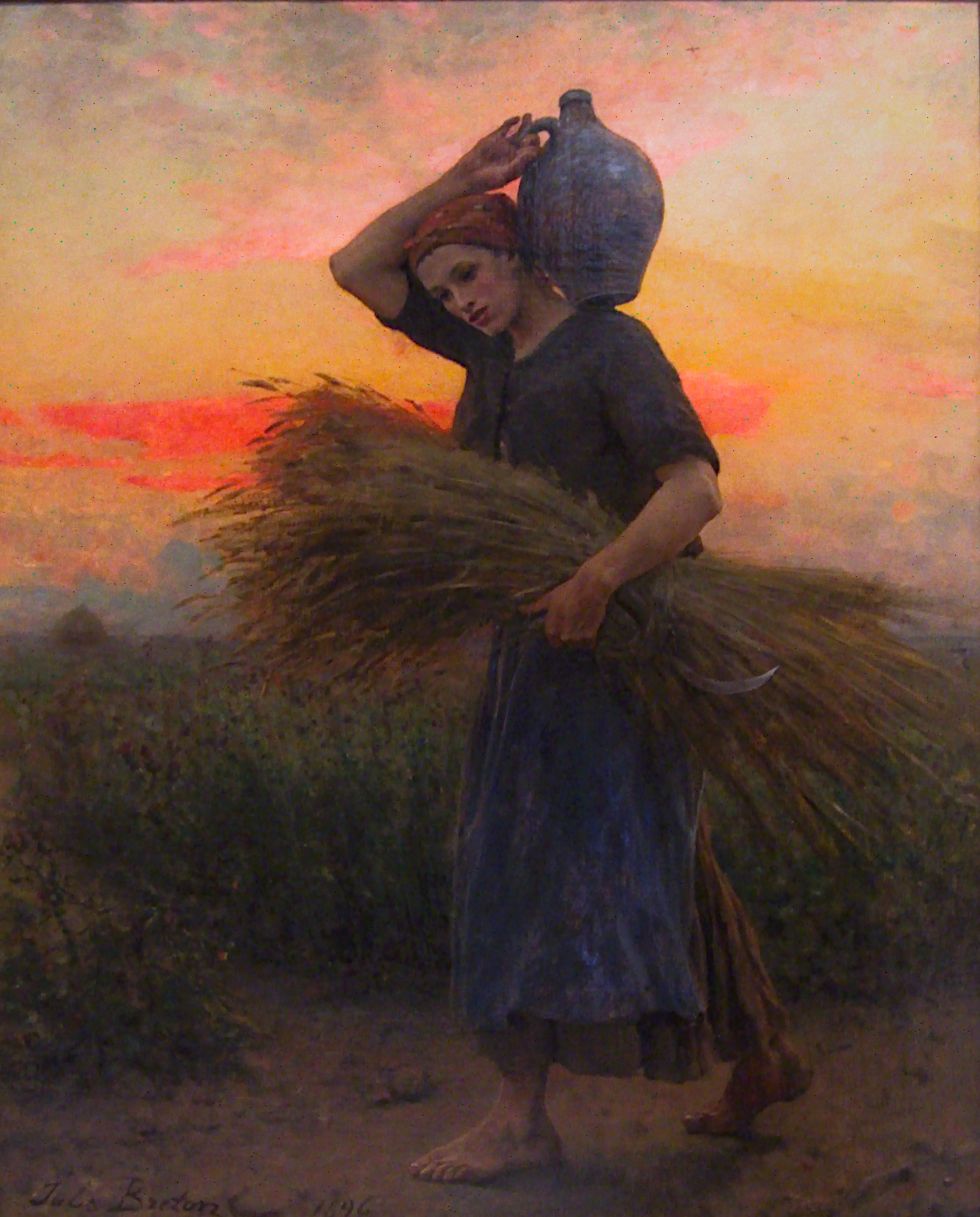
Aube, par Jules Breton, 1896.
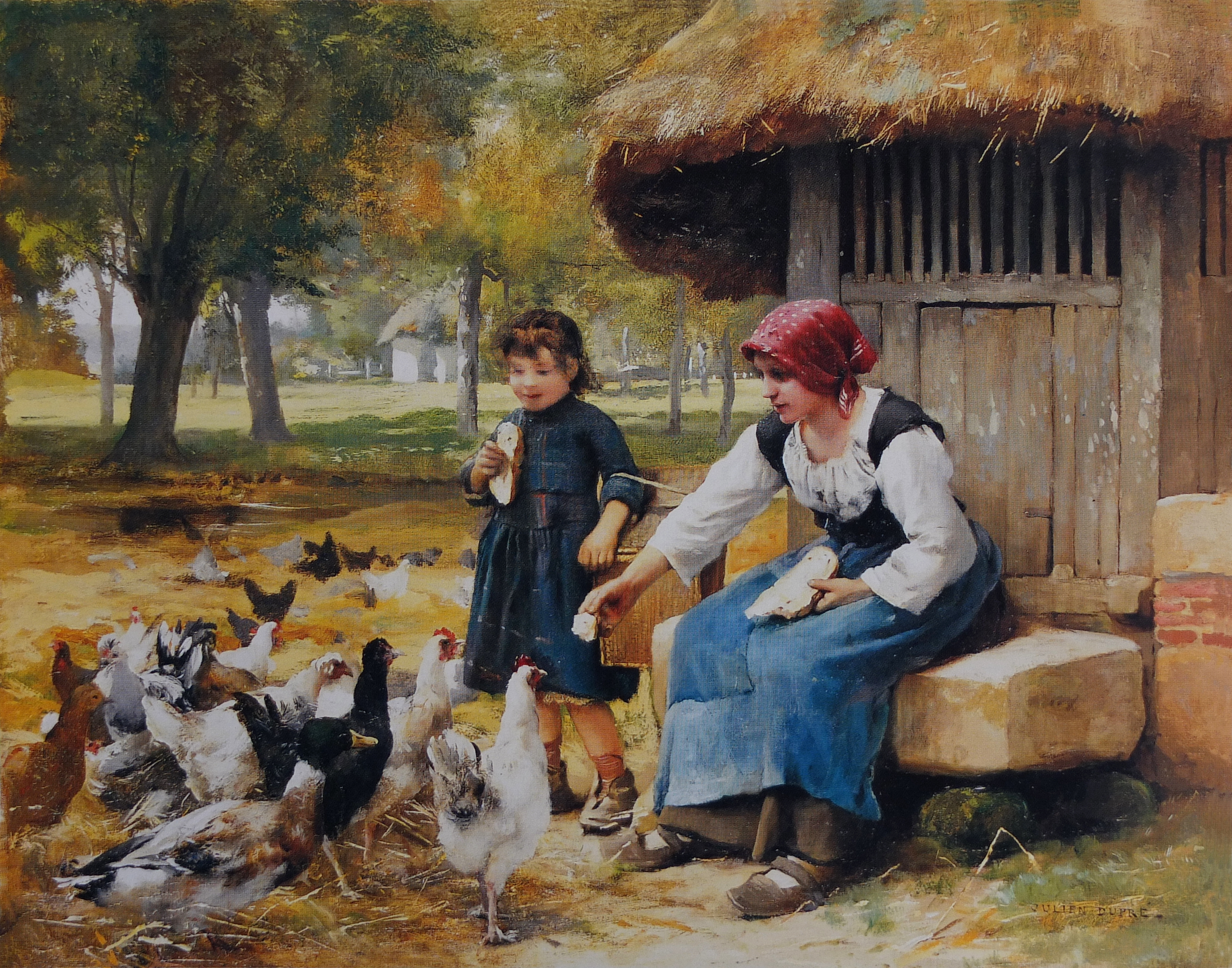
La becquée, par Julien Dupré, vers 1881.
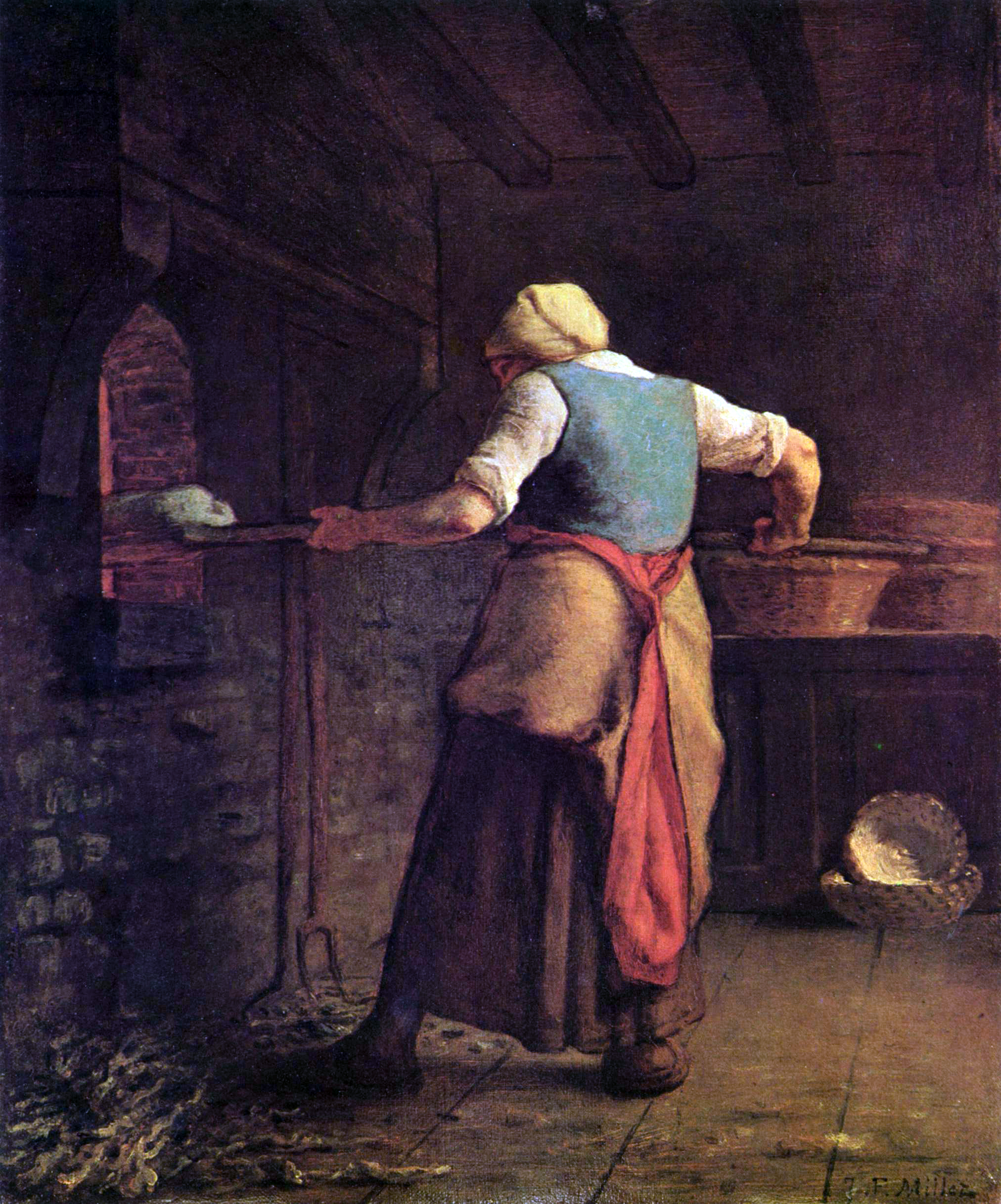
Femme enfournant son pain, par Jean-François Millet, 1854.
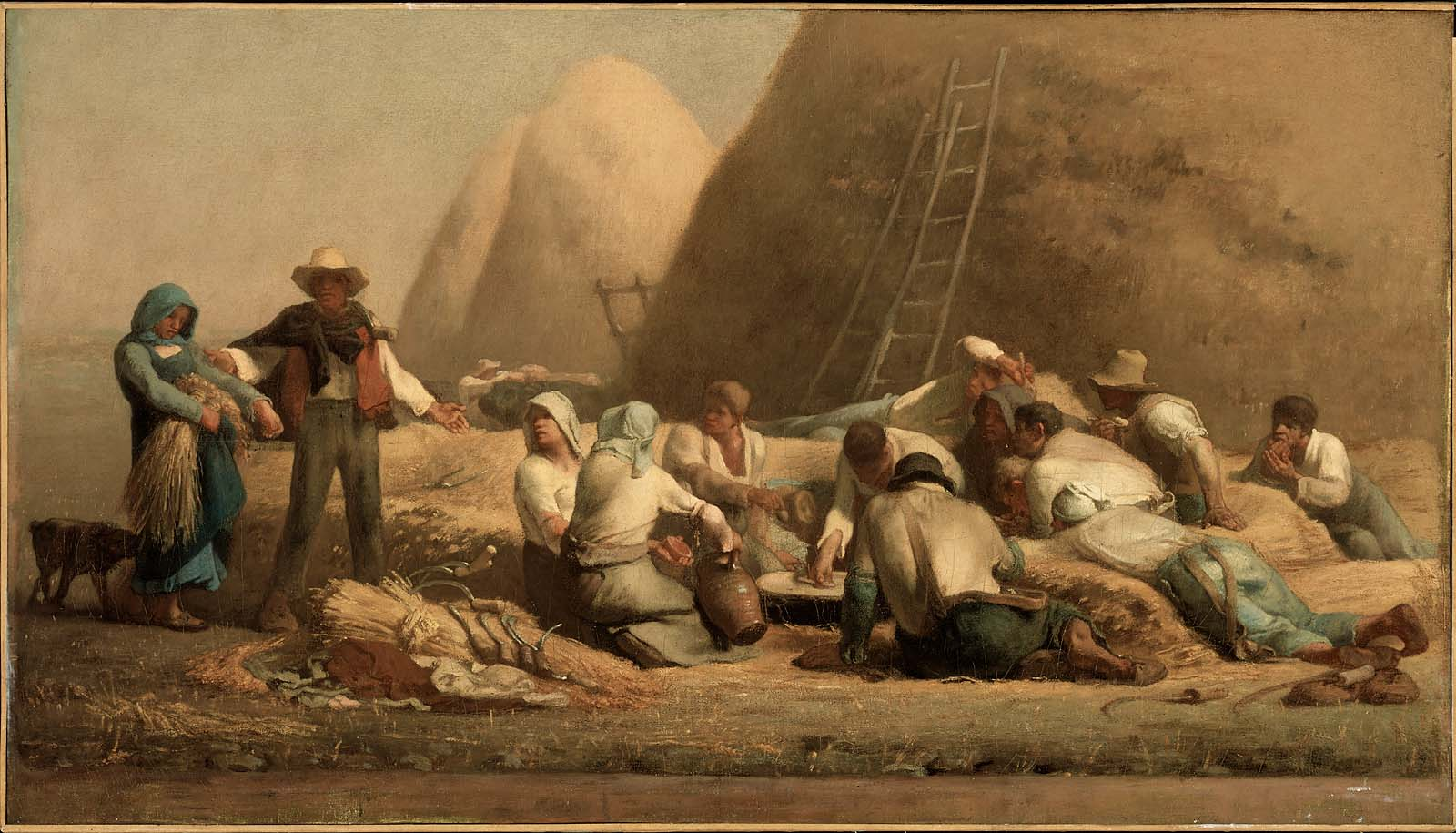
Moissonneurs au repos, par Jean-François Millet, de 1851 à 1853 .
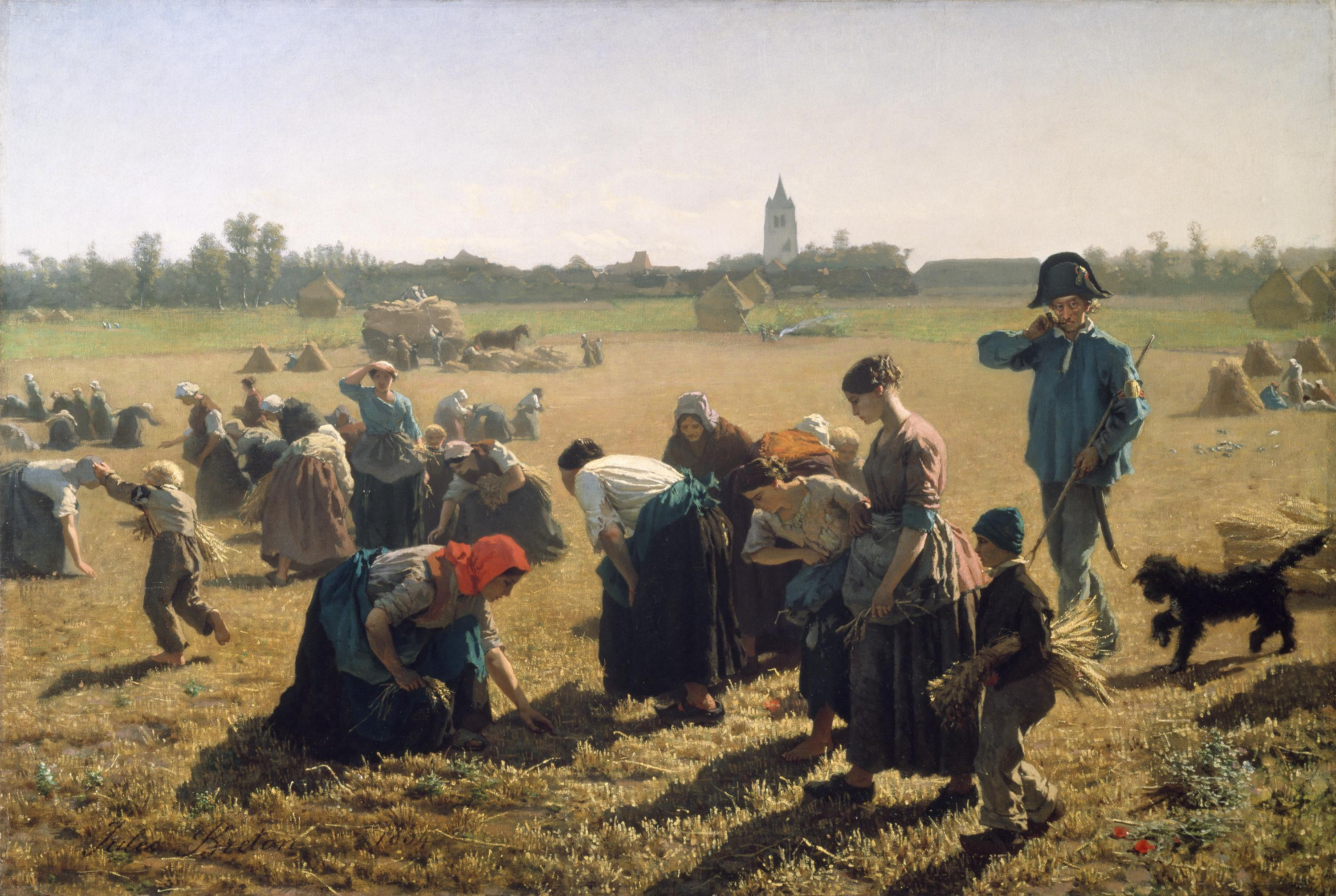
Les glaneuses, par Jules Breton, 1854.
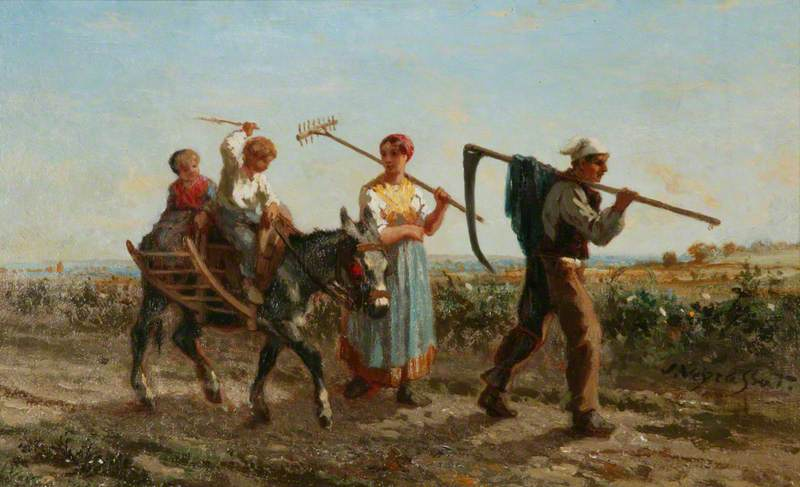
Le retour du travail, par Jules Jacques Veyrassat, avant 1893.
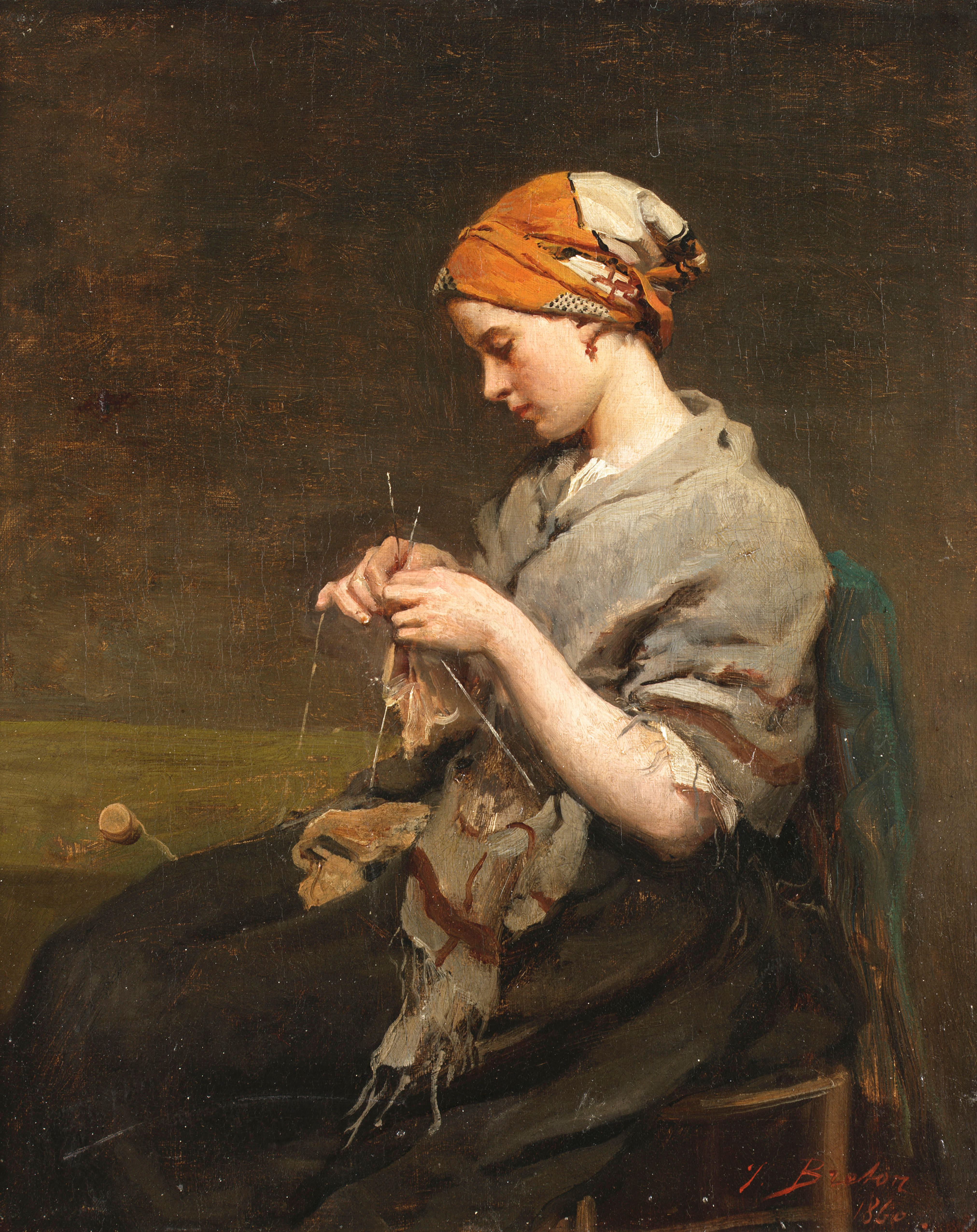
Jeune fille tricotant, version 2, par Jules Breton, 1860.
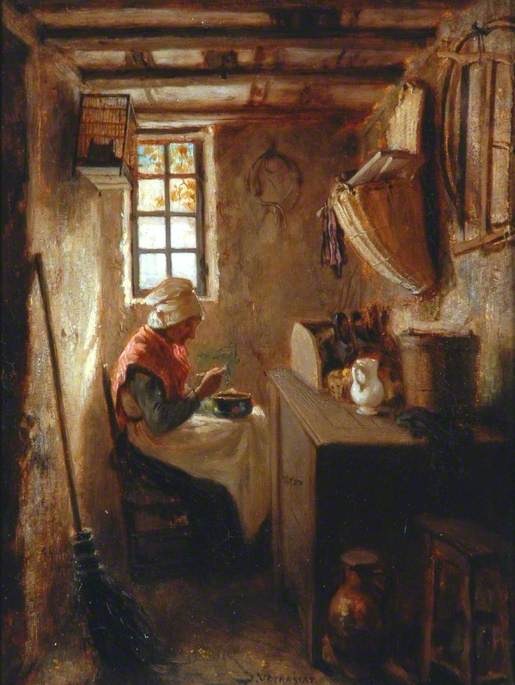
Intérieur avec une vieille femme mangeant de la soupe, par Jules Veyrassat, 1853.
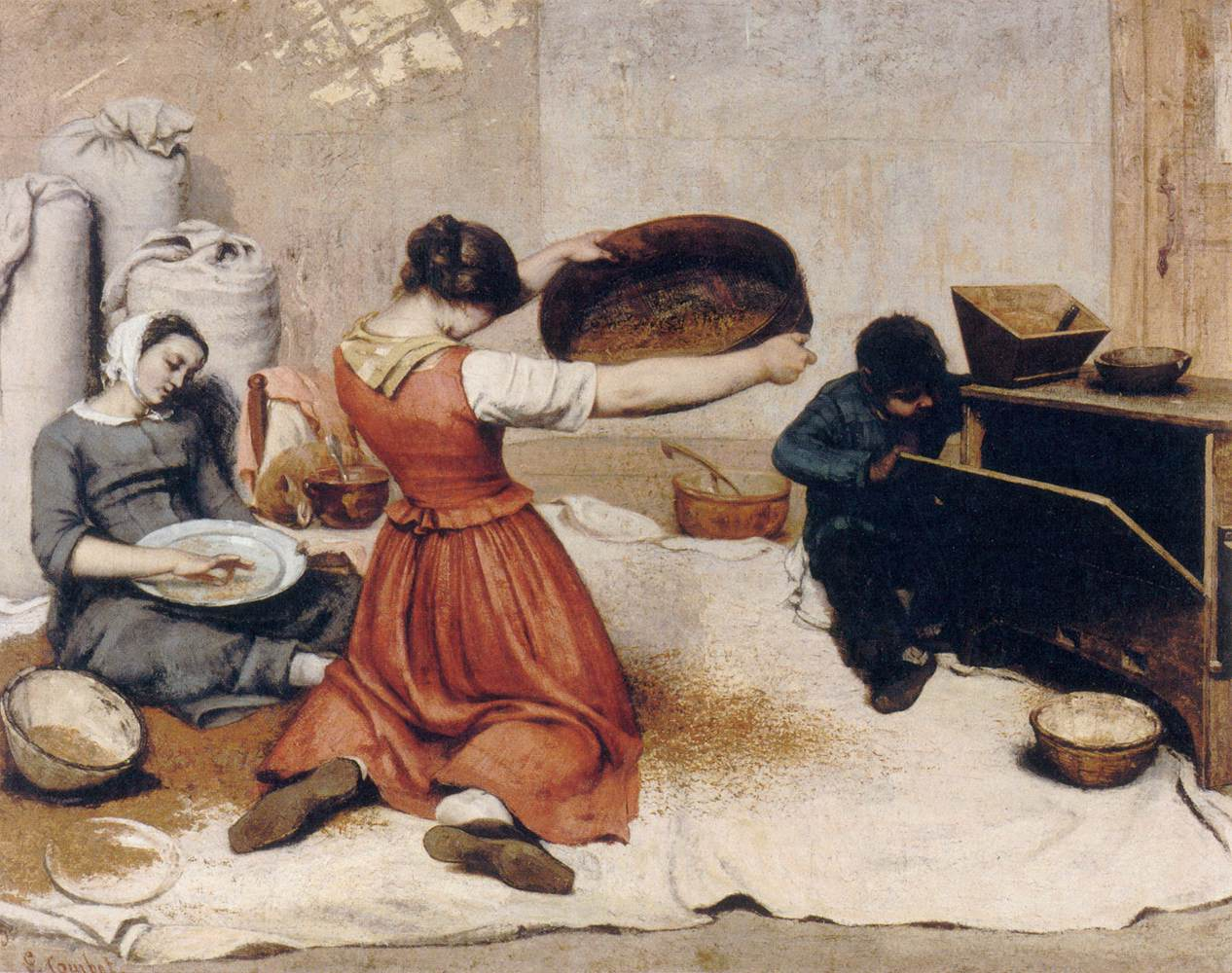
Les cribleuses de blé, par Gustave Courbet, 1854.
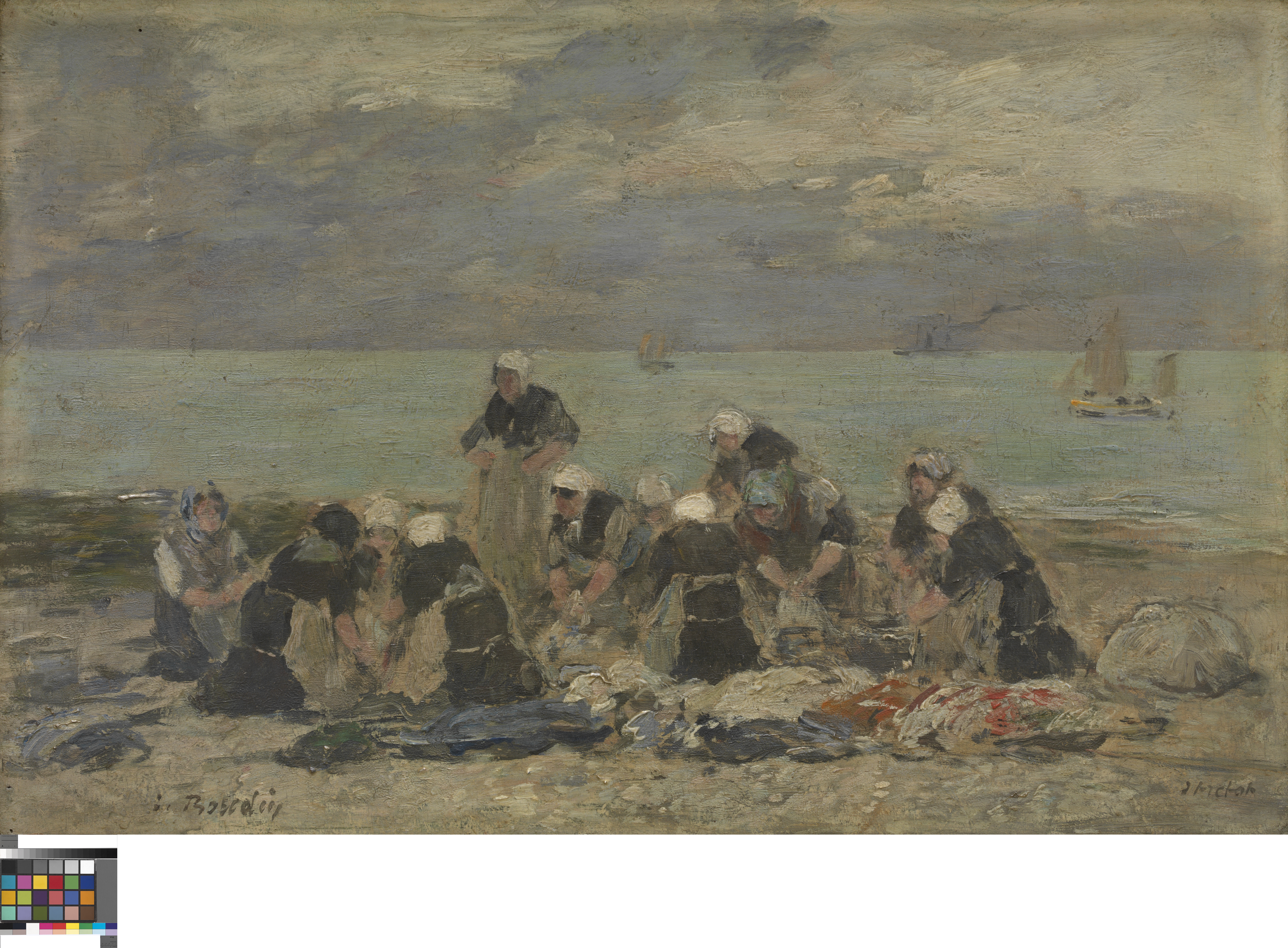
Femmes lavant le linge à Étretat, par Eugène Boudin, vers 1890-1894.

#### Transformations de l'économie liées à la révolution industrielle et mouvements ouvriers

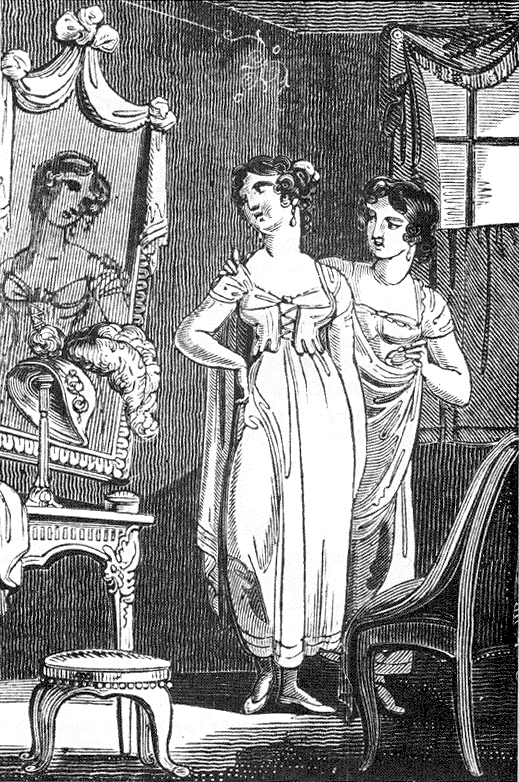
Couturière prenant les mesures d'une dame pour lui confectionner une robe d'après patron. Gravure de mode de 1811.

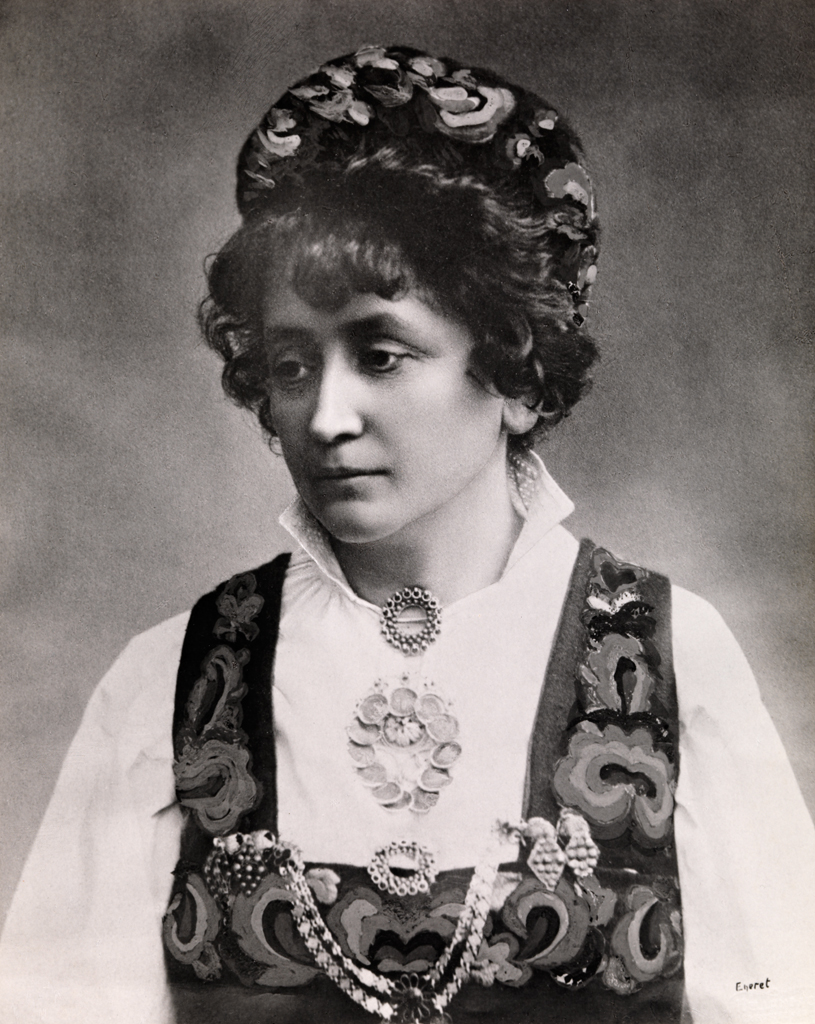
Histoire des femmes en Norvège : portrait de Hulda Garborg, fin XIXe siècle.

Dès le début de la révolution industrielle, les femmes entrent dans les usines, notamment dans le secteur textile, bastion traditionnel de l’emploi féminin. Le travail des ouvrières rencontre cependant une vive opposition de la part du mouvement ouvrier naissant. La mécanisation permet en effet la substitution d’ouvrières peu qualifiées à des emplois qualifiés autrefois exclusivement masculins. Le salaire des femmes, nettement inférieur à celui des hommes, est également une aubaine pour les employeurs. Les premiers syndicalistes dénoncent la concurrence déloyale mais aussi la désorganisation des foyers qu’entraînerait le travail féminin. Les proudhoniens, dominants en France, sont attachés à une répartition sexuée des rôles sociaux qui maintient les femmes au foyer, conception qu’ils partagent avec les économistes de leur temps. Lors du congrès de Genève de l’Association internationale des travailleurs en 1866, le refus du travail des femmes est voté à leur initiative, au motif qu’il constitue un « principe de dégénérescence pour la race et un des agents de démoralisation de la classe capitaliste ».

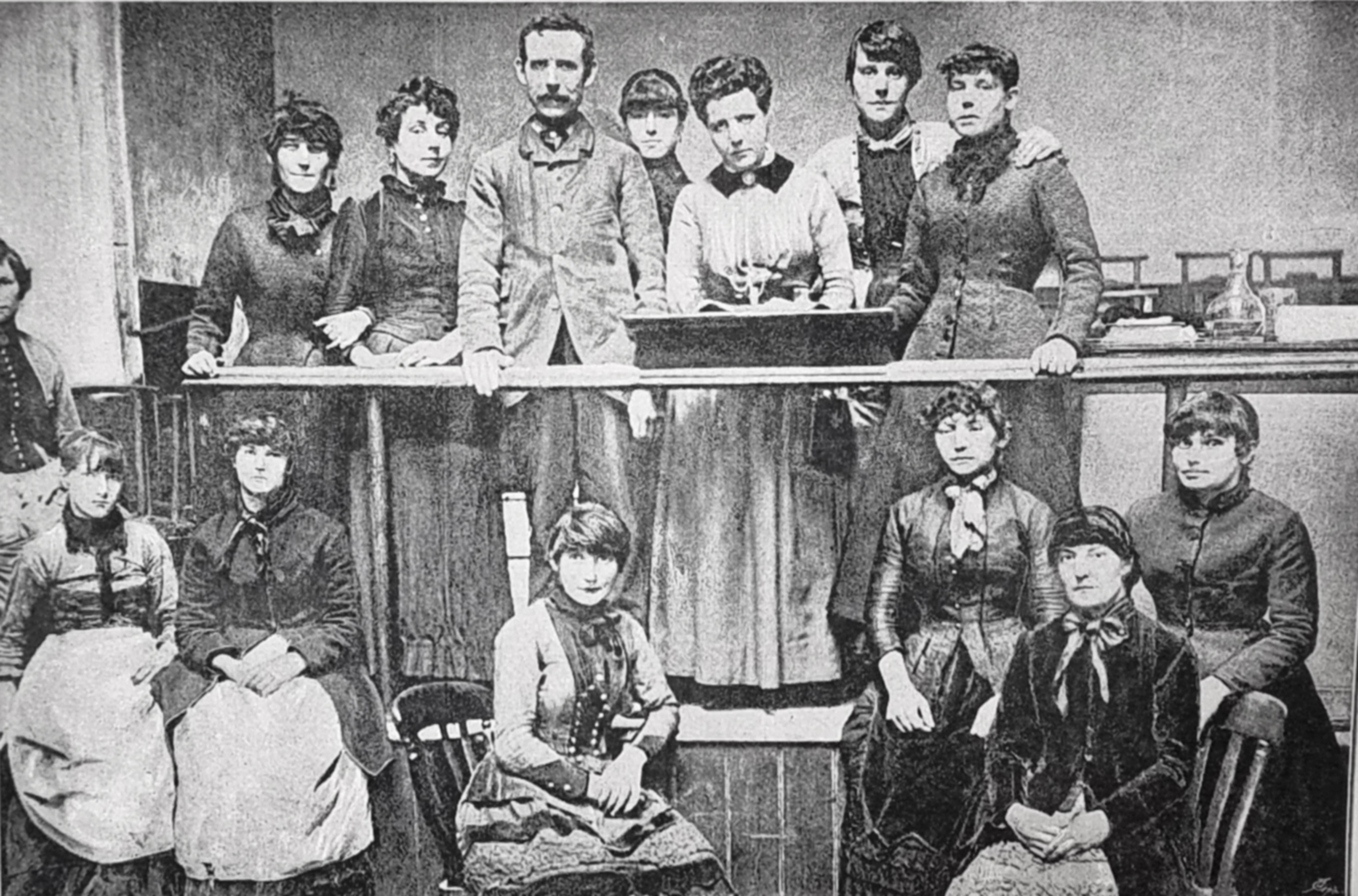
Herbert Burrows et Annie Besant au comité de grève des ouvrières de la manufacture d'allumettes Bryant & May, à Londres, au Royaume-Uni.

Au Royaume-Uni, c'est avec la grève des ouvrières des manufactures d’allumettes à Londres en 1888, avec l'aide d'Annie Besant (1847-1933), qu'a eu lieu le premier conflit social d'ampleur mené par des ouvrières sans qualifications.
Aux États-Unis, le principal syndicat — la Fédération américaine du travail, fondée en 1886 — est hostile au travail des femmes et empêche leur accès à de nombreux métiers. En réaction, les ouvrières new-yorkaises s’organisent de manière autonome au sein de l’International Ladies' Garment Workers' Union. L’arrivée de migrantes juives d’Europe de l’Est, plus politisées, est à l’origine du premier conflit social d’ampleur dans le secteur de la confection avec le soulèvement des 20 000 mené par Clara Lemlich en 1909.
Mais c'est en dehors du syndicalisme que les femmes jouent un rôle important aux États-Unis. Il y existe un militantisme important, en partie dû à un accès plus précoce et plus important à l'éducation qu'en Europe des jeunes filles des classes moyennes. De nombreuses associations de femmes s'organisent au niveau des États ou au niveau national. S'inscrivant au départ dans un mouvement protestant de moralisation de la société (le Troisième Grand réveil), elles prennent part à la fin du XIXe siècle à la réflexion et l'action en faveur de l'interdiction du travail des enfants, la réduction du temps de travail pour les ouvrières, etc. C'est notamment le cas de la Fédération Générale des Clubs de Femmes fondée en 1890[source insuffisante].

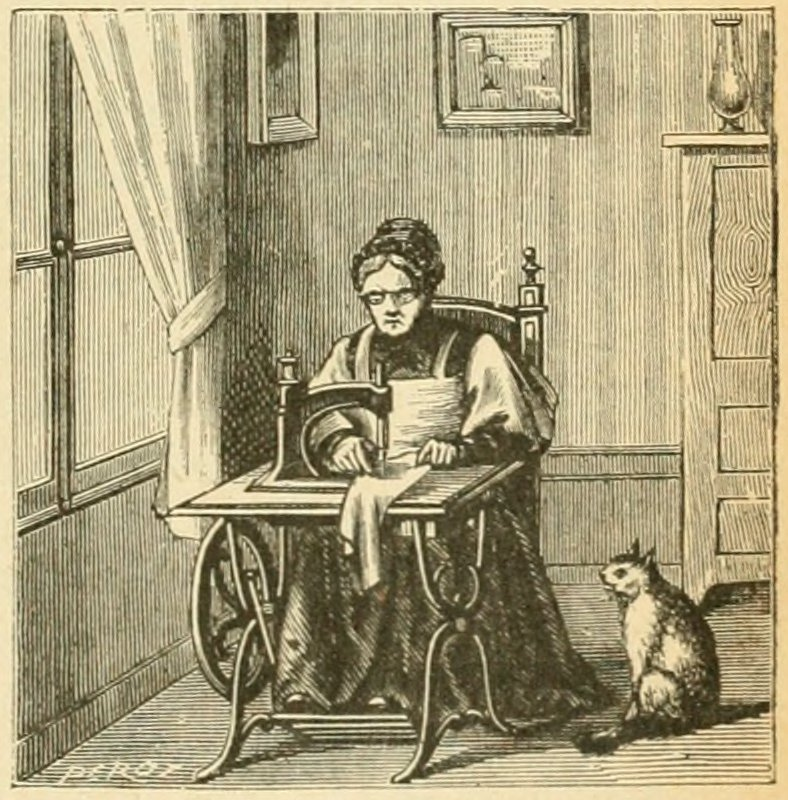
G. Bruno, Le Tour de la France par deux enfants, édition de 1904, p. 37 "La machine à coudre. — Cette machine, si utile et si répandue aujourd’hui, a été inventée il n’y a pas longtemps par l’Américain Elias Howe. On la meut la plupart du temps avec le pied. Elle coud avec rapidité et solidité. Une machine à coudre fait l’ouvrage de deux ouvrières actives."
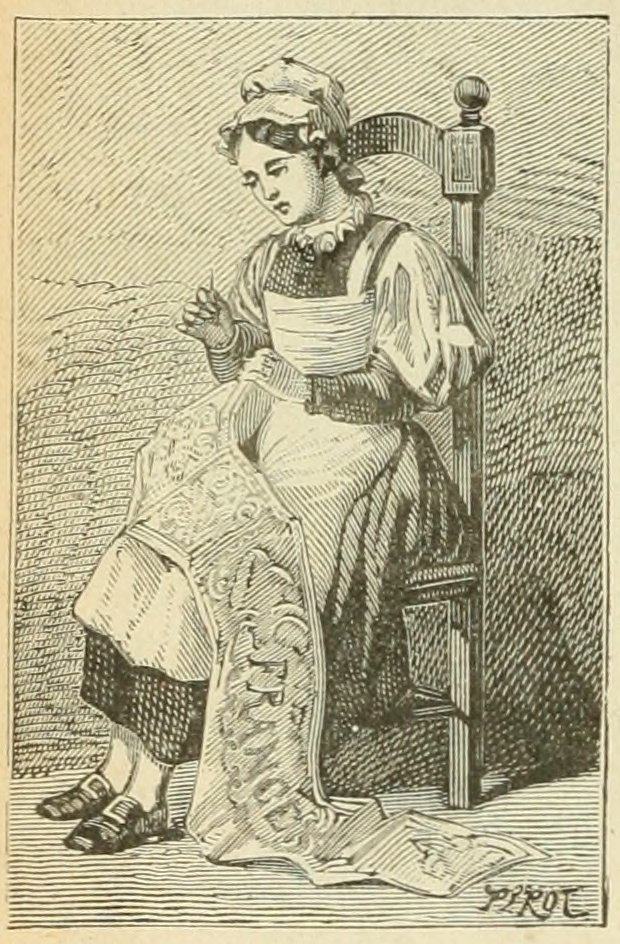
G. Bruno, Le Tour de la France par deux enfants, édition de 1904, p. 54 : "Femme de la Lorraine brodant. (...) Le métier de brodeuse est très fatigant pour la vue ; l’immobilité qu’il exige et la position assise sont également fâcheuses pour la santé. Il serait bon que les brodeuses eussent toutes un second état qui leur permit de temps à autre de se délasser du premier."
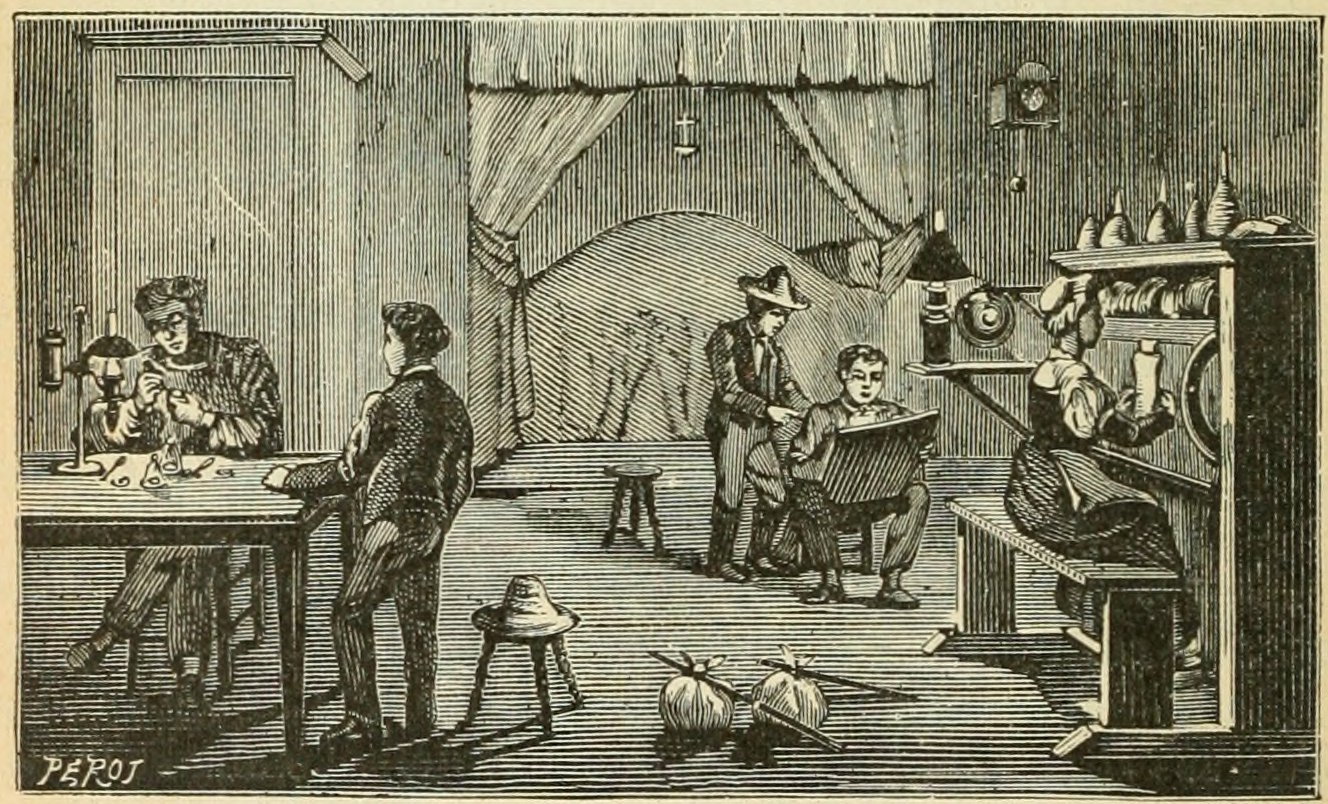
G. Bruno, Le Tour de la France par deux enfants, édition de 1094, p. 82 : "Le travail du soir dans une ferme du Jura. (...) Le métier à bas, auquel travaille la fermière de droite, a été inventé par un Français, un ouvrier serrurier des environs de Caen. Avec ce métier on fabrique bien plus vite qu’avec la main, des bas presque aussi solides."
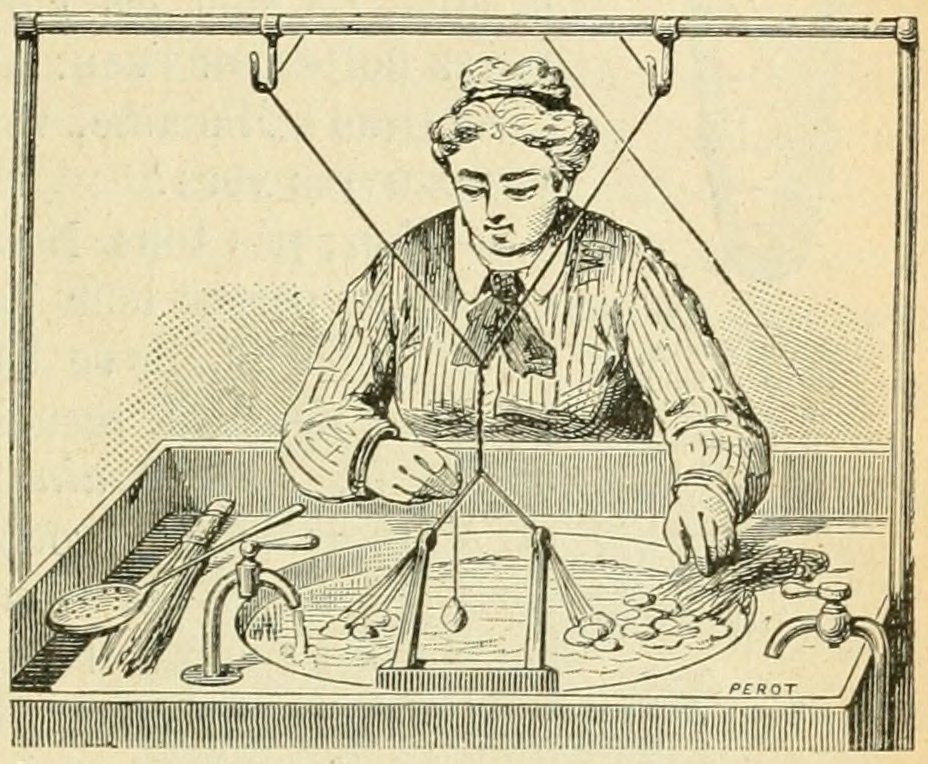
G. Bruno, Le Tour de la France par deux enfants, édition de 1094, p. 167 : "Ouvrière du Dauphiné filant la soie des cocons. (...)"
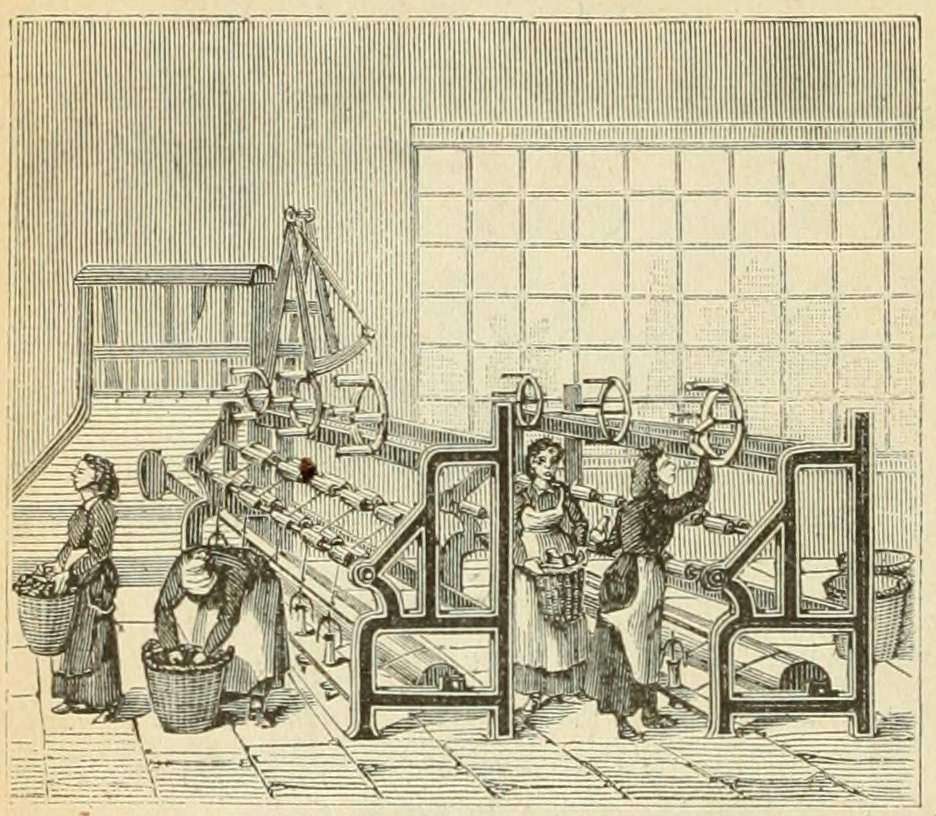
G. Bruno, Le Tour de la France par deux enfants, édition de 1094, p. 266 : "Une filature de lin à Lille. (...)"

#### Activités sportives

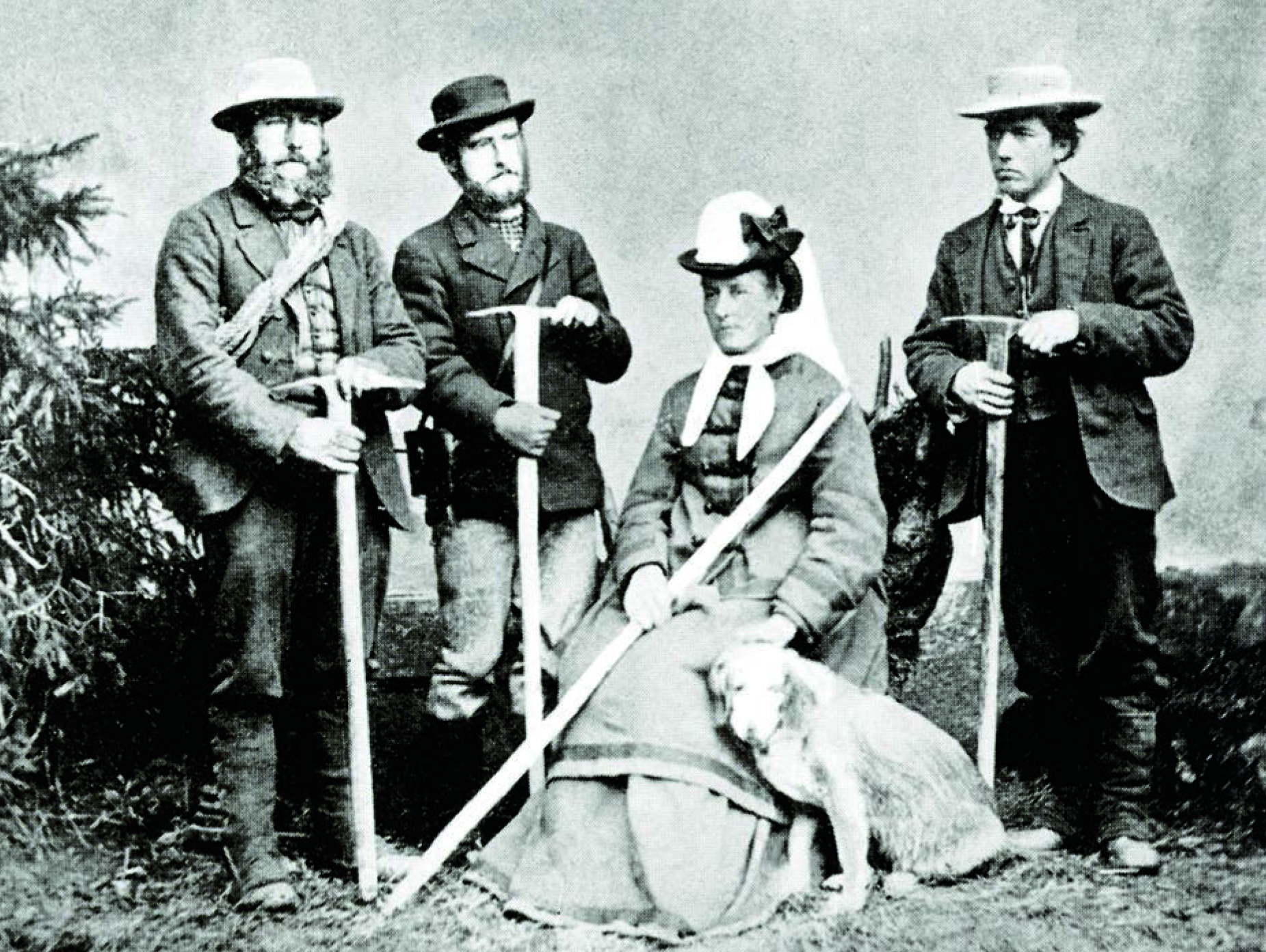
Le guide Christian Almer, son fils Ulrich Almer, l'alpiniste Margaret Claudia Brevoort (1825–1876), le chien Tschingel et William Auguste Coolidge, vers 1874.
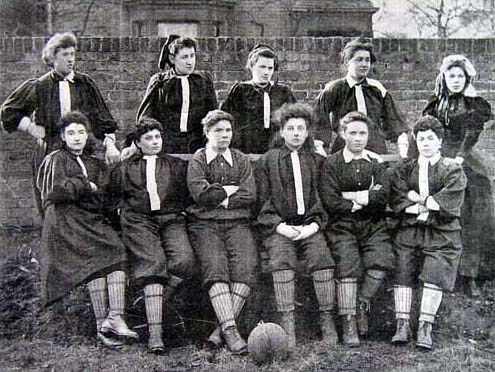
L'équipe de football féminin de North London (Londres Nord), le 23 mars 1895.
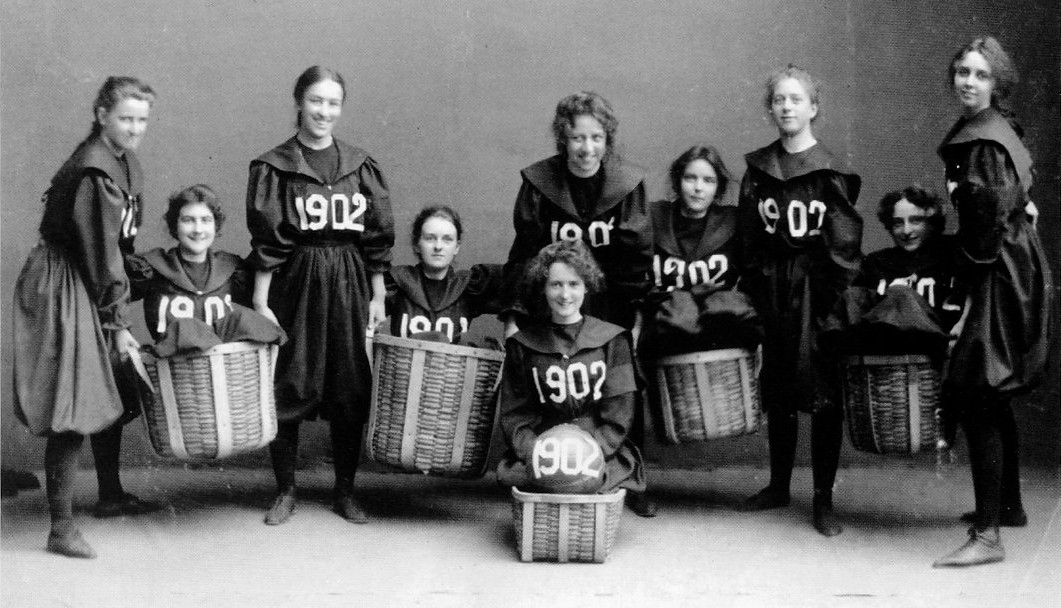
Équipe de basket-ball du Smith College (États-Unis), en 1902.

### En Orient

#### Chine
À partir de 1861, sous la dynastie Qing, la Chine a deux impératrices douairières : Ci'an (1837-1881) et Cixi (1835-1908), cette dernière exerçant le pouvoir réel pendant 47 ans, de 1861 à sa mort.
La condition des femmes s’améliore dans les années 1950, avec notamment la loi sur le mariage datée de juin 1950 qui entend supprimer le modèle patriarcal de la famille, autorise le divorce et établit l’égalité juridique entre hommes et femmes. L’interdiction du bandage des pieds, mesure qui avait été adoptée en 1912, devient réellement effective.
En 2019, la Chine se trouve à la 106e place sur 153 pays dans le classement mondial des inégalités de genre établi par le Forum économique mondial. Entre 2017 et 2019, le pays a reculé de 6 places dans ce classement.

## XXesiècle

### Pays développés

#### Politique

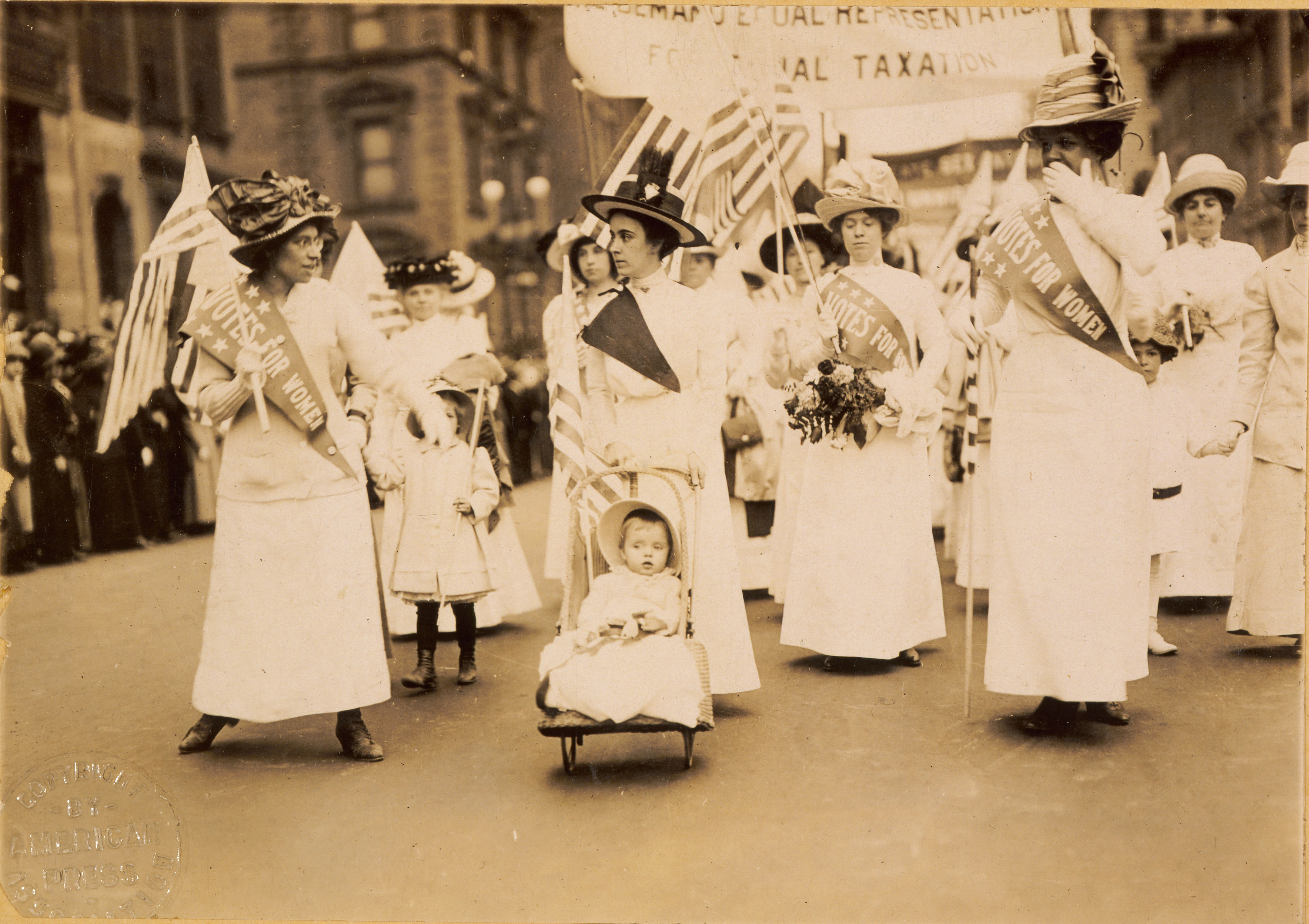
Suffrage parade, New York City, 6 mai 1912.

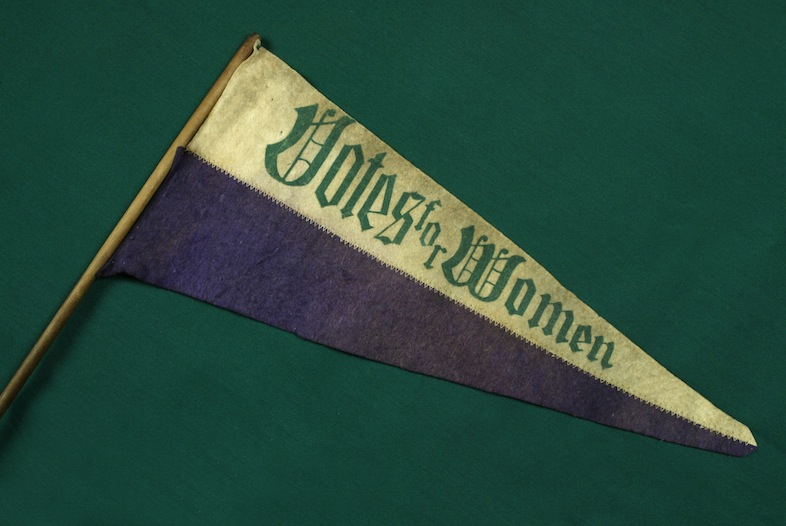
Un fanion « Votes for Women ». Collection permanente du Children's Museum of Indianapolis (États-Unis). Vers 1900.

À la fin du XIXe siècle, en Angleterre, Millicent Garrett Fawcett (1847-1929) fonde un mouvement, en réaction au fait que les femmes de son époque dans son pays n'ont aucun droit, et ce, quelle que soit leur condition sociale. Ce mouvement est donc engagé envers les droits des femmes et notamment le droit de vote. Emmeline Pankhurst (1858-1928) et sa fille créent en 1898 la Women's Social and Political Union, donnant naissance aux suffragettes. Les femmes britanniques obtiennent le droit de vote en 1918.
Aux États-Unis, après des mouvements en faveur des droits des femmes commencés dès le milieu du XIXe siècle, le Dix-neuvième amendement de la Constitution des États-Unis donne le droit de vote aux femmes en 1920 ; l'Indian Citizenship Act donne la citoyenneté américaine aux Amérindiens en 1924, mais certains pays membres de l'union refusent de le respecter jusqu'en 1948, y compris concernant le droit de vote ; ils seront complétés par le Voting Rights Act de 1965.
En France, Léon Blum accorde certes en 1936 quatre secrétariats d'État à des femmes, mais pas le droit de vote. Dans ce pays, alors que les hommes avaient obtenu le droit de vote « universel » en 1848, les femmes ont attendu 1944 pour l'obtenir et 1945 pour l’exercer pour la première fois.

Aux États-Unis, le 1er décembre 1955, Rosa Parks marque l'histoire en refusant de céder sa place dans le bus, ce que la ségrégation raciale imposait jusque-là aux afro-américains dans ce pays ; elle devient un emblème du mouvement des droits civiques. Dans ce même pays, dans les années 1960-1970, naîtra également l'afro-féminisme ou Black feminism, un mouvement féministe interrogeant autant le sexisme que le racisme ; une de ses militantes est Angela Davis. Une autre figure féminine du mouvement des droits civiques est Maya Angelou, également poétesse, écrivaine, actrice et cinéaste.
Ce n'est qu'à partir des environs de 1965 que les femmes font triompher en Occident l'idée de l'égalité des sexes ; certains estiment que la possibilité de maîtriser leur fécondité a représenté de ce point de vue la principale avancée.
La première femme élue à la tête d'un État est Khertek Anchimaa-Toka (1912-2008), présidente du Præsidium, le parlement du Tannou-Touva, qui était un État satellite de la République socialiste fédérative soviétique de Russie (URSS), de 1940 à 1944. Les premières femmes de l'histoire contemporaine à devenir chef de gouvernement d'un pays — sans compter les monarques — sont Sirimavo Bandaranaike, Première ministre du Sri Lanka de 1960 à 1965, de 1970 à 1977 et de 1994 à 2000 ; et Indira Gandhi, Première ministre de l'Inde de 1966 à 1977 puis de 1980 à sa mort en 1984. La première femme au monde à avoir été élue au suffrage universel direct à la tête d'un État est Vigdís Finnbogadóttir, présidente d'Islande entre 1980 et 1996.
Plusieurs femmes ont reçu le Prix Nobel de la Paix, telles Bertha von Suttner dès 1905, Jane Addams en 1931, Emily Greene Balch en 1946, Betty Williams et Mairead Corrigan en 1976, Mère Teresa en 1979, Alva Reimer Myrdal en 1982, Aung San Suu Kyi en 1991, Rigoberta Menchú en 1992, Jody Williams en 1997, Shirin Ebadi en 2003, Wangari Muta Maathai en 2004, Ellen Johnson Sirleaf, Leymah Gbowee et Tawakkol Karman en 2011, Malala Yousafzai en 2014.

#### Guerres mondiales
La participation des femmes dans l'effort lié à la guerre totale que s'imposent les puissances belligérantes fera évoluer de manière induite les droits des femmes ; l'histoire des femmes dans la guerre évolue, certaines deviennent combattantes dans les armées régulières ou dans la Résistance. Sans en faire des soldats, d'autres nations telles le Royaume-Uni les incorporent en tant qu'auxiliaires féminines. Les États-Unis mettent fin pour six ans à la perspective de la femme au foyer en employant 6 millions de concitoyennes dans les industries d'armement du Victory Program ; « l'arsenal des démocraties », selon la formule de Franklin Delano Roosevelt : le président l'a dit, elles l'ont fait.
Notamment pendant le déroulement de la Seconde Guerre mondiale, où l'auteur anonyme du récit Une femme à Berlin émet l'idée que les grands perdants dans cette guerre sont les hommes, annonçant l'avènement ultérieur d'une libération sexuelle. À la libération, les femmes n'ont pas été épargnées puisque le phénomène collectif et revanchard des Femmes tondues a été observé.

Première guerre mondiale
Femmes travaillant dans une usine de masques à gaz à Genève en Suisse, 1914-1918.
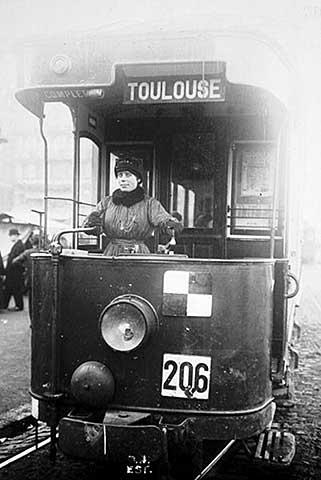
Une conductrice de tramway à Toulouse (France) durant la première guerre mondiale (1914-1918).
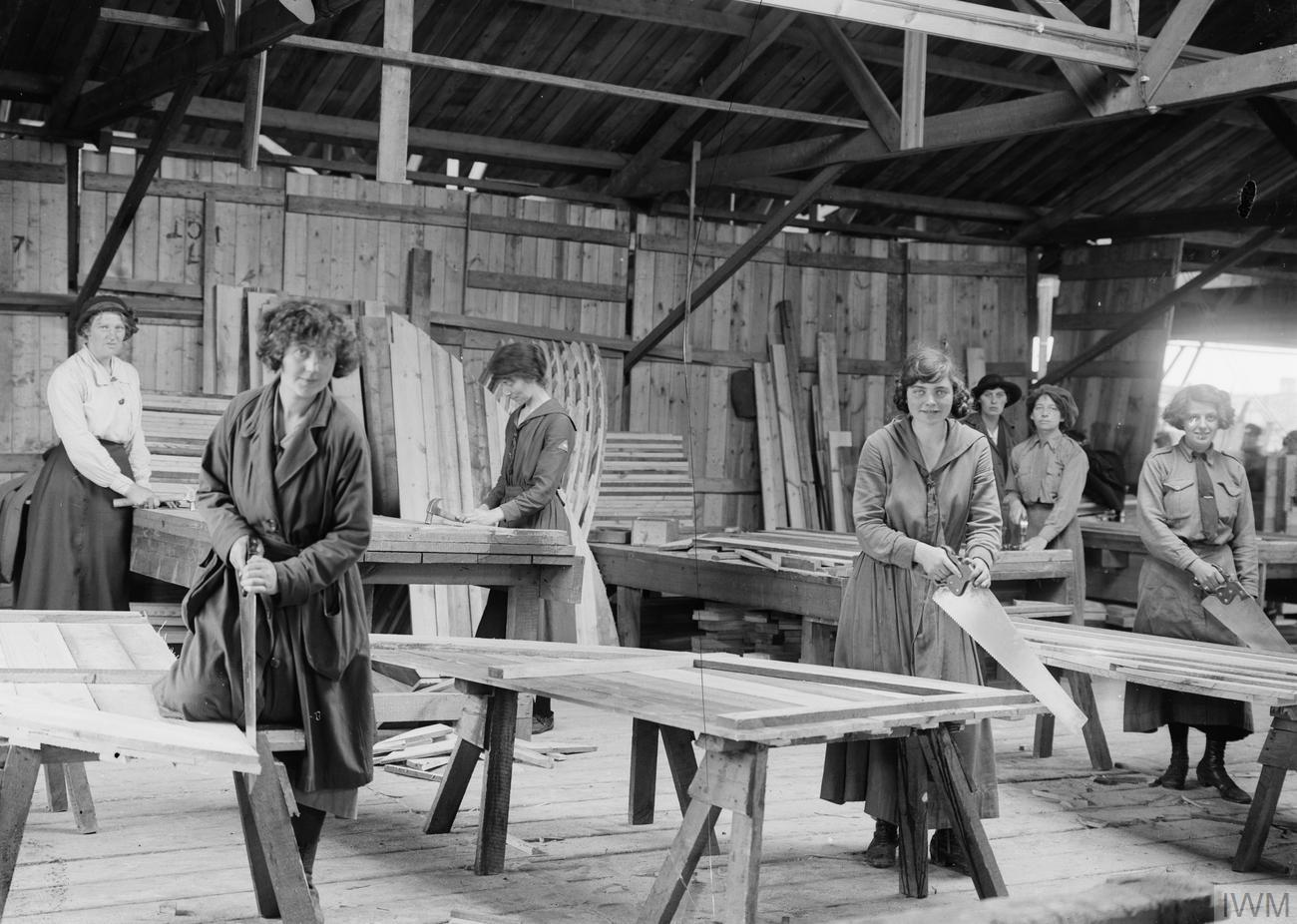
Atelier de charpente près de Calais (France), 30 juin 1917, par Ernest Brooks. Ministry of Information First World War Official Collection (Royaume-Uni).

Seconde guerre mondiale
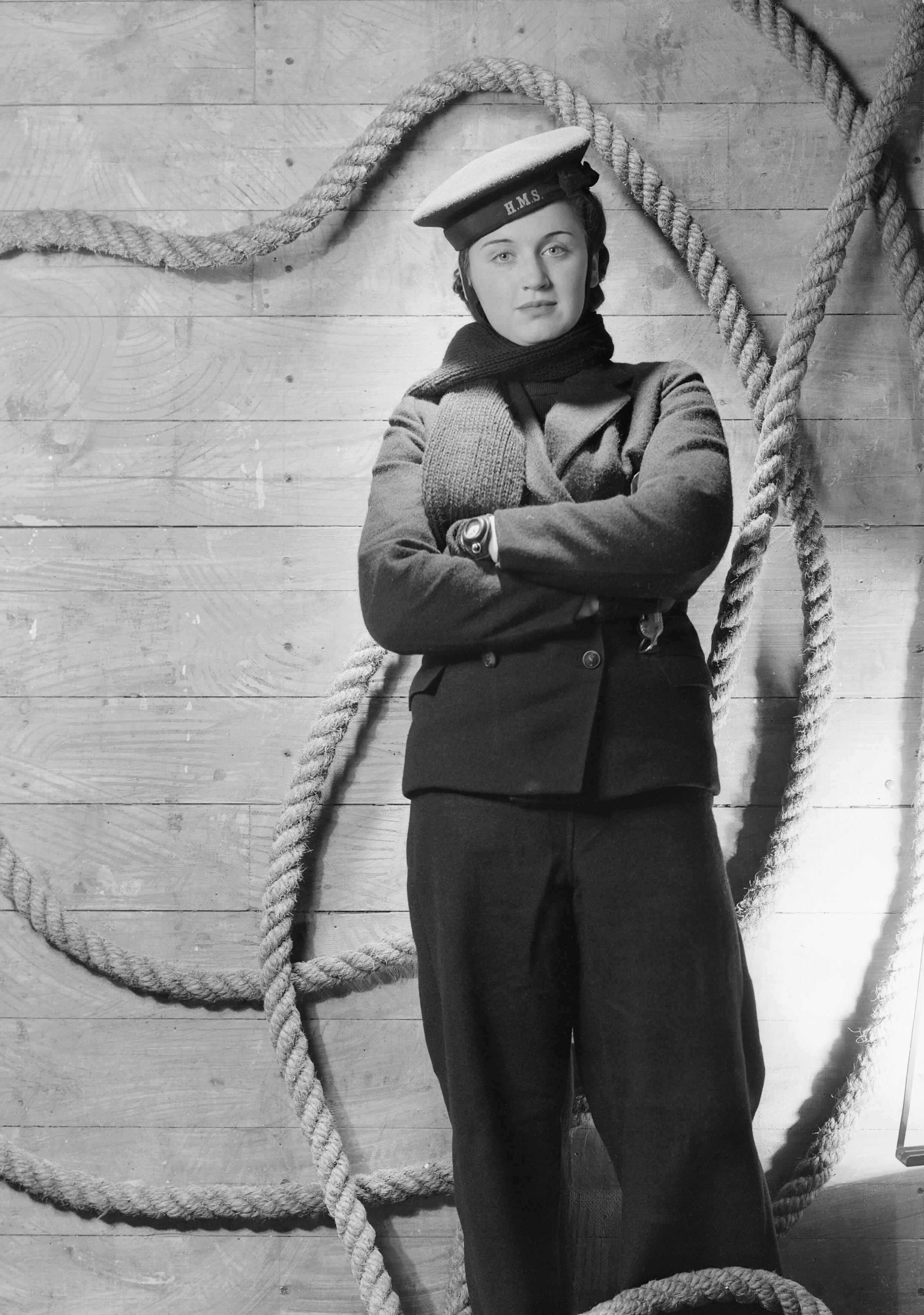
Un uniforme du Women's Royal Navy Service du Royaume-Uni, novembre 1942.
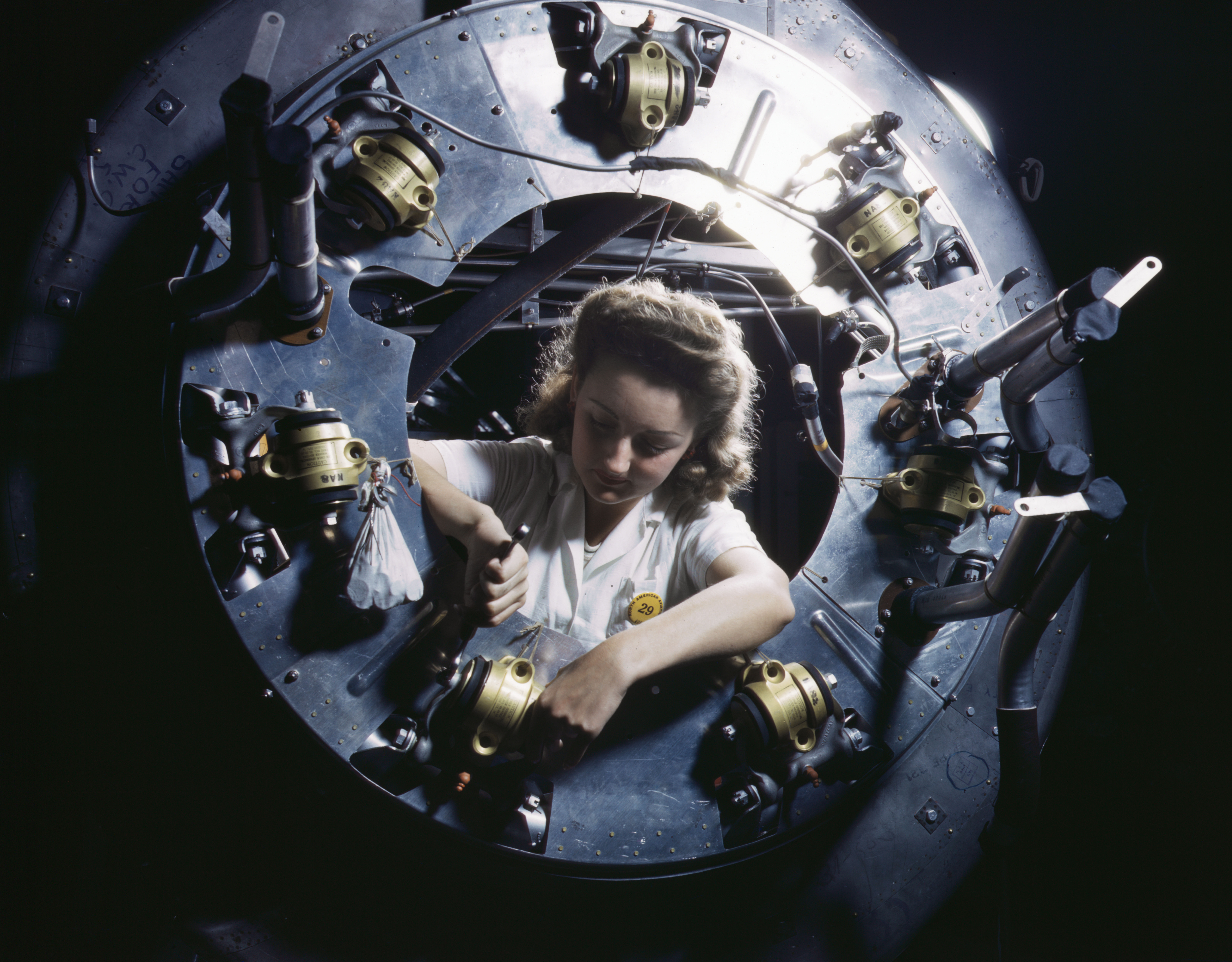
Le Victory Program : ouvrière travaillant sur un moteur de bombardier B-25 Billy Mitchell ; département motorisation, North American Aviation, Inc. (octobre 1942).
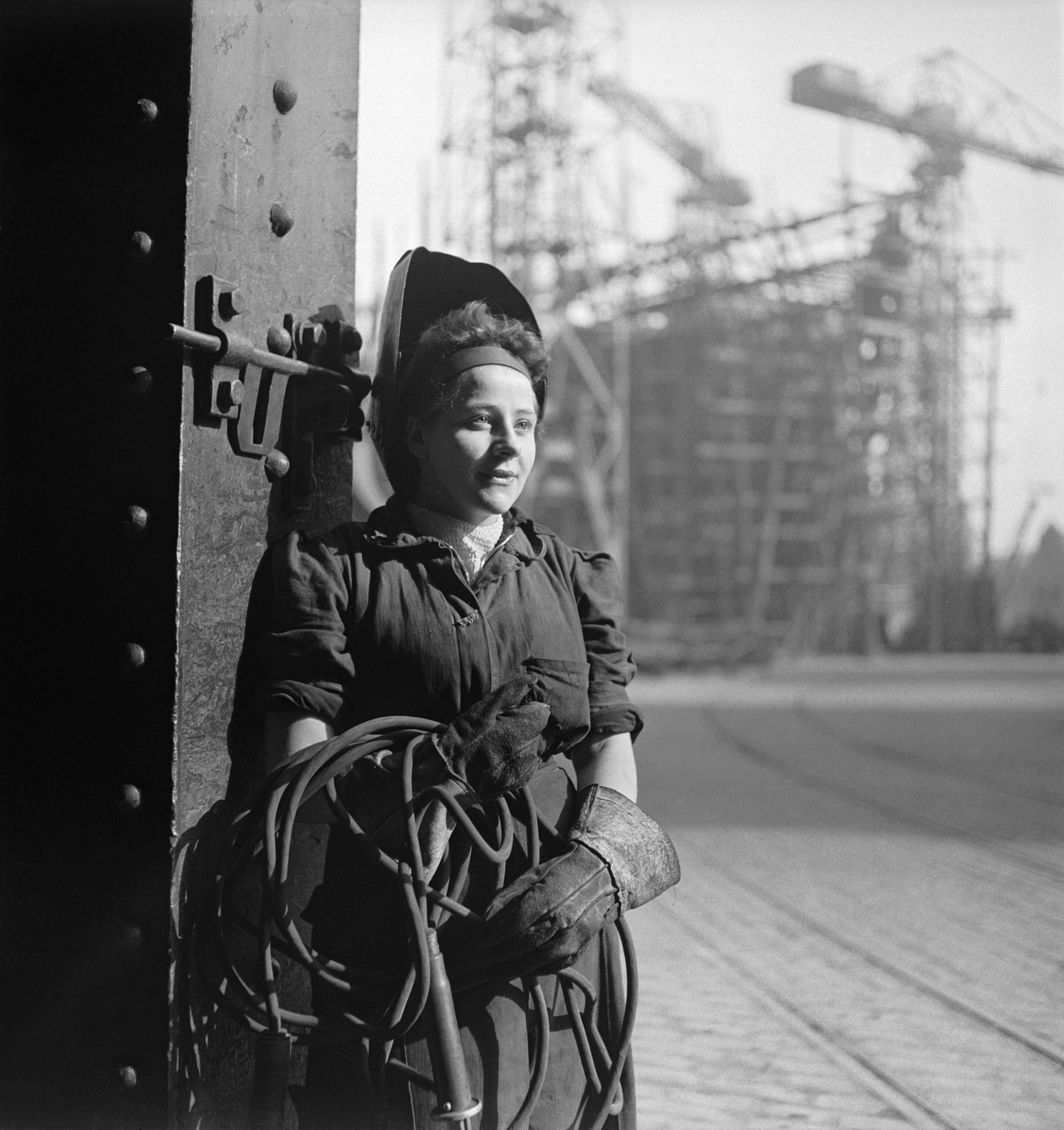
Une soudeuse sur un chantier naval, au Royaume-Uni, en 1943. En arrière-plan : un navire en construction.
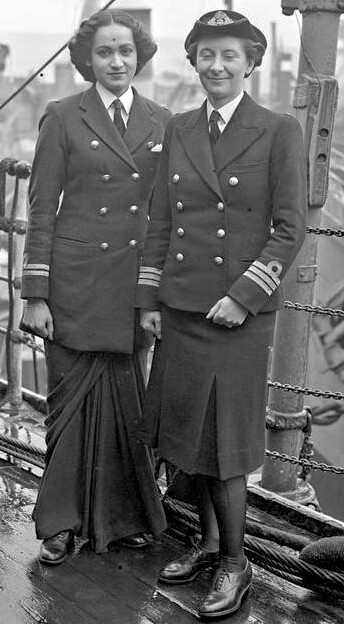
Officier en second Kalyani Sen et Officier en chef Margaret Cooper, Women’s Royal Indian Naval Service (WRINS), 3 juin 1945.
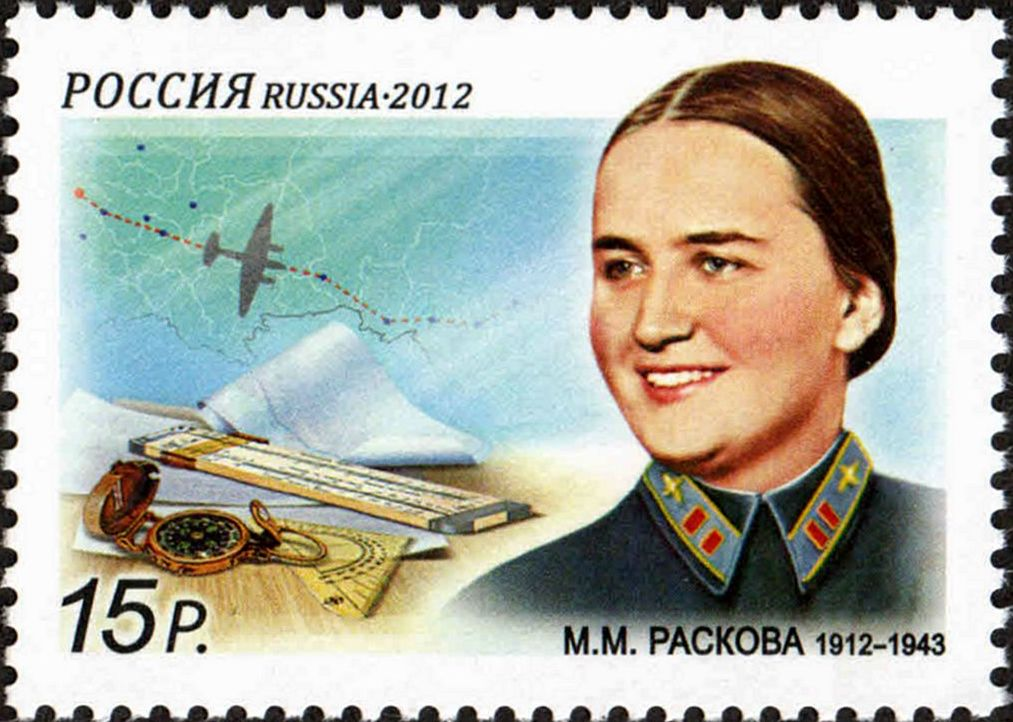
Timbre russe de 2012 représentant la célèbre pilote soviétique de la seconde guerre mondiale Marina Raskova.

#### Économie
Au début du XXe siècle, en France, Augusta Moll-Weiss, directrice de l'école des Mères, ou Paulette Bernège appliquent les principes scientifiques à l'étude des arts ménagers.

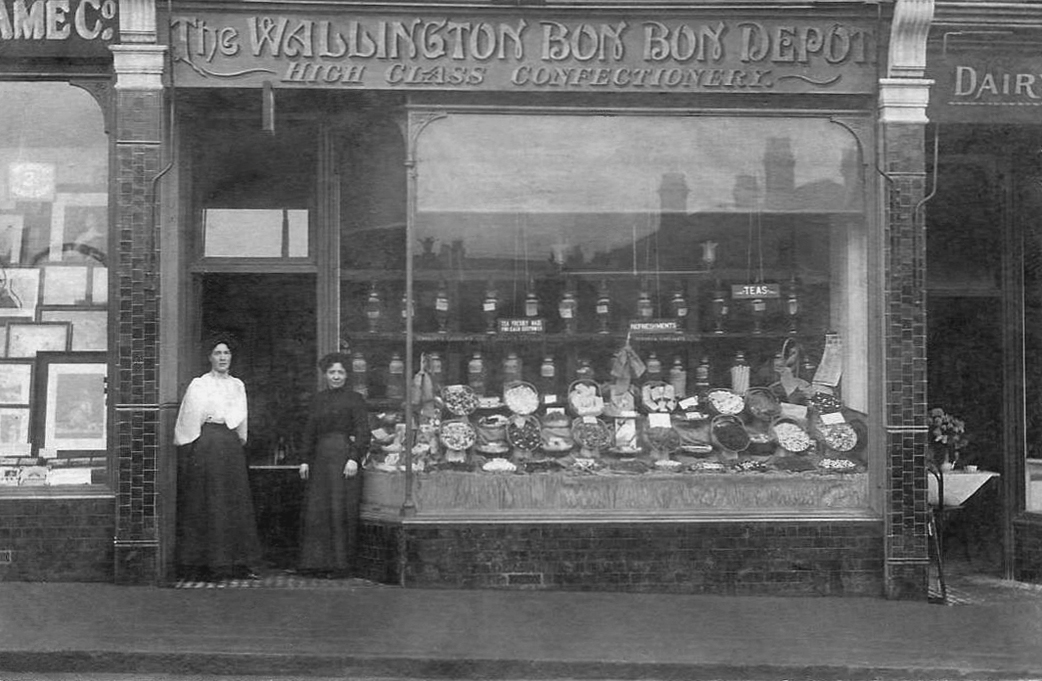
Boutique de confiserie, Spalding (Royaume-Uni), avant 1907.
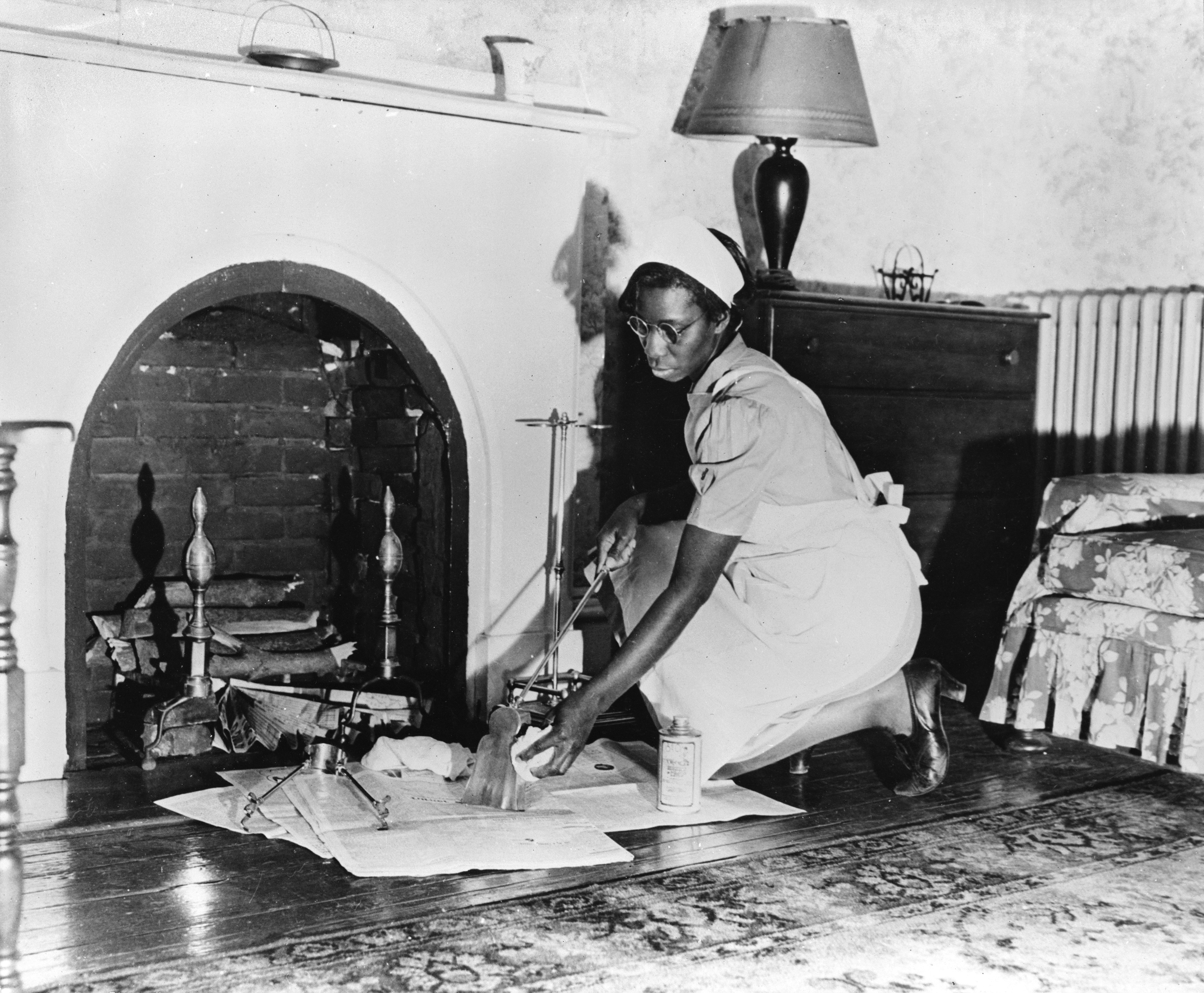
Une bonne, États-Unis, vers 1942.
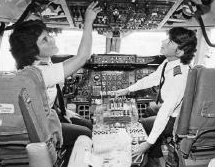
Les pilotes Beverly Burns et Lynn Rippelmeyer dans la cabine de pilotage d'un avion Boeing 737, en 1982.

Depuis le début des années 1970, le nombre des femmes actives a augmenté de plus de trois millions en France, mais D. Kergoat note que, de 1962 à 1992, ouvriers et ouvrières ont vu leur qualification suivre des mouvements inverses. Les classifications supérieures se masculinisent, les catégories d'ouvriers non qualifiés se féminisent encore davantage. Dans les autres domaines d'activité, cependant, le meilleur niveau de formation initiale va de pair avec l'accès aux postes d'encadrement et de commandement, tout spécialement en Île-de-France.
À la fin de ce siècle, dans les pays développés, les femmes sont plus diplômées que les hommes (en 1996, on compte en France 1 133 900 étudiantes pour 928 000 étudiants), sans que les disparités entre femmes et hommes ne disparaissent, tant en ce qui concerne les filières d'études que la vie professionnelle et le niveau des salaires.

#### Mœurs

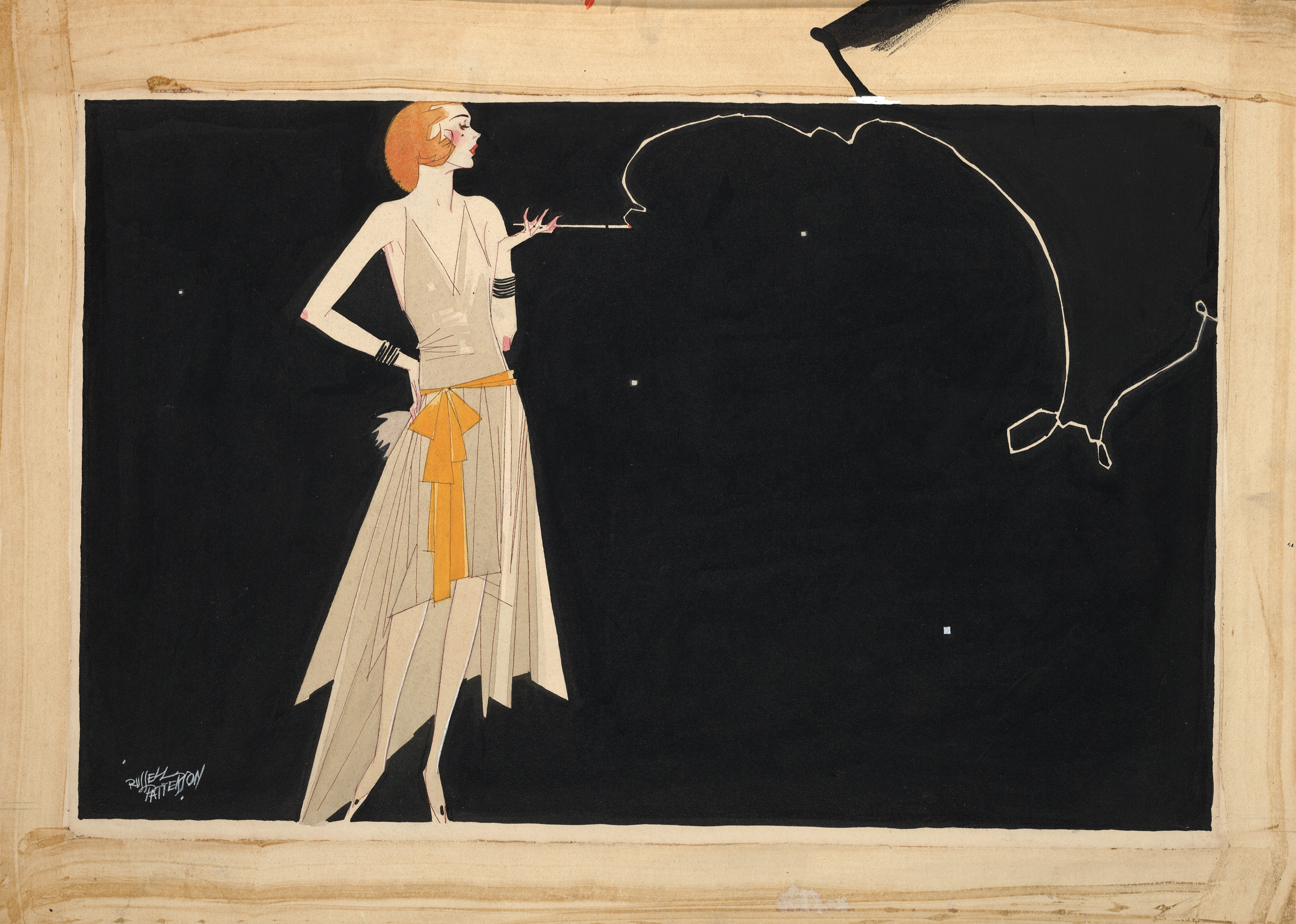
Une garçonne des années 1920 : Where there's smoke there's fire (Il n'y a pas de fumée sans feu) par Russell Patterson.

Si certaines féministes entendent dissocier radicalement la révolution des mœurs impulsée par la lutte des femmes à partir des années soixante-cinq de la « révolution sexuelle », il y a, plus généralement, convergence de l'individualisme et du féminisme.

#### Femmes en sciences
Des femmes scientifiques influentes du début du XXe siècle sont la physicienne et chimiste Marie Curie, la physicienne Lise Meitner et la mathématicienne Emmy Noether. Symbole de reconnaissance, Marie Curie est la première femme à recevoir le prix Nobel de physique, dès 1903, puis elle reçoit un Prix Nobel de chimie en 1911. La seule autre femme scientifique du XXe siècle à avoir reçu un Prix Nobel de physique est Maria Goeppert-Mayer en 1963. Parmi les femmes scientifiques remarquables, on peut citer Sophie Kowalevski, mathématicienne russe qui fut la première femme à obtenir le grade de docteur en mathématiques en 1874, à l'université de Göttingen. On lui doit un théorème. Elle avait notamment étudié avec Karl Weierstrass, qui la considérait comme sa meilleure élève.

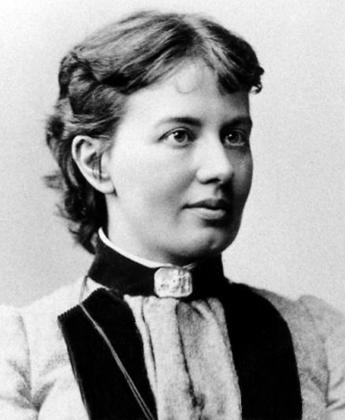
Sophie Kovalevskaïa ou Kowalevsky, 1880
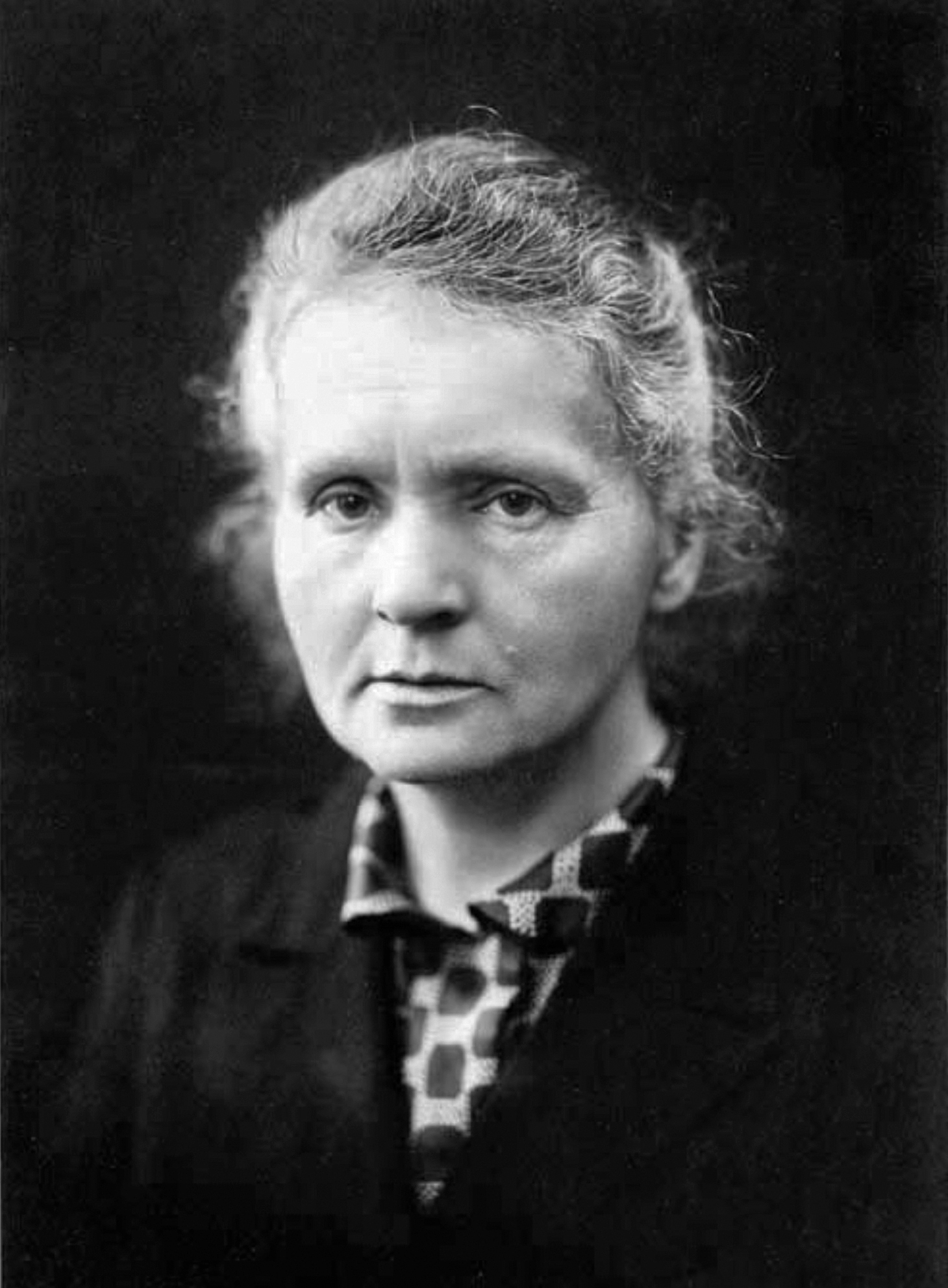
Marie Curie, vers 1920.
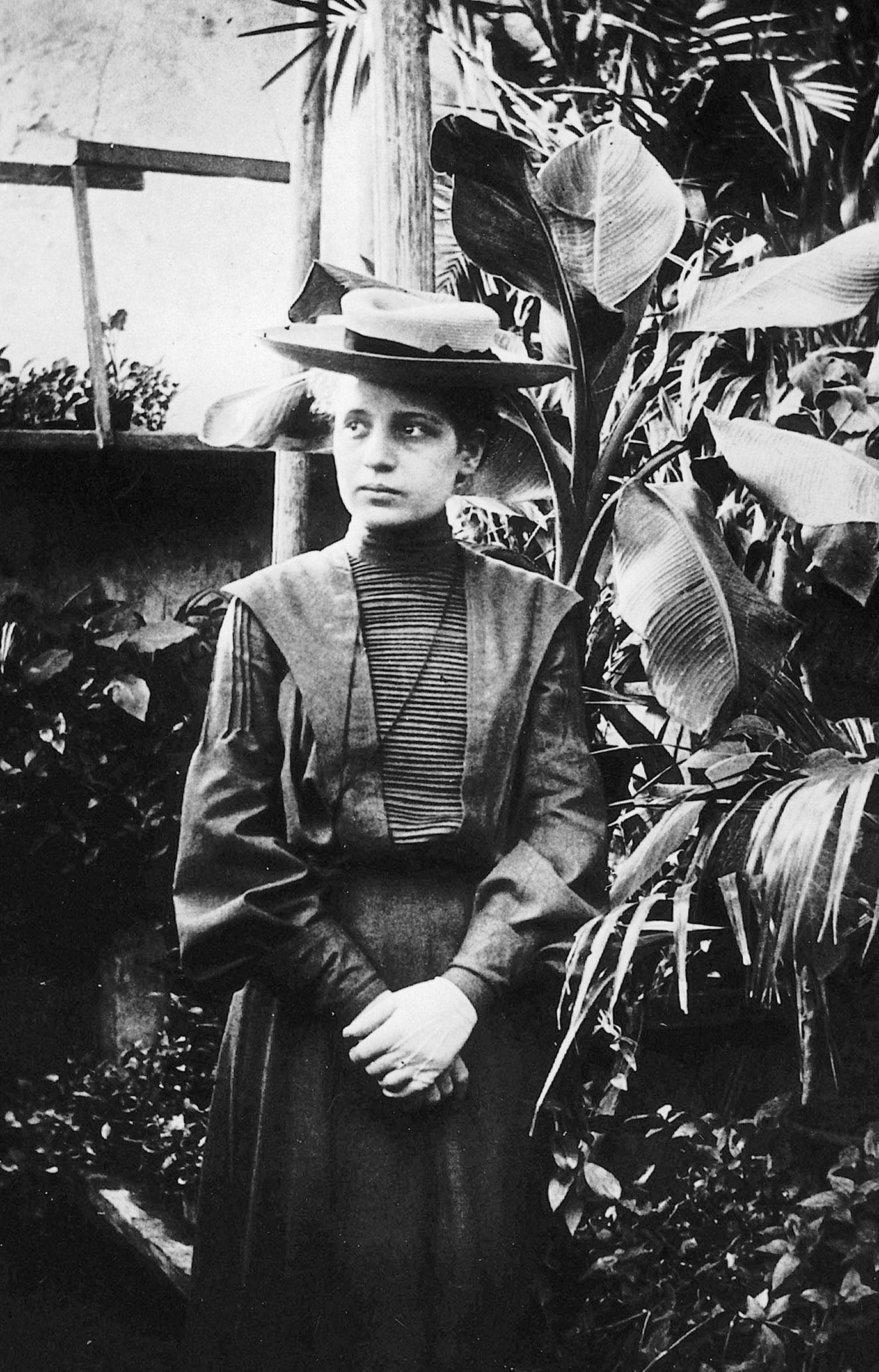
Lise Meitner, en 1906.
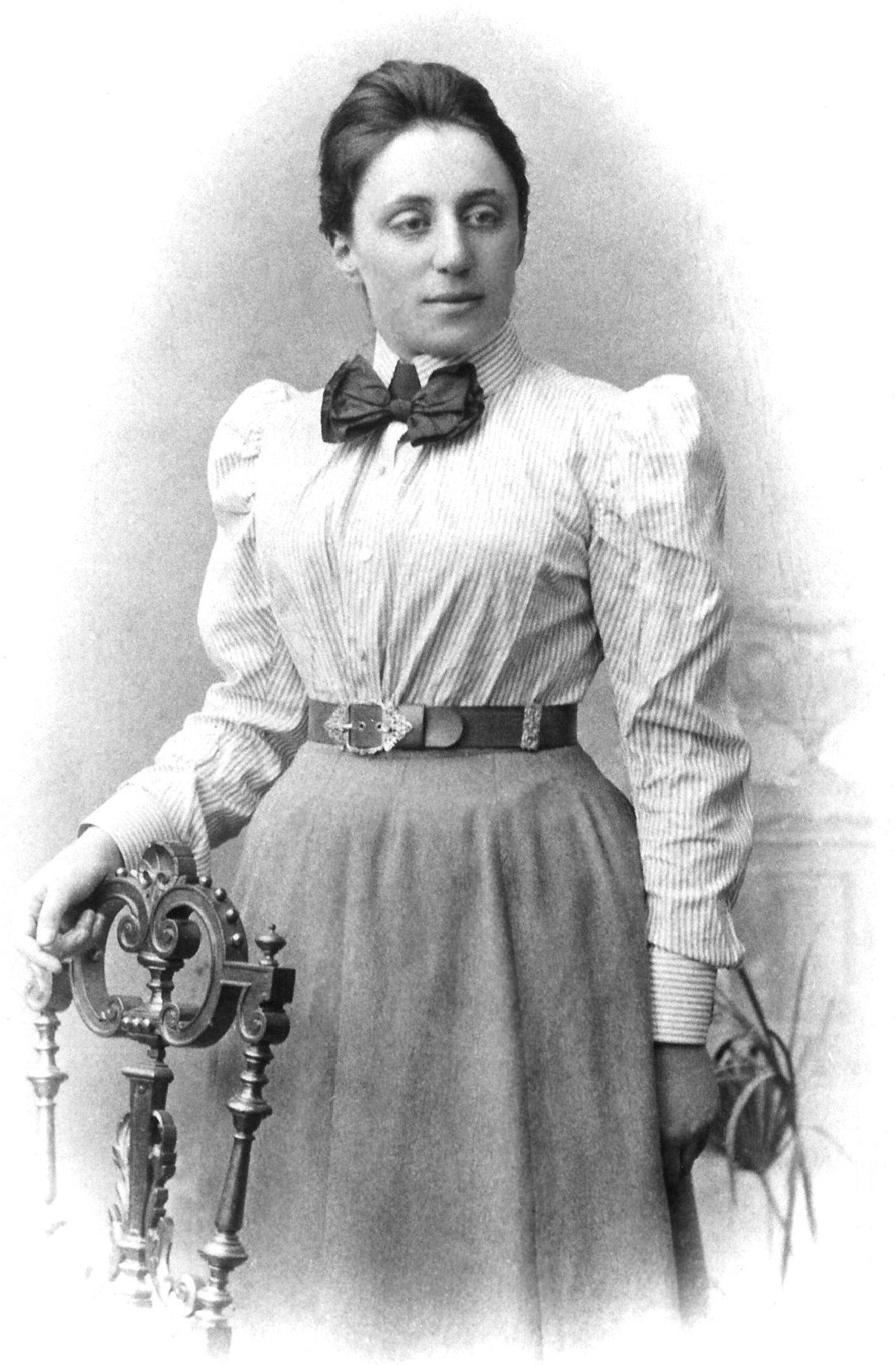
Emmy Noether, avant 1910.
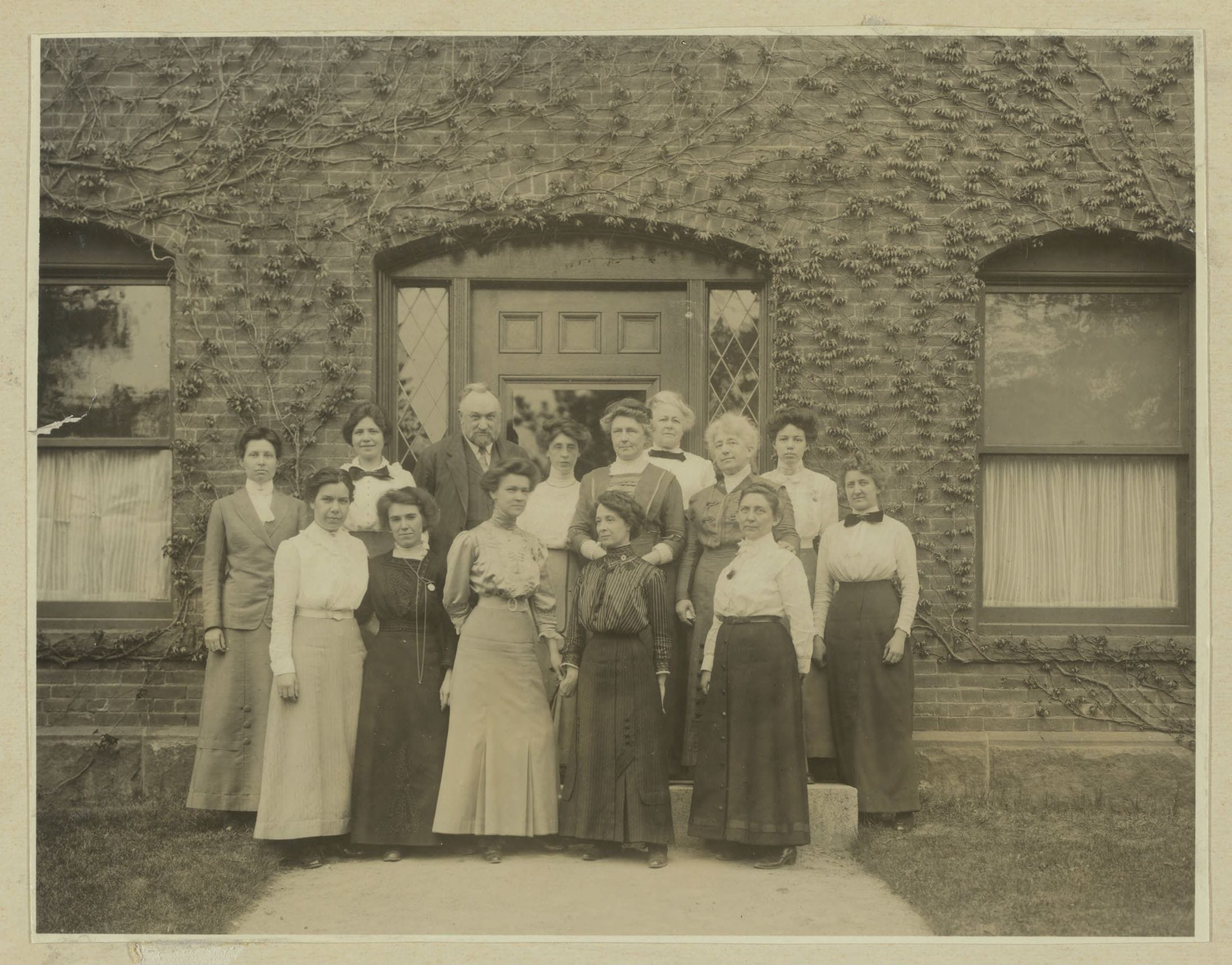
Des "Harvard Computers", engagées pour réaliser de savants calculs mathématiques liés à l'astronomie, 1913.

De nombreuses femmes ont obtenu des Prix Nobel, dans diverses catégories. En 2008, les virologues Françoise Barré-Sinoussi et Luc Montagnier reçoivent le prix Nobel de physiologie ou médecine pour la découverte du VIH en 1983. En mathématiques, Maryam Mirzakhani (1977-2017) est la première femme, en 2014, à recevoir la Médaille Fields, l'une des deux plus prestigieuses récompenses en dans ce domaine — considérée souvent comme l'équivalent d'un prix Nobel, ceux-ci ne comportant pas de prix pour les mathématiques.
Plus de 55 femmes sont déjà allées dans l'espace, issues de divers pays. Parmi celles-ci, la première femme à effectuer un vol dans l'espace est la Soviétique Valentina Terechkova, du 16 au 19 juin 1963, soit deux ans après le premier homme dans l'espace (Youri Gagarine). La première Américaine dans l'espace est Sally Ride, en 1983 ; elle avait rejoint la NASA en 1978. La première astronaute femme Afro-Américaine à aller dans l'espace est le docteur Mae Jemison, en 1992. La première Française à aller dans l'espace est Claudie Haigneré, en 1996. La première femme à piloter une navette spatiale sur Discovery est Eileen Collins, en 1995 ; elle est aussi la première femme à obtenir le commandement d'une mission, en 1999. En 2012, Liu Yang devient la première Chinoise à aller dans l'espace. Plusieurs astronautes sont mortes lors d'accidents de missions spatiales : Judith Arlene Resnik, Kalpana Chawla et Laurel Clark.

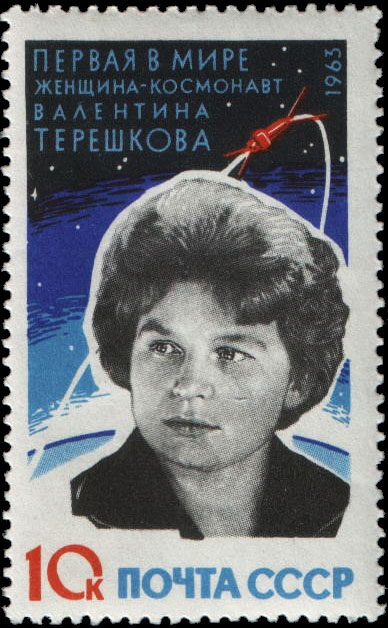
Valentina Terechkova, timbre soviétique de 1963.
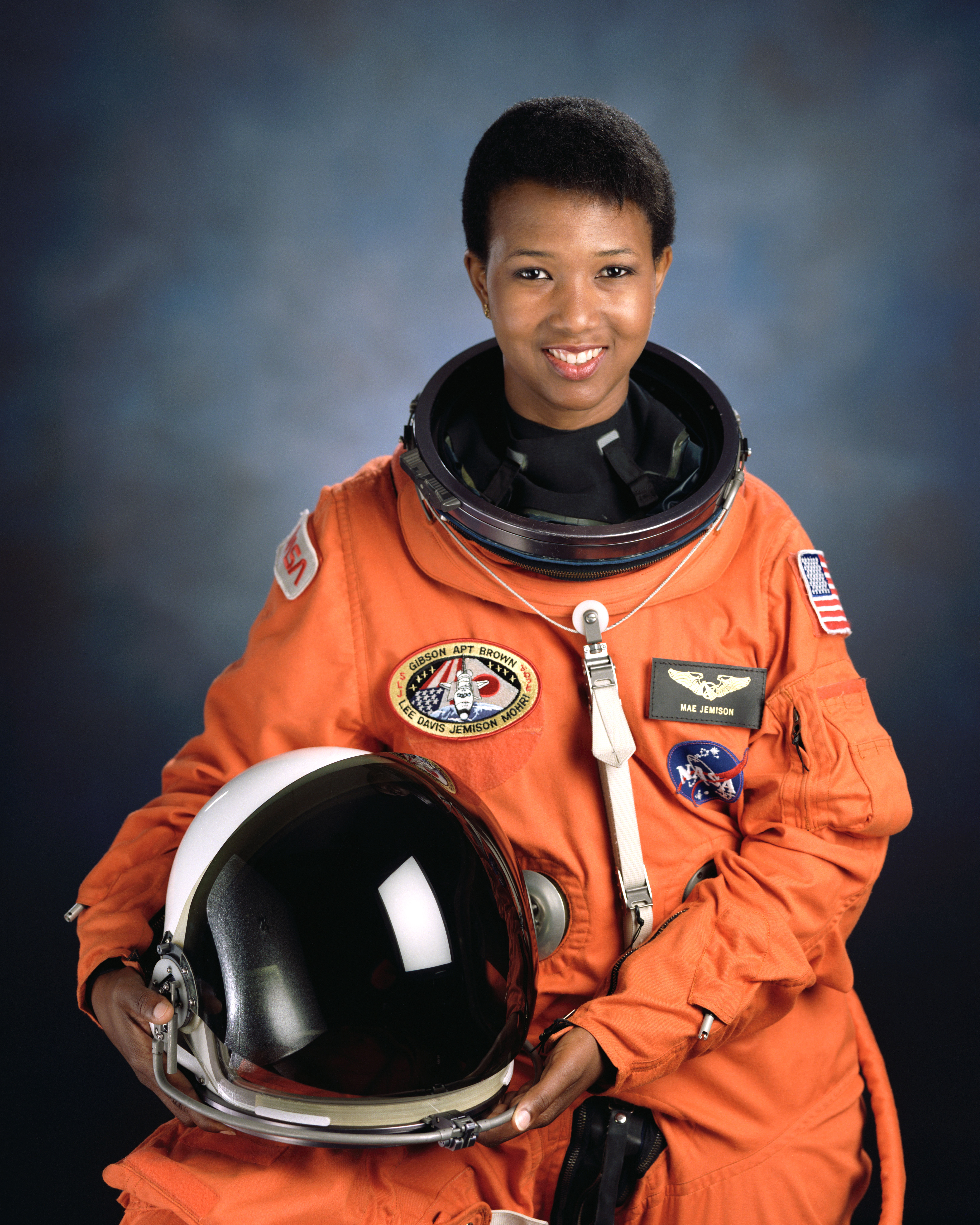
L'astronaute Mae Jemison en 1992.
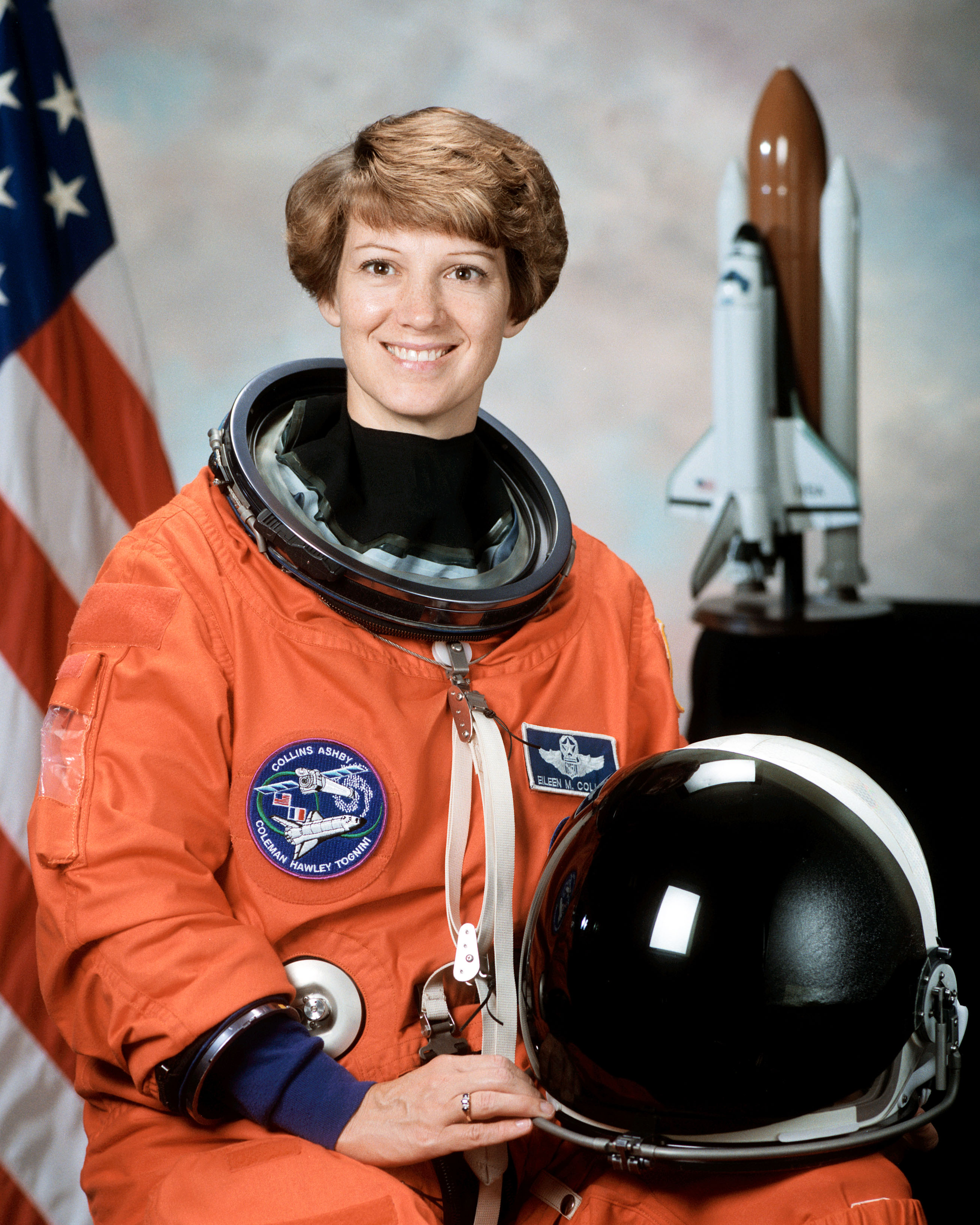
Eileen Collins en 1998.
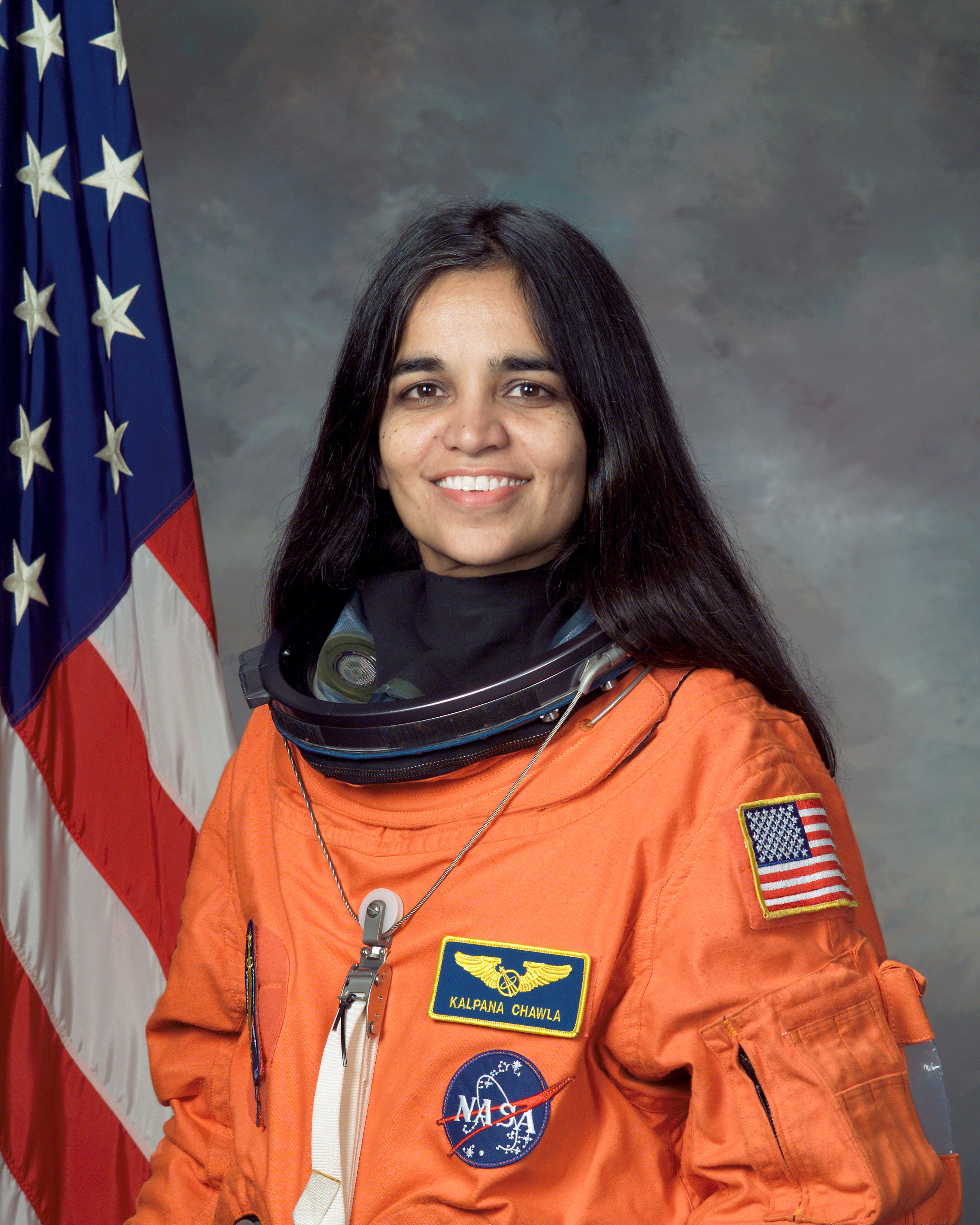
Kalpana Chawla en 2002.
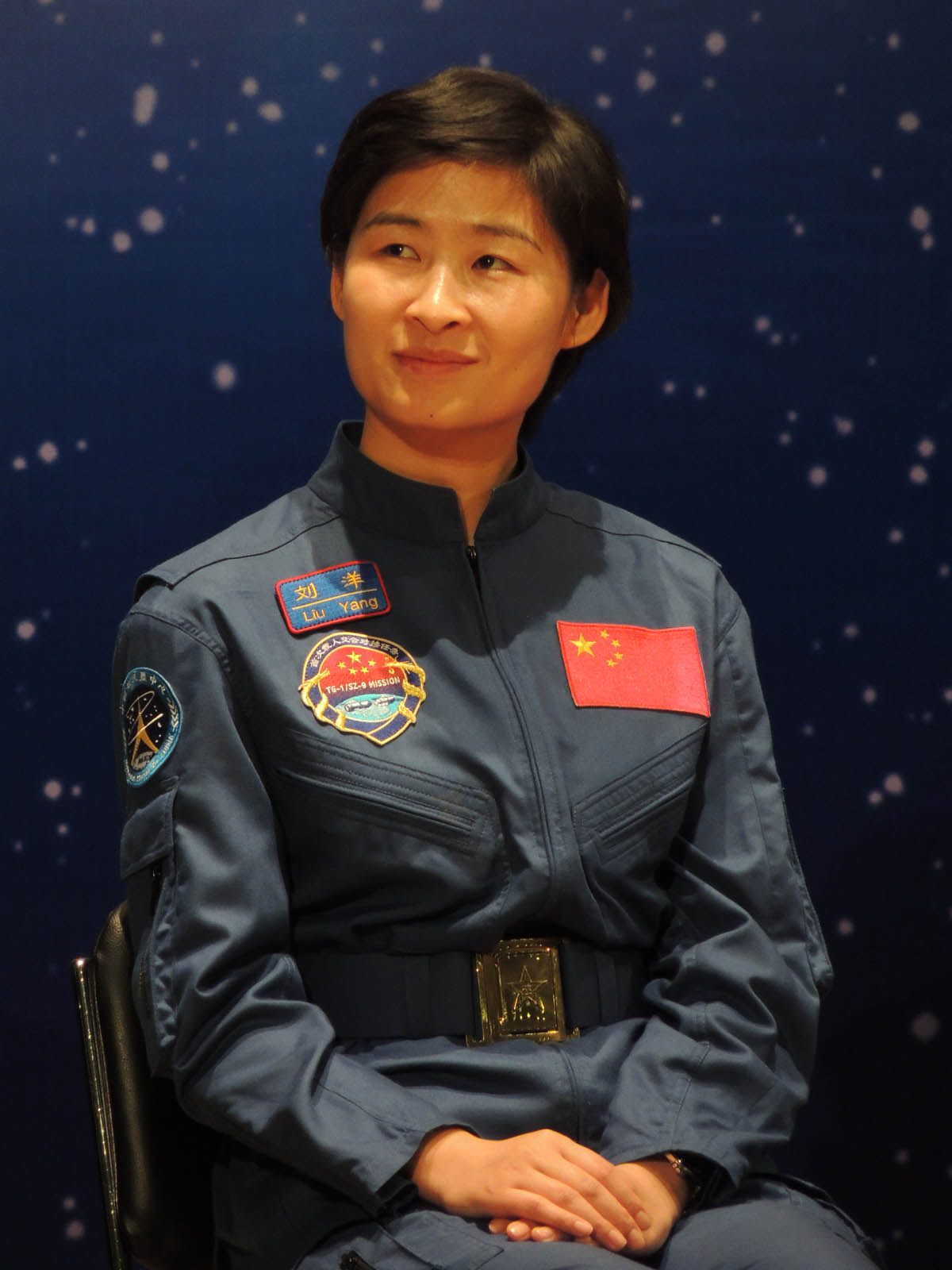
Liu Yang.

### Pays en développement

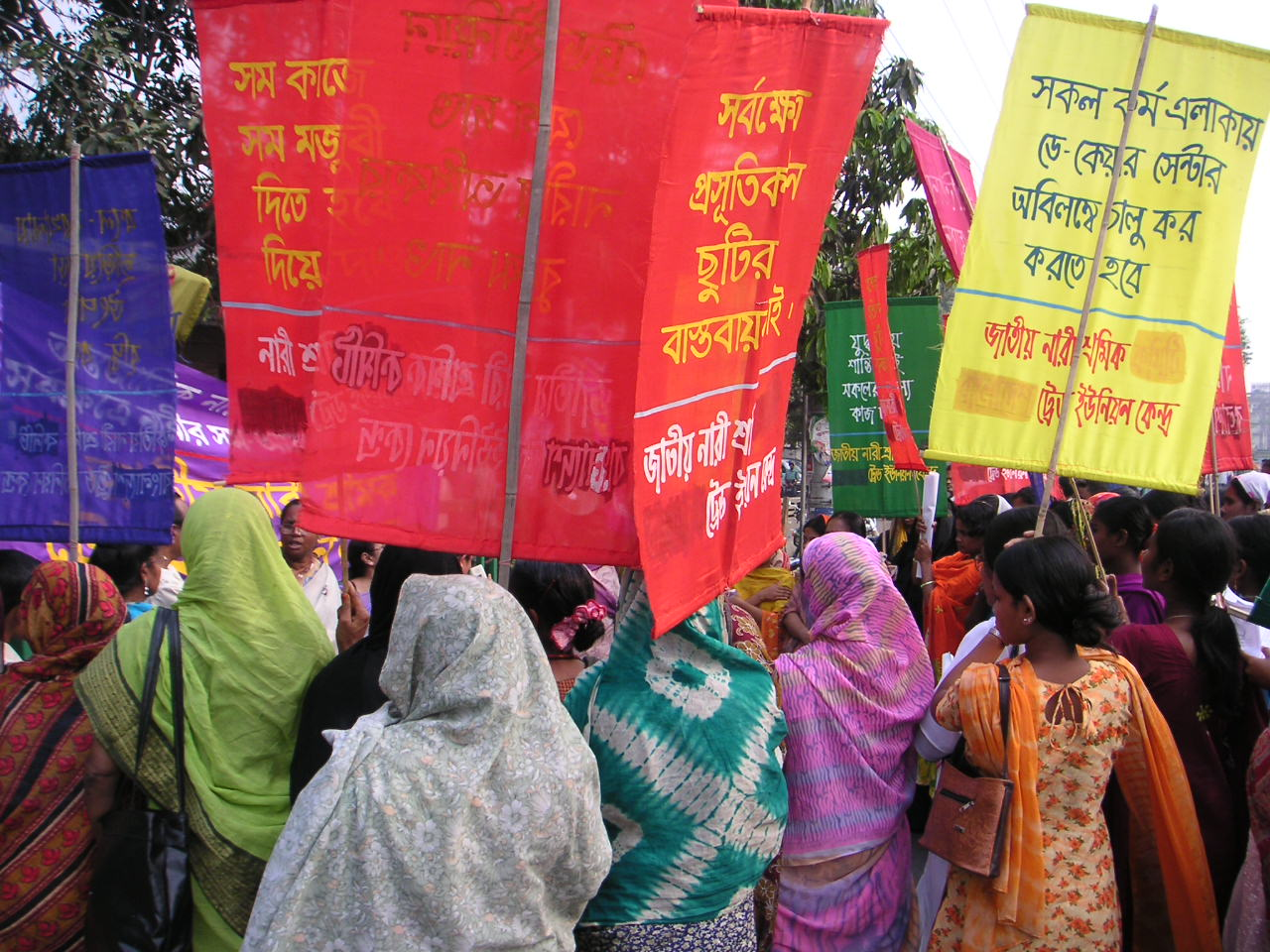
Manifestation à Dhaka au Bangladesh pour l'emploi des femmes.

#### Politique
Dans les pays en développement, les femmes politiques (souvent les héritières de quelque héros national[réf. nécessaire]) et écrivaines jouent un rôle politique essentiel dans la lutte contre les régimes autoritaires et corrompus, qui prennent appui sur l'armée et le conservatisme des mœurs.
En Amérique du Sud, la première femme à la tête d'un État est Isabel Perón (1931-), qui est présidente de l'Argentine entre 1974 et 1976, succédant à son mari Juan Perón à la mort de celui-ci, après avoir été vice-présidente depuis 1973 ; elle n'a pas été directement élue au poste de présidente mais a été la première présidente au monde — la situation en Argentine est à cette époque compliquée et elle sera déposée par la junte militaire.
En Asie, la première femme présidente est Corazon Aquino (1933-2009), qui est présidente des Philippines entre 1986 et 1992 ; elle a réinstauré un régime démocratique dans ce pays qui avait auparavant un régime autoritaire. De 2007 à 2012, l'Inde connaît la première femme présidente du pays : Pratibha Patil ; celle-ci avait eu auparavant différents postes politiques, dont celui de gouverneure élue du Rajasthan ; par ailleurs, sa présidence sera marquée par plusieurs controverses.
En Afrique, la première femme à la tête d'un État est Ellen Johnson Sirleaf (né en 1938), présidente élue du Liberia de 2006 à 2018 ; par ailleurs, elle recevra en 2011 le prix Nobel de la paix pour ses travaux en faveur des droits des femmes.

Quelques femmes politiques de renommée internationale
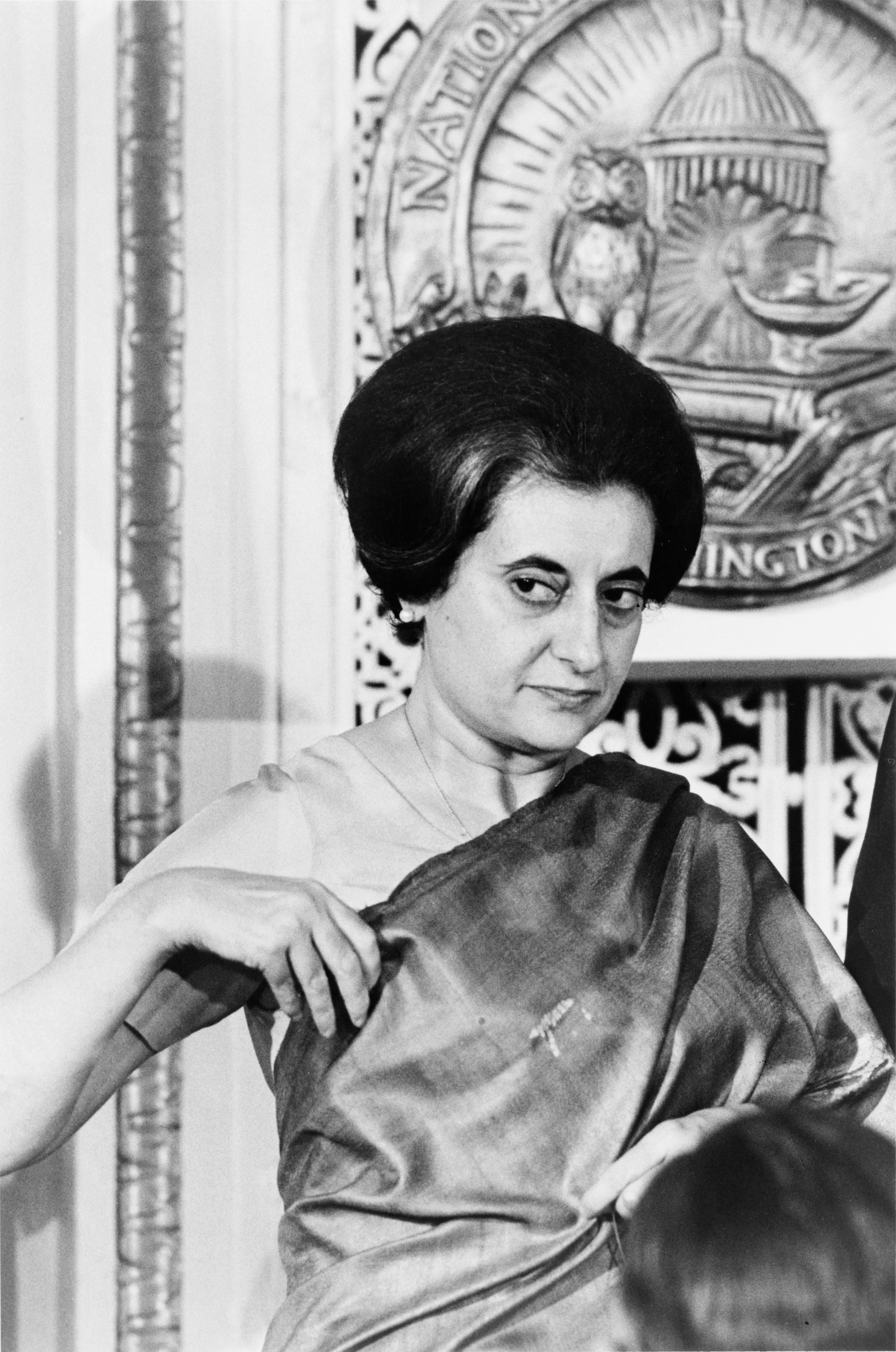
Indira Gandhi, devenue première ministre de l'Inde en 1966.
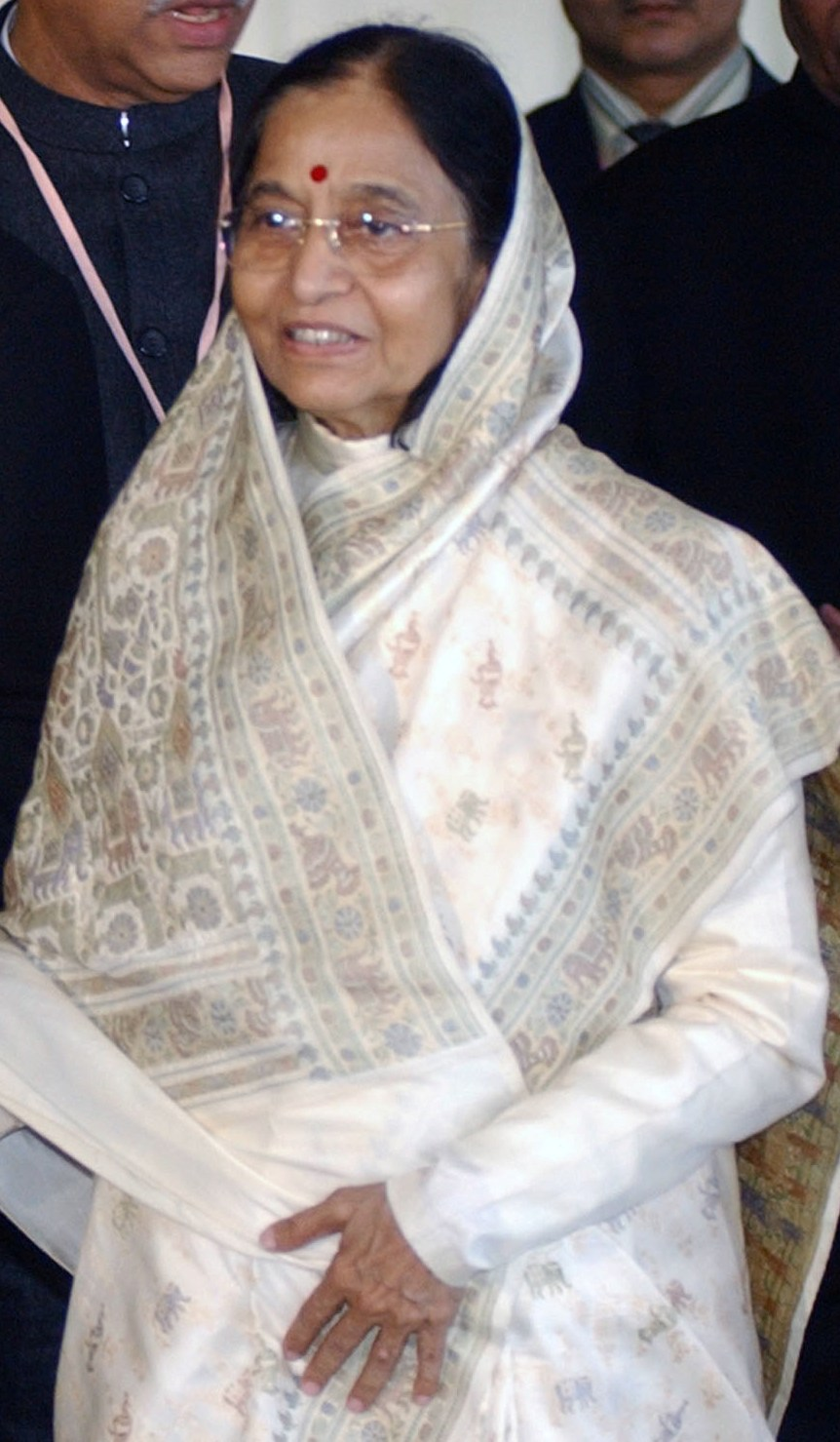
Pratibha Patil, première présidente de l'Inde, de 2007 à 2012.
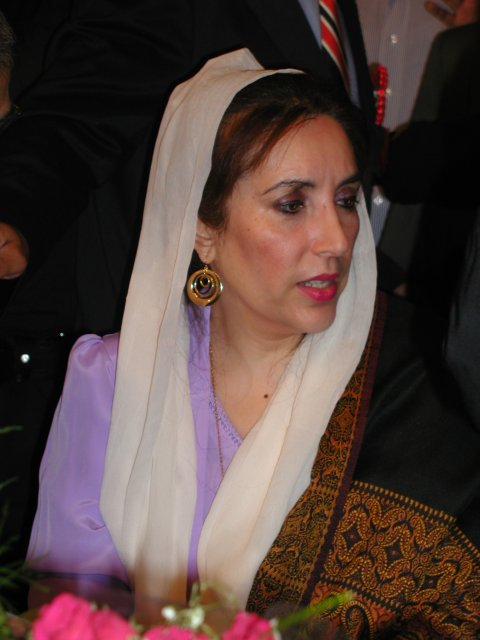
Benazir Bhutto, première ministre du Pakistan de 1988 à 1990 puis de 1993 à 1996.
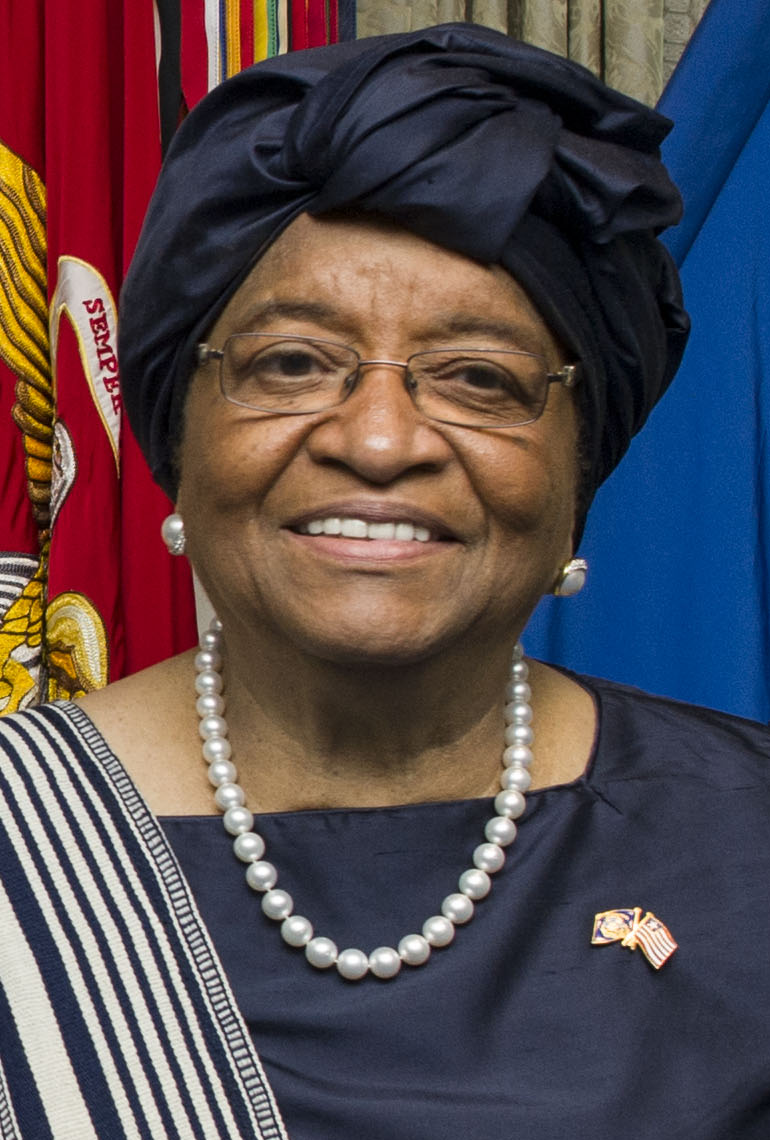
Ellen Johnson Sirleaf, première présidente du Liberia depuis 2006 et première femme élue au suffrage universel à la tête d’un État africain.

#### Éducation

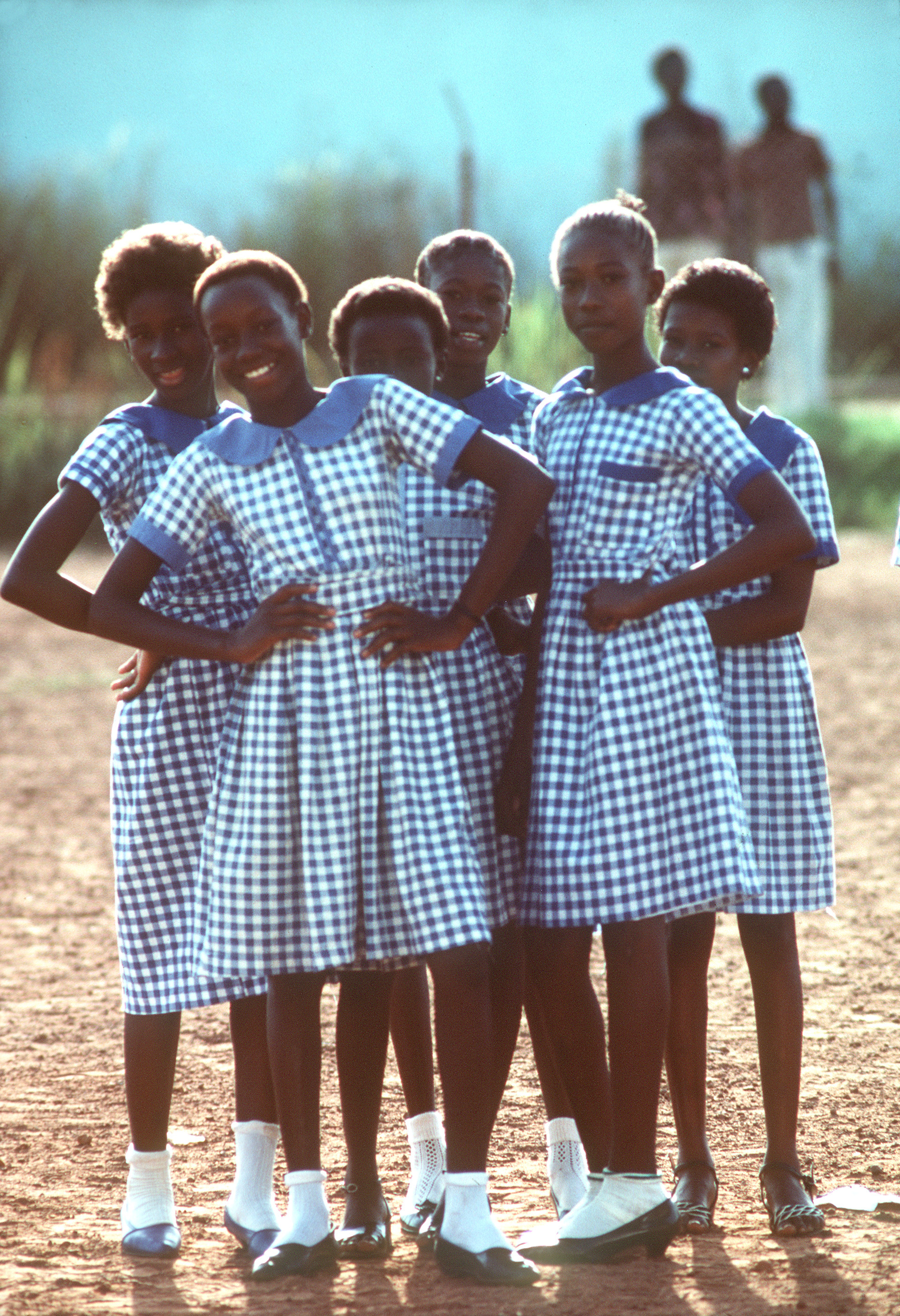
Des élèves de l'école Sir Dawda Elementary School, dans leurs plus beaux uniformes en 1984.

Il faut attendre les années 1970 pour que les organismes internationaux et les administrations des pays du tiers-monde prennent conscience du rôle fondamental de la force de travail des femmes dans la survie des populations rurales de ces régions. « Pivot essentiel de la vie des familles, c'est elle qui devrait être au centre de la formation », considère Willy Randin, le fondateur de l'ONG Nouvelle Planète. De nombreux projets d'éducation informelle (non scolaire) à destination des femmes rurales se limitent aux conseils domestiques. Les femmes ont pourtant d'autant plus besoin de formation agricole qu'elles se voient souvent confier les champs les plus difficiles à cultiver, au Niger par exemple. Les femmes doivent encore assurer des activités commerciales ou artisanales, complément d'autant plus nécessaire que, parfois, le mari utilise pour lui-même ses propres revenus, les femmes devant acheter seules les biens pour la consommation familiale. L'éducation des femmes joue enfin un rôle économique indirect. Les femmes sont chargées d'éduquer les enfants, elles peuvent leur transmettre une mentalité mieux adaptée à l'économie moderne, « l'idéologie de la réussite individuelle » (Anne Guillou). L'hygiène permettra aussi de pallier les conséquences économiques de maladies trop fréquentes qui diminuent la productivité des agriculteurs. La contraception comme le recul de l'âge du mariage soulagera l'économie du poids de la démographie. Ainsi, la politique volontariste de la Tunisie à l'égard des femmes, amorcée dès 1966, leur a donné accès à l'enseignement et à l'emploi (selon les chiffres de l'Unesco, les étudiantes représentaient en 1996 44,5 % des 121 700 étudiants tunisiens). Cela a pu contribuer à la baisse du taux de fécondité, aujourd'hui voisin de celui de l'Occident.

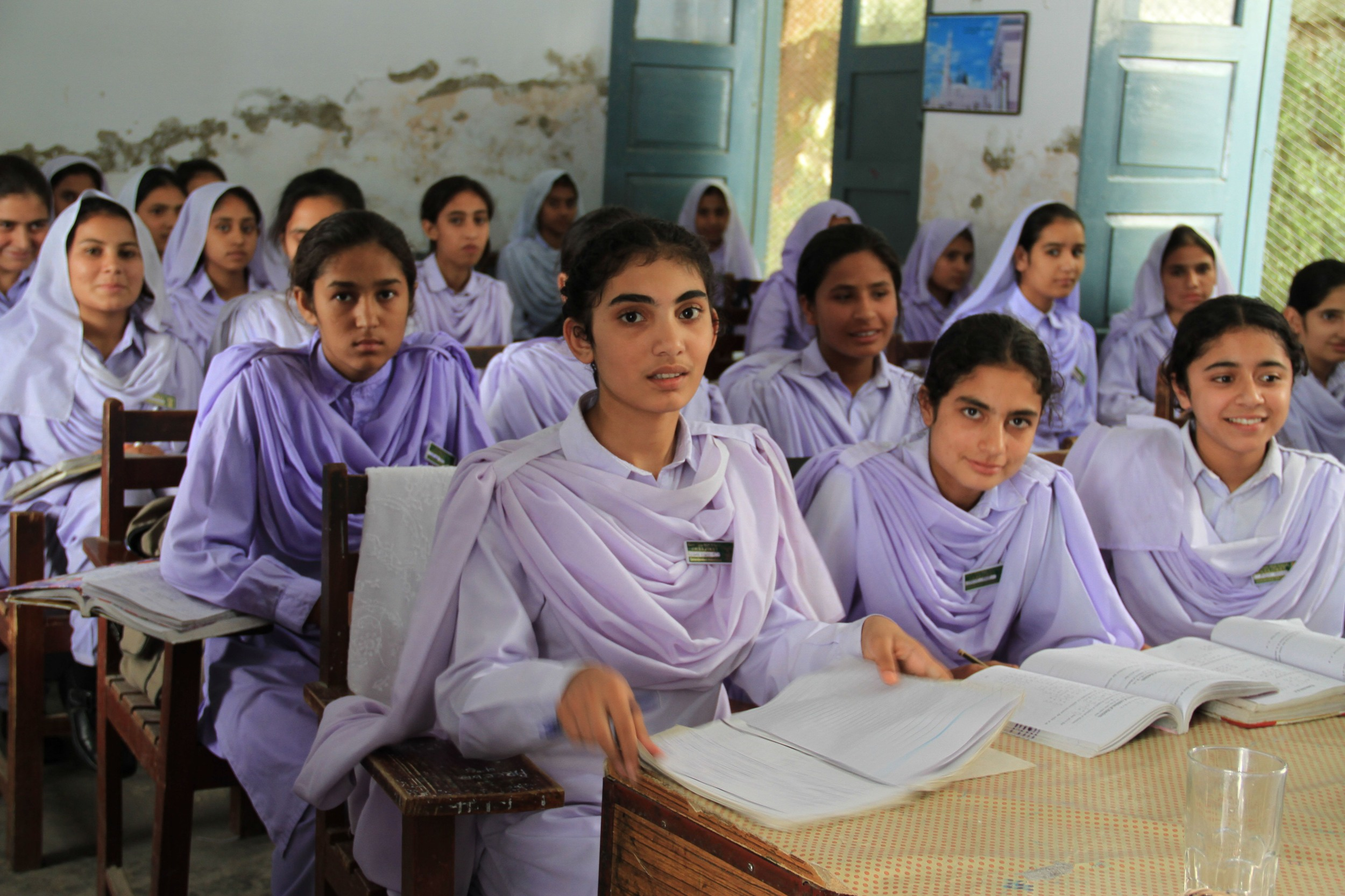
Jeunes filles à l'école au Pakistan.

La charge même de travail qui pèse sur les femmes rend particulièrement difficile le suivi assidu d'une formation. Les petites filles sont souvent considérées comme une force de travail d'appoint, domestique en particulier, voire mariées précocement. De plus le garçon continue le lignage, quand le capital culturel et professionnel de la fille appartiendra pour ainsi dire à son mari, c'est-à-dire à un autre lignage. Au Bénin, on tolère plus facilement la scolarisation des cadettes que celle de l'aînée, mais seul le garçon sera soutenu financièrement. Notons pourtant que c'est au plus fort de la vague islamique que l'alphabétisation des femmes a connu des progrès fulgurants au Maghreb, passant en Algérie, selon l'Unesco, de 24 % en 1980 à 49 % en 1995 (Tunisie, 32 % et 55 %; Maroc, 16 % et 31 %). En 1998, le taux d'activité des femmes marocaines de plus de 15 ans atteignait 33 %. Si l'éducation des femmes est rendue difficile par la lourdeur même des tâches de reproduction et de production qui leur incombent dès l'enfance, elle peut finalement être facilitée par des investissements modiques : en Afrique, construction de moulins à mil ou de puits. Le défaut de moyens de transport peut gêner tant l'accès à la formation que l'engagement des femmes dans des activités rémunératrices, commerciales et artisanales. Mais selon Ester Boserup, insister uniquement sur le rôle économique traditionnel des femmes pourrait bien conduire à les cantonner dans les tâches les moins productives et les moins rémunératrices.

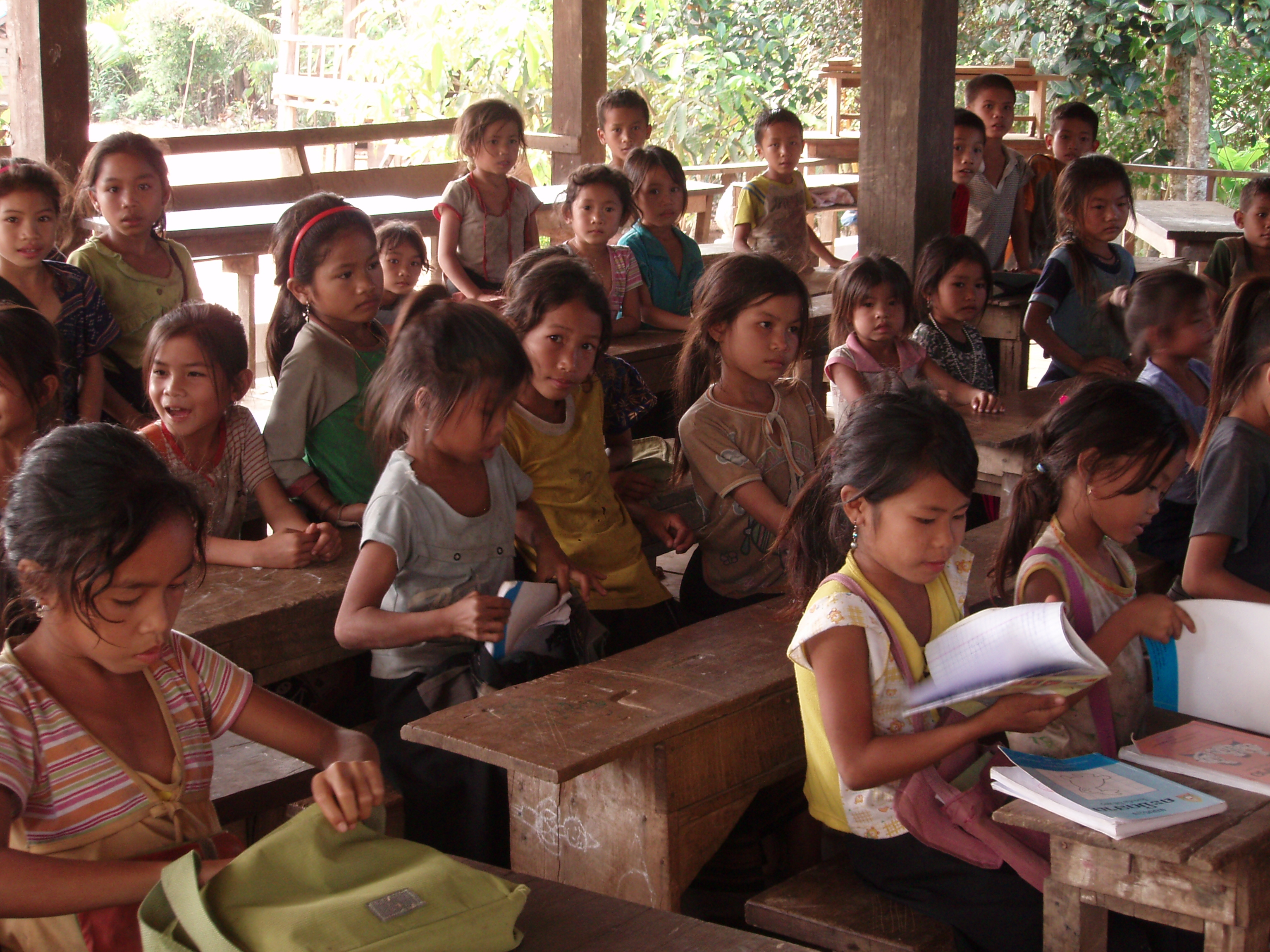
Élèves dans l'école d'un village dans une zone rurale du nord du Laos.

Dans les villes des pays peu développés, l'alphabétisation des femmes est devenue monnaie courante. Mais les jeunes citadines reçoivent rarement une éducation qui leur offre des débouchés professionnels dans le secteur moderne, sauf en ce qui concerne les carrières commerciales. L'école ne cherche guère à stimuler leur intérêt pour les matières liées à la vie professionnelle, ou sinon les oriente vers un champ restreint d'activités, comme le secrétariat, l'enseignement ou les métiers médico-sociaux. E. Boseru remarquait que lorsque les Universités s'ouvrent aux jeunes filles, elles se rassemblent d'abord dans les facultés de Lettres, puis en Médecine et dans les branches apparentées. Selon elle, les jeunes filles auraient intériorisé la coutume qui veut que les femmes s'occupent des enfants et des malades. Il y a cependant des pays, comme la Thaïlande, ou des régions, comme Bali, où il est de tradition que les femmes exercent un métier. Elles entrent alors directement en compétition avec les hommes sur le marché général du travail. Il n'y a pas en fin de compte de lien direct entre le niveau d'étude des femmes et celui de leur activité, comme le montre le cas de la Grèce. À l'inverse de ce qui s'est passé en France, l'emploi féminin diminue en Grèce depuis le tournant des années soixante. Les femmes grecques ne constituent qu'une force de travail d'appoint, au moindre coût. Elles seront aussi les premières licenciées. En Afrique, la déconfiture du système scolaire rend difficile la réussite scolaire des jeunes filles. Même lettrées, les jeunes filles n'auront que bien peu de chance de trouver un emploi salarié qualifié, domaine monopolisé par les hommes. Selon Anne Guillou, l'instruction marginalise les femmes par rapport à l'ordre traditionnel. La classe lettrée s'étoffe, mais ces femmes ont bien du mal à s'intégrer socialement et économiquement, en raison justement du sous-développement comme de la structure toujours très traditionnelle de la société.

## Le féminisme
Le féminisme désigne un ensemble de mouvements et d'idées politiques, philosophiques et sociales, qui partagent un but commun : définir, établir et atteindre l'égalité politique, économique, culturelle, personnelle, sociale et juridique entre les femmes et les hommes.

### Le féminisme et l'image des femmes

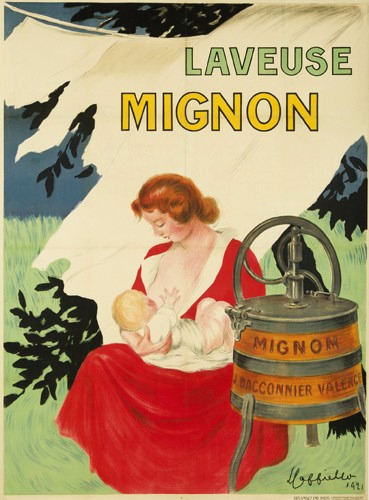
Affiche publicitaire française pour la laveuse Mignon (permettant de laver le linge), 1921.

## Historiographie
Si les études féministes ont permis de redécouvrir des héroïnes célèbres ou injustement oubliées et de mettre en exergue leurs spécificités (histoire du corps des femmes, de la maternité, misérabilisme des femmes battues et exploitées, lutte des femmes), une nouvelle approche historique suggère non pas d'affirmer cette spécificité, mais de la questionner. Pour Joan Wallach Scott, l'historiographie des femmes ne peut décrire comment les hommes et femmes ont vécu dans le passé, mais elle peut seulement s'appréhender du point de vue du genre qui est un « élément constitutif de rapports sociaux fondés sur des différences perçues entre les sexes, et le genre est une façon première de signifier des rapports de pouvoir ».

### Histoire générale

#### Ouvrages
- Gustave Fagniez, La femme dans la société française dans la première moitié du XVIIe siècle, Paris, J. Gamber, 1929.
- Pierre Grimal, Histoire mondiale de la femme, Paris, Nouvelle librairie de France, 1965-1967.
- Maurice Bardèche, Histoire des femmes, Paris, Éditions Stock, 1967-1968 (2 volumes).
- François Thébaud, Écrire l'histoire des femmes, ENS-Éditions, 1998.
- Michelle Perrot, Les femmes ou les silences de l'histoire, Paris, Flammarion, 1998, 493 p.
- Geneviève Fraisse, Les femmes et leur histoire, Paris, Éditions Gallimard, coll. « Folio histoire », 1998, 614 p.
- Florence Montreynaud, Le XXe siècle des femmes, Paris, Nathan, 1999.
- Michelle Perrot (dir.), Georges Duby (dir.) et Geneviève Fraisse (dir.), Histoire des femmes en Occident, Paris, Plon, 2002 (1re éd. 1990-1991) (5 volumes).
- Scarlett Beauvalet-Boutouyrie, Les femmes à l’époque moderne : XVIe – XVIIIe siècles, Belin, 2003.
- Jean-François Wagniart et Hélène Latger, Des femmes sans histoire ?, Paris, Institut de recherches de la FSU / Syllepse, 2004.
- Eliane Gubin, Catherine Jacques, Florence Rochefort, Brigitte Studer, Françoise Thébaud et Michelle Zancarini-Fournel (préf. Michelle Perrot), Le siècle des féminismes, Paris, Les Éditions de L'Atelier, 2004.
- Geneviève Dermenjian, Irène Jami, Annie Rouquier, Françoise Thébaud, La place des femmes dans l'Histoire. Une histoire mixte, Paris, mai 2014, 416 pages.
- Michelle Perrot, Le chemin des femmes, Éditions Robert Laffont, 2019, 1142 p.
- Yannick Ripa, Histoire féminine de la France, de la Révolution à la loi Veil (1789-1975), Belin, 2020.
- Anne Augereau, Femmes néolithiques, le genre dans les premières sociétés agricoles, Paris, CNRS, collection « Le passé recomposé », 2021, 304 p.
- Sophie Lalanne, Didier Lett et Dominique Picco (dir.), Une histoire des femmes en Europe (des grottes aux Lumières), Armand Colin, 2024.

#### Articles
- « Histoire des femmes », Historiens et Géographes, no 392, octobre 2005, p. 69-145  (ISSN 0046-757X)
- Fabrice Virgili, « L’histoire des femmes et l’histoire des genres aujourd’hui », Vingtième Siècle, Presses de Sciences Po (PFNSP), no 75,‎ mars 2002 (ISBN 9782724629736, DOI 10.3917/ving.075.0005).

#### Actes
- Les Femmes à travers l'histoire : actes du 68e Congrès des sociétés savantes du Centre de la France, Tulle, Mille Sources, 2015, 302 p. (ISBN 978-2-909744-35-3)

### Histoire thématique
- Marie-Jo Bonnet, Les femmes dans l'art, qu'est-ce que les femmes ont apporté à l'art ?, Ed. de La Martinière, 2004
- Jean-Claude Baudet, Curieuses histoires des dames de la science, Bruxelles, Jourdan, 2010
- Les religieuses dans le cloître et dans le monde : des origines à nos jours : Actes du 2e colloque international du CERCOR, Poitiers, éd. Nicole Bouter, Publications de l'université de Saint-Étienne, 1994
- Sylvie Chaperon: Les années Beauvoir 1945-1970, Paris 2000, Fayard  (ISBN 9782213605425).
- (en) Marija Gimbutas, The language of the Goddess, San Francisco, Harpercollins, 1989, 388 p. (ISBN 0-06-250356-1).
- Francoise Giroud, Les femmes de la Révolution, Paris, Éditions Carrere, 1988  (ISBN 2-86804-571-5).
- Nacéra Benseddik, « Être femme dans le Maghreb ancien », Awal, no 20,‎ 1999, p. 113-150
- Thierry Wanegffelen, Le pouvoir contesté : Souveraines d'Europe à la Renaissance, Payot & Rivages, 2008.
- Richard-Alain Jean et Anne-Marie Loyrette, La mère, l’enfant et le lait en Égypte Ancienne. Traditions médico-religieuses. Une étude de sénologie égyptienne, Paris, S.H. Aufrère (éd.), éd. L’Harmattan, coll. « Kubaba – Série Antiquité – Université de Paris 1, Panthéon Sorbonne », 2010 (réimpr. 2011), 516 p. (ISBN 978-2-296-13096-8, lire en ligne).
- Jean-Yves Le Lan, Femmes dans l'histoire. Bretagne, Tours, Editions Sutton, 2018, 176 p.  (ISBN 978-2-8138-1043-4).

### Histoire sociale
- Marie-Jo Bonnet, Les relations amoureuses entre les femmes du XVIe au XXe siècle, Éditions Odile Jacob, 1995 (1re éd. 1981 (Denoël-Gonthier)).
- François Battagliola, Histoire du travail des femmes, La Découverte, 2004, 123 p..
- Christopher Lasch, Les Femmes et la vie ordinaire [« Women and the Common Life. Love, Marriage, and Feminism »], Climats, 2006.

### Patriarcat
- Pierre Bourdieu, La domination masculine, Paris, Seuil, 1998